# 氷と炎の歌の諸名家
氷と炎の歌の諸名家（こおりとほのおのうたのしょめいけ）では、ジョージ・R・R・マーティン著のファンタジー小説シリーズである『氷と炎の歌』の中に登場する、架空のウェスタロス大陸における諸名家と、諸名家出身の主要な登場人物を説明する。別の家に嫁いだ女性は、原則として出身家のところで説明する。諸名家以外の登場人物は氷と炎の歌の登場人物で説明されている。
本シリーズの第1部から第3部には岡部宏之による旧版と、酒井昭伸による新訳語を用いた改訂新版が存在し、両版の間では多くの名称の日本語訳が変更されているため、以下においては新訳語を用い、最初に使用された箇所では括弧内に旧訳語を示す。
以下の内容は、第5部終了時点でのものである。

## 諸名家の領地、本拠地、標語
| 諸名家         | 領地                   | 本拠地                                                                               | 標語                       |
| スターク家     | 北部                   | ウィンターフェル                                                                     | 冬来たる                   |
| グレイジョイ家 | 鉄諸島                 | パイク                                                                               | われら種を播かず           |
| アリン家       | アリンの谷間           | 高巣城                                                                               | 高きこと誉の如く           |
| ラニスター家   | 西部(ウェスターランド) | キャスタリーロック                                                                   | 聞け、わが咆哮を！         |
| タイレル家     | 河間平野(リーチ)       | ハイガーデン                                                                         | われら強大たるべし         |
| バラシオン家   | ストームランド 王室領  | キングズランディング(ロバート) ドラゴンストーン(スタニス) ストームズエンド(レンリー) | 氏神は復讐の女神           |
| マーテル家     | ドーン                 | サンスピア                                                                           | 折れぬ、枉げぬ、まつろわぬ |
| タリー家       | リヴァーランド         | リヴァーラン                                                                         | 一族、本分、名誉           |
| ターガリエン家 |                        |                                                                                      | 炎と血                     |

## 諸名家の視点人物
各部の各章はそれぞれ一人の視点人物の目から三人称で描かれている。以下に諸名家の視点人物を示す。
- アシャ・グレイジョイ
- エイロン・グレイジョイ
- シオン・グレイジョイ
- ヴィクタリオン・グレイジョイ
- エダード・スターク
- サンサ・スターク
- アリア・スターク
- ブラン・スターク
- ジョン・スノウ
- デナーリス・ターガリエン
- キャトリン・タリー
- アリアン・マーテル
- クェンティン・マーテル
- サーセイ・ラニスター
- ジェイミー・ラニスター
- ケヴァン・ラニスター
- ティリオン・ラニスター

## アリン家
House Arryn

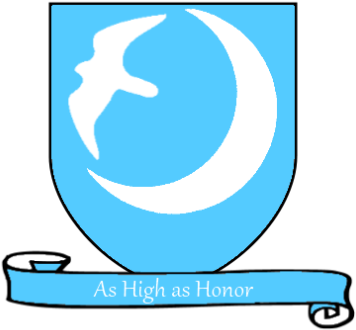
アリン家の盾形の紋章

アリン家はアリンの谷間の最上位の貴族であり、多くの下位貴族が忠誠を誓っている。その本拠は山の頂にある高巣城（アイリー）にあるが、その他にも多くの拠点を持つ。紋章は空色の地に白の“月に隼”であり、標語（銘言）は“高きこと誉の如く”（“誉れのごとく高し”）である。“山と谷の王”の子孫であり、その血統はウェスタロスを侵略した古アンダル貴族にさかのぼる。他のアンダル貴族と通婚し、現在のアリン家はアンダル貴族の中でも最も純粋な血統である。
『炎と血』および『ハウス・オブ・ザ・ドラゴン』で描かれる〈双竜の舞踏〉では、一族出身のエイマ・アリンの娘であるレイニラ・ターガリエンの黒装派につく。
『氷と炎の歌』および『ゲーム・オブ・スローンズ』の直前に毒殺されるまでは、ジョン・アリンがアリン家の長である。死後、唯一の息子であるロバート・アリンが高巣城公となり、ジョンの妻でタリー家出身のレディ・ライサ (リサ)が摂政として統治するようになる。実家のタリー家が内戦に参加して彼女の助けを求めるが、ライサは中立を保つ。ライサは ピーター・ベイリッシュ (ベーリッシュ)と再婚するが、彼に突き落とされて死ぬ。ピーターはロバートの保護者となり、ロバートの名において谷間を治める。

### アリン家の系図
|  |  | ジェイン・ ロイス 前々妻、故人 | ジェイン・ ロイス 前々妻、故人 | ジェイン・ ロイス 前々妻、故人 | ジェイン・ ロイス 前々妻、故人 | ジェイン・ ロイス 前々妻、故人 | ジェイン・ ロイス 前々妻、故人 |                   |                   |                   |                   |             |             |             |             | ジャスパー 故人 | ジャスパー 故人 | ジャスパー 故人       | ジャスパー 故人       | ジャスパー 故人       | ジャスパー 故人       |                       |                       |         |         |             |             |             |             |             |             |         |         |                                          |                                          |                                          |                                          |                                          |                                          |                     |                     |                     |                     |  |  |            |            |            |            |            |            |  |  |                                  |                                  |                                  |                                  |                                  |                                  |                 |                 |                 |                 |
|  |  | ジェイン・ ロイス 前々妻、故人 | ジェイン・ ロイス 前々妻、故人 | ジェイン・ ロイス 前々妻、故人 | ジェイン・ ロイス 前々妻、故人 | ジェイン・ ロイス 前々妻、故人 | ジェイン・ ロイス 前々妻、故人 |                   |                   |                   |                   |             |             |             |             | ジャスパー 故人 | ジャスパー 故人 | ジャスパー 故人       | ジャスパー 故人       | ジャスパー 故人       | ジャスパー 故人       |                       |                       |         |         |             |             |             |             |             |             |         |         |                                          |                                          |                                          |                                          |                                          |                                          |                     |                     |                     |                     |  |  |            |            |            |            |            |            |  |  |                                  |                                  |                                  |                                  |                                  |                                  |                 |                 |                 |                 |
|  |  |                                |                                |                                |                                |                                |                                |                   |                   |                   |                   |             |             |             |             |                 |                 |                       |                       |                       |                       |                       |                       |         |         |             |             |             |             |             |             |         |         |                                          |                                          |                                          |                                          |                                          |                                          |                     |                     |                     |                     |  |  |            |            |            |            |            |            |  |  |                                  |                                  |                                  |                                  |                                  |                                  |                 |                 |                 |                 |
|  |  |                                |                                |                                |                                |                                |                                |                   |                   |                   |                   |             |             |             |             |                 |                 |                       |                       |                       |                       |                       |                       |         |         |             |             |             |             |             |             |         |         |                                          |                                          |                                          |                                          |                                          |                                          |                     |                     |                     |                     |  |  |            |            |            |            |            |            |  |  |                                  |                                  |                                  |                                  |                                  |                                  |                 |                 |                 |                 |
|  |  | ライサ・ タリー                | ライサ・ タリー                | ライサ・ タリー                | ライサ・ タリー                | ライサ・ タリー                | ライサ・ タリー                |                   |                   | ジョン 故人       | ジョン 故人       | ジョン 故人 | ジョン 故人 | ジョン 故人 | ジョン 故人 |                 |                 | ロウェーナ 前妻、故人 | ロウェーナ 前妻、故人 | ロウェーナ 前妻、故人 | ロウェーナ 前妻、故人 | ロウェーナ 前妻、故人 | ロウェーナ 前妻、故人 |         |         | アリス 故人 | アリス 故人 | アリス 故人 | アリス 故人 | アリス 故人 | アリス 故人 |         |         | エリス・ ウェインウッド 故人             | エリス・ ウェインウッド 故人             | エリス・ ウェインウッド 故人             | エリス・ ウェインウッド 故人             | エリス・ ウェインウッド 故人             | エリス・ ウェインウッド 故人             |                     |                     |                     |                     |  |  |            |            |            |            |            |            |  |  |                                  |                                  |                                  |                                  | ロネル 故人                      | ロネル 故人                      | ロネル 故人     | ロネル 故人     | ロネル 故人     | ロネル 故人     |
|  |  | ライサ・ タリー                | ライサ・ タリー                | ライサ・ タリー                | ライサ・ タリー                | ライサ・ タリー                | ライサ・ タリー                |                   |                   | ジョン 故人       | ジョン 故人       | ジョン 故人 | ジョン 故人 | ジョン 故人 | ジョン 故人 |                 |                 | ロウェーナ 前妻、故人 | ロウェーナ 前妻、故人 | ロウェーナ 前妻、故人 | ロウェーナ 前妻、故人 | ロウェーナ 前妻、故人 | ロウェーナ 前妻、故人 |         |         | アリス 故人 | アリス 故人 | アリス 故人 | アリス 故人 | アリス 故人 | アリス 故人 |         |         | エリス・ ウェインウッド 故人             | エリス・ ウェインウッド 故人             | エリス・ ウェインウッド 故人             | エリス・ ウェインウッド 故人             | エリス・ ウェインウッド 故人             | エリス・ ウェインウッド 故人             |                     |                     |                     |                     |  |  |            |            |            |            |            |            |  |  |                                  |                                  |                                  |                                  | ロネル 故人                      | ロネル 故人                      | ロネル 故人     | ロネル 故人     | ロネル 故人     | ロネル 故人     |
|  |  |                                |                                |                                |                                |                                |                                |                   |                   |                   |                   |             |             |             |             |                 |                 |                       |                       |                       |                       |                       |                       |         |         |             |             |             |             |             |             |         |         |                                          |                                          |                                          |                                          |                                          |                                          |                     |                     |                     |                     |  |  |            |            |            |            |            |            |  |  |                                  |                                  |                                  |                                  |                                  |                                  |                 |                 |                 |                 |
|  |  |                                |                                |                                |                                |                                |                                |                   |                   |                   |                   |             |             |             |             |                 |                 |                       |                       |                       |                       |                       |                       |         |         |             |             |             |             |             |             |         |         |                                          |                                          |                                          |                                          |                                          |                                          |                     |                     |                     |                     |  |  |            |            |            |            |            |            |  |  |                                  |                                  |                                  |                                  |                                  |                                  |                 |                 |                 |                 |
|  |  |                                |                                |                                |                                | ロバート (ロビン)              | ロバート (ロビン)              | ロバート (ロビン) | ロバート (ロビン) | ロバート (ロビン) | ロバート (ロビン) |             |             | デニス 故人 | デニス 故人 | デニス 故人     | デニス 故人     | デニス 故人           | デニス 故人           |                       |                       | 娘 故人               | 娘 故人               | 娘 故人 | 娘 故人 | 娘 故人     | 娘 故人     |             |             | 娘 故人     | 娘 故人     | 娘 故人 | 娘 故人 | 娘 故人                                  | 娘 故人                                  |                                          |                                          | サー・ ハーディング                      | サー・ ハーディング                      | サー・ ハーディング | サー・ ハーディング | サー・ ハーディング | サー・ ハーディング |  |  | 娘6人 故人 | 娘6人 故人 | 娘6人 故人 | 娘6人 故人 | 娘6人 故人 | 娘6人 故人 |  |  | ジャスパー・ ウェインウッド 故人 | ジャスパー・ ウェインウッド 故人 | ジャスパー・ ウェインウッド 故人 | ジャスパー・ ウェインウッド 故人 | ジャスパー・ ウェインウッド 故人 | ジャスパー・ ウェインウッド 故人 |                 |                 |                 |                 |
|  |  |                                |                                |                                |                                | ロバート (ロビン)              | ロバート (ロビン)              | ロバート (ロビン) | ロバート (ロビン) | ロバート (ロビン) | ロバート (ロビン) |             |             | デニス 故人 | デニス 故人 | デニス 故人     | デニス 故人     | デニス 故人           | デニス 故人           |                       |                       | 娘 故人               | 娘 故人               | 娘 故人 | 娘 故人 | 娘 故人     | 娘 故人     |             |             | 娘 故人     | 娘 故人     | 娘 故人 | 娘 故人 | 娘 故人                                  | 娘 故人                                  |                                          |                                          | サー・ ハーディング                      | サー・ ハーディング                      | サー・ ハーディング | サー・ ハーディング | サー・ ハーディング | サー・ ハーディング |  |  | 娘6人 故人 | 娘6人 故人 | 娘6人 故人 | 娘6人 故人 | 娘6人 故人 | 娘6人 故人 |  |  | ジャスパー・ ウェインウッド 故人 | ジャスパー・ ウェインウッド 故人 | ジャスパー・ ウェインウッド 故人 | ジャスパー・ ウェインウッド 故人 | ジャスパー・ ウェインウッド 故人 | ジャスパー・ ウェインウッド 故人 |                 |                 |                 |                 |
|  |  |                                |                                |                                |                                |                                |                                |                   |                   |                   |                   |             |             |             |             |                 |                 |                       |                       |                       |                       |                       |                       |         |         |             |             |             |             |             |             |         |         |                                          |                                          |                                          |                                          |                                          |                                          |                     |                     |                     |                     |  |  |            |            |            |            |            |            |  |  |                                  |                                  |                                  |                                  |                                  |                                  |                 |                 |                 |                 |
|  |  |                                |                                |                                |                                |                                |                                |                   |                   |                   |                   |             |             |             |             |                 |                 | 夭折                  | 夭折                  | 夭折                  | 夭折                  | 夭折                  | 夭折                  |         |         |             |             |             |             |             |             |         |         | ハロルド・ ハーディング "世継ぎのハリー" | ハロルド・ ハーディング "世継ぎのハリー" | ハロルド・ ハーディング "世継ぎのハリー" | ハロルド・ ハーディング "世継ぎのハリー" | ハロルド・ ハーディング "世継ぎのハリー" | ハロルド・ ハーディング "世継ぎのハリー" |                     |                     |                     |                     |  |  |            |            |            |            |            |            |  |  |                                  |                                  |                                  |                                  | エルバート 故人                  | エルバート 故人                  | エルバート 故人 | エルバート 故人 | エルバート 故人 | エルバート 故人 |

### ジョン・アリン
John Arryn
高巣城公、アリンの谷間の守護者、東部総督であり、ロバート・バラシオン王の治世では〈王の手〉を務める。ジョン・アリンはロバートとエダード・スタークの里親であり二人にとっては父親のごとき存在である。エイリス・ターガリエン二世が二人を殺すよう命じた時、ジョンは反乱の旗を上げる。反乱へのホスター・タリーの支持を固めるため、遥かに年齢が下の、娘のライサ・タリーと結婚する。〈鉄の玉座〉を手に入れた後、ロバートはジョンを〈王の手〉に任命する。ロバートの治世において、七王国を治める責任の多くをジョンが担う。ロバート王とエダード公にとっては、ジョンは人生の大部分において親友であり父のごとき存在である。死の前に、ジョンはスタニス・バラシオン(スタンニス・バラシオン)とともに、王妃サーセイ・ラニスターの子の父がロバートではなくサーセイの双子の弟であるジェイミー・ラニスター(ジェイム・ラニスター)であることを発見する。だがこの情報を公表する前に、ピーター・ベイリッシュに唆された妻ライサによって毒殺される。ライサが息子ロビンを里子に出したくなかったためである。『ゲーム・オブ・スローンズ』では、ジョン・アリンはジョン・スタンディングが演じる。

### ライサ・アリン
ライサ・タリーを参照。

### ロバート・アリン
Robert Arryn
ジョン・アリンとその妻ライサの唯一の子。病弱で弱々しい6歳の男の子であり、現在は高巣城公でかつアリンの谷間の守護者。てんかんのような症状を示す病気に苦しんでいる。その母レディ・ライサは彼の名において谷間を守護代として治める。心も体も発育が遅れており、乳離れさえしていない。
短期間ではあるがピーター・ベイリッシュがレディ・ライサと結婚していたため、ライサの死後はピーターが谷間の守護代となり、谷間を統治しロバート・アリンの保護者となる。谷間のおもな領主達は〈強訴六公〉と名乗り、高巣城からピーターを追放しロバート・アリンの保護と訓練を引き受ける宣言に一時は署名するが、ピーターの政治的手腕の前に引き下がる。ロバートは母親の死後さらに感情的かつ不安定になり、発作の頻度は増し、今はアレイン・ストーンを名乗って母親代わりとなった従姉のサンサ・スタークから離れなくなっている。
『ゲーム・オブ・スローンズ』では、ロバート・バラシオンと混乱されないようにロビンと改名されており、リノ・ファシオリが演じている。

## グレイジョイ家
House Greyjoy

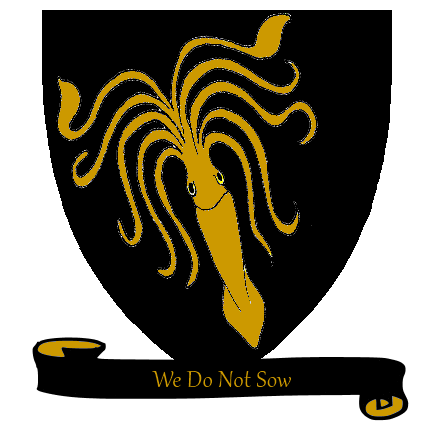
グレイジョイ家の盾形の紋章

グレイジョイは鉄諸島の最上位の貴族である。鉄諸島の多くの下位貴族が忠誠を誓っている。本拠地はパイクにある。紋章は黒地に描かれた黄金のクラーケン(大海魔)であり、標語は“われら種を播かず”(“われらは種を播かず”)である。
当家は〈英雄の時代〉の伝説的な〈灰色の王〉(グレイ・キング)の末裔である。ターガリエン家による七王国の征服の後、エイゴン(エーゴン)一世が〈鉄諸島生まれ〉たちに筆頭者(宗主)を選ばせた時、ヴィコン・グレイジョイとその血統が選ばれ、グレイジョイ家は鉄諸島の領主となる。
物語の冒頭では、ベイロン(バロン)・グレイジョイが領主であり、娘アシャと息子シオンが存命である。物語の9年前に、ベイロンはバラシオン家の〈鉄の玉座〉に反乱を企てたが失敗する(〈グレイジョイの反乱〉)。その結果、シオンはスターク家に人質として引き渡され、王の逆鱗に触れた場合は処刑されることとなる。唯一残された子であるアシャは世継ぎに立てられるが、これは女を指導者として戴かない鉄諸島人の習慣に反するものである。ベイロンは鉄諸島と北部の王であると宣言し、既に始まっていた四人の王の戦争に参戦し、これを〈五王の戦い〉にする。

### グレイジョイ家の系図
| クェロン 故人 | クェロン 故人 | クェロン 故人 | クェロン 故人 | クェロン 故人 | クェロン 故人 |          |          | 不明 故人       | 不明 故人       | 不明 故人       | 不明 故人       | 不明 故人           | 不明 故人           |                     |                     |                     |                     |             |             |                     |                     |                     |                     |                     |                     |                 |                 |                 |                 |                |                |                   |                   |                   |                   |                   |                   |               |               |               |               |  |  |                     |                     |                     |                     |                     |                     |
| クェロン 故人 | クェロン 故人 | クェロン 故人 | クェロン 故人 | クェロン 故人 | クェロン 故人 |          |          | 不明 故人       | 不明 故人       | 不明 故人       | 不明 故人       | 不明 故人           | 不明 故人           |                     |                     |                     |                     |             |             |                     |                     |                     |                     |                     |                     |                 |                 |                 |                 |                |                |                   |                   |                   |                   |                   |                   |               |               |               |               |  |  |                     |                     |                     |                     |                     |                     |
|               |               |               |               |               |               |          |          |                 |                 |                 |                 |                     |                     |                     |                     |                     |                     |             |             |                     |                     |                     |                     |                     |                     |                 |                 |                 |                 |                |                |                   |                   |                   |                   |                   |                   |               |               |               |               |  |  |                     |                     |                     |                     |                     |                     |
|               |               |               |               |               |               |          |          |                 |                 |                 |                 |                     |                     |                     |                     |                     |                     |             |             |                     |                     |                     |                     |                     |                     |                 |                 |                 |                 |                |                |                   |                   |                   |                   |                   |                   |               |               |               |               |  |  |                     |                     |                     |                     |                     |                     |
|               |               |               |               | ベイロン      | ベイロン      | ベイロン | ベイロン | ベイロン        | ベイロン        |                 |                 | アラニス・ ハーロー | アラニス・ ハーロー | アラニス・ ハーロー | アラニス・ ハーロー | アラニス・ ハーロー | アラニス・ ハーロー |             |             | ユーロン 〈鴉の眼〉 | ユーロン 〈鴉の眼〉 | ユーロン 〈鴉の眼〉 | ユーロン 〈鴉の眼〉 | ユーロン 〈鴉の眼〉 | ユーロン 〈鴉の眼〉 |                 |                 | ヴィクタリオン  | ヴィクタリオン  | ヴィクタリオン | ヴィクタリオン | ヴィクタリオン    | ヴィクタリオン    |                   |                   | ウリゴン 故人     | ウリゴン 故人     | ウリゴン 故人 | ウリゴン 故人 | ウリゴン 故人 | ウリゴン 故人 |  |  | エイロン 〈濡れ髪〉 | エイロン 〈濡れ髪〉 | エイロン 〈濡れ髪〉 | エイロン 〈濡れ髪〉 | エイロン 〈濡れ髪〉 | エイロン 〈濡れ髪〉 |
|               |               |               |               | ベイロン      | ベイロン      | ベイロン | ベイロン | ベイロン        | ベイロン        |                 |                 | アラニス・ ハーロー | アラニス・ ハーロー | アラニス・ ハーロー | アラニス・ ハーロー | アラニス・ ハーロー | アラニス・ ハーロー |             |             | ユーロン 〈鴉の眼〉 | ユーロン 〈鴉の眼〉 | ユーロン 〈鴉の眼〉 | ユーロン 〈鴉の眼〉 | ユーロン 〈鴉の眼〉 | ユーロン 〈鴉の眼〉 |                 |                 | ヴィクタリオン  | ヴィクタリオン  | ヴィクタリオン | ヴィクタリオン | ヴィクタリオン    | ヴィクタリオン    |                   |                   | ウリゴン 故人     | ウリゴン 故人     | ウリゴン 故人 | ウリゴン 故人 | ウリゴン 故人 | ウリゴン 故人 |  |  | エイロン 〈濡れ髪〉 | エイロン 〈濡れ髪〉 | エイロン 〈濡れ髪〉 | エイロン 〈濡れ髪〉 | エイロン 〈濡れ髪〉 | エイロン 〈濡れ髪〉 |
|               |               |               |               |               |               |          |          |                 |                 |                 |                 |                     |                     |                     |                     |                     |                     |             |             |                     |                     |                     |                     |                     |                     |                 |                 |                 |                 |                |                |                   |                   |                   |                   |                   |                   |               |               |               |               |  |  |                     |                     |                     |                     |                     |                     |
|               |               |               |               |               |               |          |          |                 |                 |                 |                 |                     |                     |                     |                     |                     |                     |             |             |                     |                     |                     |                     |                     |                     |                 |                 |                 |                 |                |                |                   |                   |                   |                   |                   |                   |               |               |               |               |  |  |                     |                     |                     |                     |                     |                     |
|               |               |               |               |               |               |          |          | ロドリック 故人 | ロドリック 故人 | ロドリック 故人 | ロドリック 故人 | ロドリック 故人     | ロドリック 故人     |                     |                     | マロン 故人         | マロン 故人         | マロン 故人 | マロン 故人 | マロン 故人         | マロン 故人         |                     |                     | アシャ (ヤーラ)     | アシャ (ヤーラ)     | アシャ (ヤーラ) | アシャ (ヤーラ) | アシャ (ヤーラ) | アシャ (ヤーラ) |                |                | シオン 〈返り忠〉 | シオン 〈返り忠〉 | シオン 〈返り忠〉 | シオン 〈返り忠〉 | シオン 〈返り忠〉 | シオン 〈返り忠〉 |               |               |               |               |  |  |                     |                     |                     |                     |                     |                     |

### ベイロン・グレイジョイ
Balon Greyjoy 
鉄諸島の領主、塩と岩の王、海風の息子、パイクの収穫者、パイク島の死神、グレートクラーケン号の船長。厳しく勇敢な男で、鉄諸島の慣習に忠実であったが、これに反して娘のアシャを世継ぎとする。10年前にロバート・バラシオンに対する反乱を率いたが敗れ、末息子のシオンはスターク公の人質となる。
ロバート・バラシオンの死後、ロブ・スタークからの同盟の提案を断り、自身を鉄諸島と北部の王として宣言し、ネック(地峡)を占領し、スターク家の保持する北部の沿岸を略奪する。ベイロンは嵐の中、揺れる吊り橋を渡ろうとして落下して死ぬ。あまりにも都合の良い時期に弟ユーロンが帰還したため、ユーロンの命を受けた暗殺者に殺されたのではないかと推測するものもいる。『ゲーム・オブ・スローンズ』ではパトリック・マラハイドが演じ、ユーロン自身によって突き落とされて死ぬ。

### エイロン・グレイジョイ
Aeron Greyjoy　(エロン・グレイジョイ) 
ベイロンの末弟であり視点人物。エイロンは若き日々にはだらしない酔っ払いである。溺死しかけた後、エイロンは鉄諸島の〈溺神〉(〈溺れた神〉)の宗教に身を捧げる。今の彼は厳格で、笑みを知らず、禁欲的な生活を送り、粗い織りのローブしか着ない、浜辺に住む隠者である。一度も切ったことのない長髪には海藻を編みこみ、〈濡れ髪〉(〈湿り髪〉)と呼ばれている。仲間の聖職者からは〈溺れし者〉と呼ばれ、一片の迷いもなく命令を下し、〈鉄人〉には広く深く尊敬されている。ベイロンの死とユーロンの帰還ののち、エイロンは〈溺神〉の祭主(司祭)としての影響力を使って、ベイロンに代わる王を選ぶために〈選王民会〉を開く。ベイロンと同じく、伝統に従った保守的な統治を続けることを期待し、兄ヴィクタリオンが王になることを望む。だがその計画はうまく運ばず、ユーロンが玉座を得る。エイロンは“信仰なき”ユーロンに抗して民を立ち上がらせることを宣言し、次の日姿を消す。
『ゲーム・オブ・スローンズ』ではマイケル・フィーストが演じるが、役柄は大幅に縮小されている。

### アシャ・グレイジョイ
Asha Greyjoy
視点人物であり、ベイロン・グレイジョイの唯一の娘であり、生存する中では最年長の子である。 エダード・スタークがシオンを人質として連れ去った後に唯一残った子であり、鉄諸島の伝統に反して女ながら世継ぎとして育てられる。アシャは勇猛で誇り高く、船を率いて男たちを戦いに導くことで、〈鉄人〉の女性差別の伝統を拒む。
父ベイロンが北部の侵略を命じた時、アシャはディープウッド・モット(〈深林の小丘城〉)を奪う。
シオンがウィンターフェルを奪った後、アシャは防御が難しいウィンターフェルを放棄して共に南に行こうと誘う。だがシオンは受け入れず、アシャの部下の半数と共に残る。アシャは去り、シオンの二枚舌の同盟者であるラムジー・スノウによるウィンターフェルの奪取を見ることはない。ベイロンの死後は玉座を要求するために鉄諸島に戻る。土地と引き換えに本土と和平を結ぶという提案によって、〈選王民会〉では大方の予想よりも人気を集めるが、ユーロンが王に選ばれる。アシャはこの決定を受け入れず、鉄諸島から逃げ出す。
〈深林の小丘城〉(ディープウッド・モット)に戻り、ユーロンが自分の結婚を取り決めたことを知る。スタニス・バラシオンに捕えられ、その軍と共にウィンターフェルに移動する。軍は大雪にさえぎられ、食糧が不足し始め、スタニスの配下は雪が止むことを祈って、アシャを火あぶりにしてル=ロールの神に供えるよう要求し始める。弟シオンと再会するが、シオンが余りに変貌していたため、初めは誰なのかわからない。
『ゲーム・オブ・スローンズ』では、アシャ・グレイジョイはジェンマ・ウィーランが演じている。オシャとの混同を避けるため「ヤーラ」の名で呼ばれており、シオン捕囚後の彼女の行動や運命は大きく変えられている。

### ユーロン・グレイジョイ
Euron Greyjoy
ベイロンの弟で、舌を切った船員だけで航行する船〈沈黙〉の船長。予測しがたい人間であり、周りの人間に悪意のある心理ゲームを挑み、心理戦を仕掛けることで知られる。このために全ての兄弟に憎まれている。左目に眼帯をしており、〈鴉の眼〉と呼ばれるが、眼帯の下に何を隠しているのかは不明である。鉄諸島から追放され、ベイロンの存命中は戻らないように警告されている。
ユーロンはベイロンの絶命の翌日に鉄諸島に戻る。エイロンに招集された〈選王民会〉においては、魔法の角笛によってドラゴンを自らの意思に従わせて、全ウェスタロスを征服することを約束する。ユーロンは王に選ばれ、河間平野(リーチ)への襲撃を始める。この攻撃は成功し、ユーロンは土地と称号を競争相手の支持者に与えることで、相手の勢力を弱める。しかしながら、襲撃以外の成果は上げられない。ユーロンは弟のヴィクタリオンを送りだしてデナーリス(デーナリス)・ターガリエンを見つけ出し、彼の名において求婚し、ドラゴンとともにウェスタロスに連れ戻すことを命じる。
『ゲーム・オブ・スローンズ』ではピルウ・アスベックが演じ、鉄諸島帰還後の彼の行動は変更されている。

### シオン・グレイジョイ
Theon Greyjoy
シオン・グレイジョイは視点人物であり、公式にはベイロン・グレイジョイの世継ぎである。10年前にエダード・スタークによって人質とされ、エダード・スタークを後見人としてウィンターフェルで育てられる。シオンはスターク家の子らと一緒に育てられ、ともにあらゆる規律を教えられる。スターク家とグレイジョイ家の両世界のはざまで生き、どちらにも完全に属することはない。
ロブ・スタークの親友となり、エダードの刑死後は多くの戦いで彼を支える。
ロブはスターク家とグレイジョイ家の同盟を求めて、シオンを鉄諸島に送り出す。だがグレイジョイ家の親族は、シオンの北部人のような振る舞いを批判し、ロブの提案を拒否する。ベイロンはシオンを送り出して北部の海岸を襲わせるが、シオンはより大きな手柄を立てて家族からの尊敬を得るため、その命令を無視してウィンターフェルを占領する。オシャの手引きで城を脱出したブラン・スタークとリコン・スタークを捜索するが見つけられず、シオンは勝利を確固たるものと見せかけるため、農民の子の兄弟を殺して焼き、その死骸がブランとリコンであるとしてウィンターフェルとウェスタロス全土を騙す。これにより北部人は、〈返り忠のシオン〉(〈変節者のシオン〉)と蔑むことになる。シオンは短期間だけウィンターフェルを占拠したが、援軍の要請は家族に無視されラムジー・スノウに捕われる。
シオンが死んだと思われていた時、生存する証拠としてその皮膚の一部が多くの人々に届けられる。シオンは拷問を受け、皮をはがれ、手足の指を切り取られる。精神的に追い込まれ、汚物にまみれ、自らを「リーク(くさや)」と名乗らされラムジーの下僕となる。シオンはラムジーを恐れるあまり、ラムジーを喜ばそうとリークの名にしがみつき、シオン・グレイジョイであることを忘れようとする。本来の自分を思い出させられた時には乱心し、シオンは死んだと主張する。ラムジーがアリア・スタークと婚約した時、アリアの正体がジェイン・プールであることに気づき、その境遇に同情するが助けることはできない。婚儀の前の数日間、シオンはウィンターフェルをさまよい、ロブを裏切ったことを後悔して死を願う。婚儀の後、〈古の神々〉に祈り始め、自らの名前がつぶやかれたのを耳にした時、〈古の神々〉が名前を知っていてくれたと喜ぶ。シオンはジェインの脱出を助け、スタニス・バラシオンのもとに引き出される。
『ゲーム・オブ・スローンズ』で、シオン・グレイジョイはアルフィー・アレンが演じている。リークとなった後の彼のストーリーは大きく変えられている。

### ヴィクタリオン・グレイジョイ
Victarion Greyjoy
ベイロンの弟、鉄水軍(鉄の艦隊)の海将(司令官)、視点人物の一人。戦いと広い海を愛する。有能な指揮官であり、戦では獰猛な戦士であるが、平時には静かな男であり、敵にも大いなる尊敬を払い、捕虜を辱めるユーロンの傾向を嘆く。〈溺神〉を深く信仰し、溺れることを恐れないため航行中も板金鎧を着る。何年も前に、ヴィクタリオンは名誉を汚した妻を殺し、その後は再婚しない。
ベイロンの死後、鉄諸島の玉座を求め有力に見えたが、ユーロンに屈する。ユーロンを憎悪しながらも、義務を尊重するゆえに、王となったユーロンの命令に従う。ユーロンの名においてデナーリス・ターガリエンに求婚するために派遣されるが、密かに彼自身が娶ることを計画する。航海で艦隊の半分を失うが、難破した船の破片にしがみついていたル=ロールの〈紅き祭司〉を助ける。祭司は、化膿していたヴィクタリオンの手の傷を直すが、手は焦げたままとなる。船乗りたちは祭司を怪しみ海に投げ込むよう求めるが、ヴィクタリオンは溺神とル=ロールの両方に供物をささげる。『ゲーム・オブ・スローンズ』には登場しない。

## スターク家
House Stark

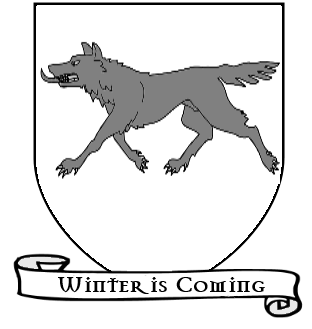
スターク家の盾形の紋章

このシリーズの多くの視点人物がスターク家の者である。スターク家は北部の最上位の貴族家であり、本拠は由緒あるウィンターフェルである。紋章は白雪の野原を走る灰色の狼であり、標語は“冬来たる”(“冬がやって来る”)である。物語の冒頭で、エダード・スタークは死んだ大狼の傍らに6匹の仔狼を見つけて、子供たちに与える。
スターク家は、何千年も前の英雄時代の伝説的な存在で、ウィンターフェルと〈壁〉を創った建設王ブランドンの子孫である。〈征服戦争〉においてトーレン・スタークが征服王エイゴンに忠誠を誓うまでは、スターク家が北部の“冬の王”である。それ以来、スターク家はウィンターフェル公および北部総督として北部を統治している。
『炎と血』および『ハウス・オブ・ザ・ドラゴン』で描かれる〈双竜の舞踏〉では、世継ぎであったレイニラ・ターガリエン王女への誓いを守って黒装派につく。
『氷と炎の歌』および『ゲーム・オブ・スローンズ』の15年前、リアナ・スタークとプリンス・レイガー(レーガー)・ターガリエンはともに姿を消す。スターク家はこれを誘拐とみなし抗議する。これに対し、エイリス(エリス)二世王はスターク公とその長男のブランドンを処刑する。エダードはウィンターフェル公となり、リアナを助け出して父と兄の復讐をするために、友でありリアナの婚約者でもあるロバート・バラシオンの〈ロバートの反乱〉に加わる。ロバートが王となり、ターガリエン家の者は殺されるか追放されるが、リアナも死んでしまう。物語の冒頭までに、エダードとタリー家出身の妻キャトリン(ケイトリン)はロブ、サンサ、アリア、ブラン、リコンと5人の子供をもうけている。さらにエダードは私生児の息子ジョン・スノウを認知している。
シリーズを通して、スターク家の家族は〈五王の戦い〉によって離ればなれとなり、生き残った者たちは様々な境遇に置かれる。スターク家の運命は明らかでなく、嫡出の息子はすべて死んでいると多くの人々が信じる。 ウィンターフェルはボルトン家の私生児ラムジー・スノウ(ラムジー・ボルトン)によって焼かれている。
主な旗主(旗手)としては、ドレッドフォードのルース・ボルトン、ホワイト・ハーバーのワイマン・マンダリー、〈最後の炉端城〉(ラスト・ハース)のグレイトジョン、〈灰色沼の物見城〉(グレイウォーター監視所)のハウランド・リード、カーホールドのリカード・カースターク、〈熊の島〉のレディ・メージ・モーモントなどがいる。

### スターク家の系図
|                    |                    |                    |                    |                    |                    |                |                |                |                |                |                |               |               |              |              |                  |                  |                  |                  |                  |                  |                                              |                                              |                                              |                                              |                                              |                                              |                    |                    |        |        |                 |                 |                 |                 |                 |                 |        |        |                |                |                |                |                |                |        |        |        |        |        |        |  |  |        |        |        |        |        |        |  |  |  |  |  |  |  |  |  |  |
|                    |                    |                    |                    |                    |                    |                |                | リカード 故人  | リカード 故人  | リカード 故人  | リカード 故人  | リカード 故人 | リカード 故人 |              |              |                  |                  |                  |                  |                  |                  |                                              |                                              | 不明                                         | 不明                                         | 不明                                         | 不明                                         | 不明               | 不明               |        |        |                 |                 |                 |                 |                 |                 |        |        |                |                |                |                |                |                |        |        |        |        |        |        |  |  |        |        |        |        |        |        |  |  |  |  |  |  |  |  |  |  |
|                    |                    |                    |                    |                    |                    |                |                | リカード 故人  | リカード 故人  | リカード 故人  | リカード 故人  | リカード 故人 | リカード 故人 |              |              |                  |                  |                  |                  |                  |                  |                                              |                                              | 不明                                         | 不明                                         | 不明                                         | 不明                                         | 不明               | 不明               |        |        |                 |                 |                 |                 |                 |                 |        |        |                |                |                |                |                |                |        |        |        |        |        |        |  |  |        |        |        |        |        |        |  |  |  |  |  |  |  |  |  |  |
|                    |                    |                    |                    |                    |                    |                |                |                |                |                |                |               |               |              |              |                  |                  |                  |                  |                  |                  |                                              |                                              |                                              |                                              |                                              |                                              |                    |                    |        |        |                 |                 |                 |                 |                 |                 |        |        |                |                |                |                |                |                |        |        |        |        |        |        |  |  |        |        |        |        |        |        |  |  |  |  |  |  |  |  |  |  |
|                    |                    |                    |                    |                    |                    |                |                |                |                |                |                |               |               |              |              |                  |                  |                  |                  |                  |                  |                                              |                                              |                                              |                                              |                                              |                                              |                    |                    |        |        |                 |                 |                 |                 |                 |                 |        |        |                |                |                |                |                |                |        |        |        |        |        |        |  |  |        |        |        |        |        |        |  |  |  |  |  |  |  |  |  |  |
| ブランドン 261-282 | ブランドン 261-282 | ブランドン 261-282 | ブランドン 261-282 | ブランドン 261-282 | ブランドン 261-282 |                |                | 不明           | 不明           | 不明           | 不明           | 不明          | 不明          |              |              | エダード 263-298 | エダード 263-298 | エダード 263-298 | エダード 263-298 | エダード 263-298 | エダード 263-298 |                                              |                                              | キャトリン 264-299                           | キャトリン 264-299                           | キャトリン 264-299                           | キャトリン 264-299                           | キャトリン 264-299 | キャトリン 264-299 |        |        | ベンジェン 不明 | ベンジェン 不明 | ベンジェン 不明 | ベンジェン 不明 | ベンジェン 不明 | ベンジェン 不明 |        |        | リアナ 267-283 | リアナ 267-283 | リアナ 267-283 | リアナ 267-283 | リアナ 267-283 | リアナ 267-283 |        |        |        |        |        |        |  |  |        |        |        |        |        |        |  |  |  |  |  |  |  |  |  |  |
| ブランドン 261-282 | ブランドン 261-282 | ブランドン 261-282 | ブランドン 261-282 | ブランドン 261-282 | ブランドン 261-282 |                |                | 不明           | 不明           | 不明           | 不明           | 不明          | 不明          |              |              | エダード 263-298 | エダード 263-298 | エダード 263-298 | エダード 263-298 | エダード 263-298 | エダード 263-298 |                                              |                                              | キャトリン 264-299                           | キャトリン 264-299                           | キャトリン 264-299                           | キャトリン 264-299                           | キャトリン 264-299 | キャトリン 264-299 |        |        | ベンジェン 不明 | ベンジェン 不明 | ベンジェン 不明 | ベンジェン 不明 | ベンジェン 不明 | ベンジェン 不明 |        |        | リアナ 267-283 | リアナ 267-283 | リアナ 267-283 | リアナ 267-283 | リアナ 267-283 | リアナ 267-283 |        |        |        |        |        |        |  |  |        |        |        |        |        |        |  |  |  |  |  |  |  |  |  |  |
|                    |                    |                    |                    |                    |                    |                |                |                |                |                |                |               |               |              |              |                  |                  |                  |                  |                  |                  |                                              |                                              |                                              |                                              |                                              |                                              |                    |                    |        |        |                 |                 |                 |                 |                 |                 |        |        |                |                |                |                |                |                |        |        |        |        |        |        |  |  |        |        |        |        |        |        |  |  |  |  |  |  |  |  |  |  |
|                    |                    |                    |                    |                    |                    |                |                |                |                |                |                |               |               |              |              |                  |                  |                  |                  |                  |                  |                                              |                                              |                                              |                                              |                                              |                                              |                    |                    |        |        |                 |                 |                 |                 |                 |                 |        |        |                |                |                |                |                |                |        |        |        |        |        |        |  |  |        |        |        |        |        |        |  |  |  |  |  |  |  |  |  |  |
|                    |                    |                    |                    |                    |                    | ジョン・スノウ | ジョン・スノウ | ジョン・スノウ | ジョン・スノウ | ジョン・スノウ | ジョン・スノウ |               |               | ロブ 283-299 | ロブ 283-299 | ロブ 283-299     | ロブ 283-299     | ロブ 283-299     | ロブ 283-299     |                  |                  | ジェイン・ ウェスタリング (タリサ・マイギア) | ジェイン・ ウェスタリング (タリサ・マイギア) | ジェイン・ ウェスタリング (タリサ・マイギア) | ジェイン・ ウェスタリング (タリサ・マイギア) | ジェイン・ ウェスタリング (タリサ・マイギア) | ジェイン・ ウェスタリング (タリサ・マイギア) |                    |                    | サンサ | サンサ | サンサ          | サンサ          | サンサ          | サンサ          |                 |                 | アリア | アリア | アリア         | アリア         | アリア         | アリア         |                |                | ブラン | ブラン | ブラン | ブラン | ブラン | ブラン |  |  | リコン | リコン | リコン | リコン | リコン | リコン |  |  |  |  |  |  |  |  |  |  |
|                    |                    |                    |                    |                    |                    | ジョン・スノウ | ジョン・スノウ | ジョン・スノウ | ジョン・スノウ | ジョン・スノウ | ジョン・スノウ |               |               | ロブ 283-299 | ロブ 283-299 | ロブ 283-299     | ロブ 283-299     | ロブ 283-299     | ロブ 283-299     |                  |                  | ジェイン・ ウェスタリング (タリサ・マイギア) | ジェイン・ ウェスタリング (タリサ・マイギア) | ジェイン・ ウェスタリング (タリサ・マイギア) | ジェイン・ ウェスタリング (タリサ・マイギア) | ジェイン・ ウェスタリング (タリサ・マイギア) | ジェイン・ ウェスタリング (タリサ・マイギア) |                    |                    | サンサ | サンサ | サンサ          | サンサ          | サンサ          | サンサ          |                 |                 | アリア | アリア | アリア         | アリア         | アリア         | アリア         |                |                | ブラン | ブラン | ブラン | ブラン | ブラン | ブラン |  |  | リコン | リコン | リコン | リコン | リコン | リコン |  |  |  |  |  |  |  |  |  |  |

### エダード・スターク
Eddard Stark
エダード・スタークはネッドと愛称され、ウィンターフェル公であり北部総督。視点人物であり、『七王国の玉座』の主役の一人である。 キャトリンとの間に 5人の子がおり、また私生児の息子であるジョン・スノウがいる。家族はネッドを温和な男として見るが、その控え目な性格を冷酷さと軽蔑の表れとみる者もいる。領地では、義務と名誉を重んじる領主として尊敬されている。スターク家の特徴である茶色の髪と灰色の目をしている。子の中ではジョンとアリアだけがこの容貌を受け継ぐ。ネッドは、〈最初の人々〉の神々である〈古の神々〉の熱心な信者である。この神々はウェスタロスの本来の居住者であった〈森の子ら〉(〈森の子供たち〉)の神々でもある。
ネッドはリカード・スターク公の次男として生まれ、ロバート・バラシオンとともに高巣城のジョン・アリンのもとで里子として育ち、アリン公を父親のように尊敬するようになる。ネッドはロバートの終生の友となり、ロバートは妹のリアナ・スタークを恋するようになる。レイガー・ターガリエンがリアナを誘拐し、エイリス二世王がネッドの父と兄を処刑した後、ネッドは兄の婚約者であったキャトリンと結婚する。エイリス王は、アリンに被後見人の二人の首を送ることを要求する。アリンはこれを拒否して反乱をおこし、ネッドとロバートはそれぞれの家の当主および総指揮官として反乱に加わる。ネッドは妹のリアナを取り戻すためにドーンとの国境の〈喜びの塔〉で〈王の盾〉の騎士たちと戦う。リアナが血だらけのベッドで「約束して、ネッド」を最後の言葉として死んだ時、ハウランド・リードとともにその場に居合わせ、その事件の記憶はネッドを苦しめる。数年後、グレイジョイ家が反乱をおこし、グレイジョイ公の残る唯一の息子であるシオン・グレイジョイを里子として引き取る。続く年月はウィンターフェル公として過ごす。自らの土地をほとんど離れようとはせず、南部の宮廷の複雑な陰謀に加わろうとしない。
シリーズの冒頭で、ロバート王はウィンターフェルに旅して、アリンの代わりに、君主の最も近くで仕える助言者である〈王の手〉となることを願う。ネッドは辞退することを望むが、妻が妹の夫であったアリンの死因の調査を願うために、職を受諾する。ブランは城から落下して昏睡状態となるが、キャトリンを城に残して、娘たちと王都へ向かう。 〈壁〉に向かうジョンには、次に会う時には母親のことを教えると約束する。キングズランディングで、宮廷の陰謀に巻き込まれながらも、ジョン・アリンの死を調査する。パイセルから、過去の全貴族の容貌を記した本を与えられる。キャトリンが密かにキングズランディングに来て、ラニスター家の雇った暗殺者がブランを殺そうとしたと伝える。ピーター・ベイリッシュの助けにより、ロバートの子供たちが、実は王妃サーセイの弟であるジェイミー・ラニスターの子であることを発見する。ロバートにこの発見を話そうとするが、ロバートは猪狩りで重傷を負い、死んでしまう。ネッドはロバートの弟のスタニス・バラシオンに宛てて、スタニスが正当な世継ぎであると手紙を書く。サーセイは反逆の罪でネッドを収監し、恩赦による〈壁〉への追放の用意をする。しかし、サーセイと宮廷の意図に反し、新王ジョフリーは気まぐれを起こして公開の場でネッドを斬首させる。
これにより〈五王の戦い〉が始まる。ネッドの処刑を知り、ロブは〈北の王〉であることを宣言し、スタニスとその弟のレンリー・バラシオンもまたそれぞれ〈鉄の玉座〉の正統な世継ぎであることを宣言する。ネッドの首は城門の大釘にさらされるが、〈王の手〉になったティリオン・ラニスターはネッドの頭と体をキャトリンに返還する。エダード・スタークは『ゲーム・オブ・スローンズ』においてショーン・ビーンが演じ、少年時代はセバスチャン・クロフトが、青年時代はロバート・アラマヨが演じる。

### キャトリン・スターク
キャトリン・タリーを参照。

### ロブ・スターク
Robb Stark
ロブはエダード・スタークとキャトリン・タリーの間に生まれた長男であり、ウィンターフェルの世継ぎである。視点人物ではないが、他のスターク家の視点人物の章にしばしば登場する。不満を漏らさずに大きな責任に耐え、父と同じく名誉と公正さを身につけている。ロブは私生児で腹違いの兄弟であるジョン・スノウと極めて親しく、母がジョンに向ける敵意を苦々しく思う。また10歳の時から里子に来ているシオン・グレイジョイとは親友である。タリー家の容貌を受け継ぎ、がっしりとした体格と青い目と豊かな赤褐色の髪を持つ。その大狼の名はグレイウィンドである。
エダードが〈王の手〉になった時、ロブはウィンターフェルに留まり父の代理として治める。エダードが反逆罪で逮捕されると、旗主たちを集めジョフリー王に対抗する軍をなし、リヴァーランドに進む。母キャトリンは双子城に赴き、川を渡してもらう代わりにロブをウォルダー・フレイの娘と結婚させる約束をする。エダードの処刑の知らせが届いた時、ジョフリーに対する戦争を開始し、旗主たちの求めに応じて北部の独立と“北の王”であることを宣言する。ロブはラニスター家の軍勢に対して多くの勝利を収め、“若き狼”として知られるようになる。ジェイミー・ラニスターを捕虜として、妹のサンサおよびアリアと交換しようとする。
ロブは次々と戦いに勝ち、玉座を求める他の者たちの脅威となる。タイウィン・ラニスターには子供のように呼ばれはするが、戦争で強さを発揮し、数々の戦いでラニスター家を破る。タイレル家の支持を得て玉座に座ろうとするレンリー・バラシオンとの同盟を求めて、母を使者として送りだすが、レンリーは不可解な状況下で暗殺され同盟は不調に終わる。グレイジョイ家との同盟を求めて送り出したシオンが裏切り、ウィンターフェル城を焼いてブランとリコンを殺した知らせを受け、ロブの心は引き裂かれる。ロブのもとに戻った母は、娘たちとの交換を求めて密かにジェイミーを釈放し、ブライエニーと共に送りだしてしまう。
戦傷を受け、弟たちの死に悲しんだロブは、ラニスター家に属する弱小な家の娘であるジェイン・ウェスタリングと一夜を過ごし、彼女の名誉を守るために結婚してしまう。約束を破られたフレイ家は怒り軍を去るが、ロブの代わりに叔父エドミュア・タリーをウォルダー・フレイの娘と結婚させ、アリアをその孫と結婚させることでフレイ家との関係を修復する。キャトリンがジェイミーを釈放したことに怒り、ロブの命令を無視してラニスター家の少年を殺したリカード・カースタークを処刑するが、その結果、カースタークの軍もまたロブのもとを去る。エドミュアとフレイ家の娘との婚儀に出席し、ロブは約束を破ったことを謝罪する。だがフレイ家はボルトン家と共に裏切り、ロブ、その大狼グレイウィンド、母、そして多くの旗主や家来たちがフレイ家の兵たちに殺される。スターク家の旗主のルース・ボルトンは自ら若き王を殺し、辱めとしてグレイウィンドの頭がロブの肉体に縫い合わされ、王冠をかぶせられる。この凶事は〈釁られた婚儀〉 (〈血染めの婚儀〉)と呼ばれるようになる。生き残ったスターク家の旗主たちは怒りに燃え、食べ物と屋根を与えられた客の安全は守られなければならないという、七王国の最古の伝統を踏みにじったフレイ家の名誉は汚される。
ロブ・スタークは『ゲーム・オブ・スローンズ』においてリチャード・マッデンが演じている。

### サンサ・スターク
Sansa Stark
キャトリンとエダードの第二子で長女であり、視点人物である。
シリーズ冒頭で、美しい11歳のレディとして登場する。母親に似て、青い瞳、豊かなとび色の髪と白い肌をもつ。歌やダンスなど、女性らしい嗜みに優れ、父が〈王の手〉になった時に、皇太子のプリンス・ジョフリーと婚約する。サンサの大狼はレディと名付けられる。当初サンサはジョフリーを愛し、乱暴で男の子のような妹のアリアを嫌っている。キングズランディングに向かう途中、トライデント河のほとりでジョフリーがサンサを散歩に連れ出した時、ジョフリーはアリアの友達のマイカーを傷つけ、アリアを攻撃しようとするが、アリアの大狼のナイメリアに邪魔をされ怪我をする。ロバート・バラシオンに状況を聞かれた時、サンサは何が起きたのか覚えてないと嘘をつき、アリアを怒らせる。アリアがナイメリアを逃がしたため、王妃サーセイは代わりにレディを殺させる。キングズランディングについた後、サンサは南部の女性のように着飾り、振舞い始める。ネッドは、ロバート王の子たちがすべてサーセイとその弟ジェイミーの近親相姦の子であることを発見し、争いを恐れて娘たちをウィンターフェルに帰そうとする。ジョフリーおよびキングズランディングから離れたくないあまり、サンサは父親の計画をジョフリーとサーセイに話してしまう。ロバート王が死に、父が逮捕された後、サンサはジョフリーに恩赦を願って、ウィンターフェルか〈壁〉への追放を求める。だがジョフリーは父を処刑し、〈王の盾〉(近衛騎士団)の騎士にサンサを打たせる。
保護者であった父を失い、サンサはジョフリーを愛したふりをし、貴婦人として振舞い続ける。〈ブラックウォーターの戦い〉の際、彼女に対して無愛想と優しさの二つの態度を見せる、顔に傷のあるジョフリーの護衛サンダー・クレゲインがサンサを連れて逃げ出そうと申し出るが、サンサは断る。戦いの後、ジョフリーはサンサとの婚約を破棄し、マージェリー・タイレルと婚約する。サンサは傷ついたふりをするが、内心はジョフリーから離れられることを喜ぶ。
タイレル家がサンサをお茶に招き、マージェリーの祖母オレナ・レッドワインは、サンサをマージェリーの兄で世継ぎのウィラス・タイレルと結婚させたいと言う。これを知った、〈王の手〉タイウィン・ラニスターは、サンサを末息子の小人ティリオン・ラニスターと結婚させる。サンサは奇形の夫への嫌悪感を隠し、うわべは上品につくろう。だがティリオンは床入りを強制しないと約束する。二人が床入りを迎えてないことは宮廷中に知られることになる。母親とロブ、ブラン、リコン、そしてアリアが死んだと聞かされ、サンサは密かに悲しむ。ジョフリーがマージェリーとの婚儀で毒殺された時、混乱の中でキングズランディングを脱出する。 ピーター・ベイリッシュはサンサを自らの私生児アレイン・ストーンと偽ってアリンの谷間の高巣城に連れて行く。ベイリッシュはサンサの叔母ライサ・アリンと結婚する。ライサはサンサを病弱な息子で今はアリン家の当主となったロバート・アリンと結婚させると約束する。ピーターがサンサにキスをしているところを目撃し、ライサは逆上してサンサを殺そうとするが、ピーターによって殺される。サンサは高巣城の女主人となり、ベイリッシュから宮廷の陰謀術を学ぶ。ピーターはサンサをロバートの世継ぎであるハロルド・ハーディングと結婚させることを計画する。結婚したのちには、サンサの身分を明かし、ウィンターフェルを取り戻させるつもりである。
サンサ・スタークは『ゲーム・オブ・スローンズ』においてソフィー・ターナーが演じている。

### アリア・スターク
Arya Stark
キャトリンとエダードの第三子にして次女で、視点人物である。
アリアは機知に富み、抜け目なく、必要があれば辛いことも厭わない。その性格は上品な姉サンサとは対照的であり、自由で大胆である。姉に劣等感を持ち、勝てるのは乗馬だけだと思っている。自分を可愛いとは思っておらず、スターク家の特徴が色濃く、灰色の瞳と茶色の髪の毛を持つ。その気性と外見は亡くなった叔母リアナに似ていると言われる。同様に劣等感を持って育った私生児の兄ジョン・スノウと仲がいい。その大狼はナイメリアと名付けられる。父と姉と共にキングズランディングに旅立つ前、ジョンから細身の剣を送られ、アリアは〈ニードル〉(〈針〉)と名付ける。
旅の途中、皇太子 ジョフリーがアリアの平民の友マイカーを傷つけようとして諍いを起こす。アリアを守るためにナイメリアがジョフリーを噛んだため、その命を救うためにナイメリアを逃して別れる。逃げるマイカーを殺したサンダー・クレゲイン(ハウンド)とジョフリー、その母で王妃のサーセイを憎むようになる。宮廷ではブレーヴォス (ブラーボス)の名高い剣士、シリオ・フォレルの下で訓練を受ける。その厳しくも創造的な指導のもとでブレーヴォス流の剣技を学ぶ。
〈赤の王城〉(〈赤い城〉)からスターク家が追放された時、シリオはアリアを襲撃した王の盾たちを引き留め、アリアは逃げ延びて父の公開処刑日まで街の片隅で生き延びる。〈冥夜の守人〉(〈夜警団〉)の募集係であるヨーレンは、アリアを護衛するため父親の処刑を見させず、新兵の男の子に見せかけるため髪を切り、ウィンターフェルに連れ戻すため密かに王都を離れる。アリアはホットパイ、ジェンドリーなどの新兵の男の子と友達になる。募集兵の一団が王都の小隊に襲われた時、ジャクェン・フ=ガー (ジャケン・フガー)という名のブレーヴォスの暗殺者と他の2人の命を救うが、グレガー・クレゲイン率いる隊に捕えられ、〈ニードル〉を奪われて〈ハレンの巨城〉(ハレンホール)に連行される。アリアは偽名を使って正体を隠すが、〈ハレンの巨城〉でラニスター軍の召使として働かされる。ジャクェンは城に着いた時にアリアに気づき、アリアが救った3人の命の対価を死の神に支払うため、指名した3人を誰でも殺してやると持ちかける。アリアの指名した2人はほどなくして殺される。アリアは囚われの北部人を助けるようジャクェンに頼むが断られたため、3人目としてジャクェン自身を指名する。ジャクェンは自分の名を取り消させるために彼女を助け、北部人を解放する。彼女との別れ際にジャクェンは古代のコインを与え、これによって彼女はブレーヴォス行きの船に乗れることになる。
ジェンドリーとホットパイとともに〈ハレンの巨城〉を脱出した3人は、 ベリック・ドンダリオン率いる〈旗標なき兄弟団〉(〈旗印を持たない結社〉) に捕えられる。ドンダリオンは身代金と引き換えに、今や〈北の王〉となった兄ロブのところにアリアを連れて行くと約束する。王都を逃亡したサンダー・クレゲインが兄弟団に捕まるが、決闘裁判に勝って生き延びる。アリアは兄弟団を逃げ出すが今度はサンダーに捕まる。アリアをロブに渡して礼金を得るため、サンダーはアリアの母方の叔父エドミュア・タリーの婚礼が行われる双子城にアリアを連れて行く。婚儀が行われている最中に兄ロブとその妻、母キャトリンの一行はフレイ家・ボルトン家に惨殺される。クレゲインはアリアとともにその修羅場を去り、今度は母方の叔母であるレディ・ライサから身代金を得るため、アリンの谷間の高巣城(アイリー)に向かう。旅の途中、サンダーは兄グレガーの家来と戦って瀕死の重傷を負うが、アリアは以前奪われた自分の剣〈ニードル〉を取り戻す。クレゲインの傷は悪化するがアリアは置き去りにして死なせる。
行き場をなくしたアリアは、ジャクェンの言葉を思い出してブレーヴォスに渡る。ジャクェンが所属する恐るべき暗殺のエリート集団〈顔のない男たち〉の見習いとなる。過去の人生のすべてを捨てなくてはならないため持ち物全部を捨てるが、ジョンがくれた〈ニードル〉だけは捨てられない。〈黒と白の館〉で仕え、嘘のつき方と見分け方を学ぶ。訓練の一部として、〈運河の猫〉という新たな人格の下、アリアはブレーヴォスの街で過ごす。その間に〈冥夜の守人〉から来たサムウェル・ターリーとダレオンに出会うが、ダレオンが〈冥夜の守人〉の誓いを捨てようとしていることを発見し、ダレオンを殺す。〈顔のない男たち〉の元に戻ったアリアは自ら手を下した殺しを認め、苦い後味の残るミルクを与えられ、翌朝盲目となって目覚める。ナイメリアになった夢を見て、アリア・スタークとしての人生を捨てられずに苦しむ。目が見えなくても誰に襲われたかを見分けられるようになり、相手に反撃を返すことができた時、彼女の視覚は戻される。だが自身の目ではなく猫の目を通して物を見る。視覚を取り戻したあとに最初の暗殺の使命が与えられ、数日後に相手を殺す。〈顔のない男たち〉の一員であることを示すローブを与えられてアリアは徒弟となる。今や〈運河の猫〉として知られ、ギルドの一員となる。
『ゲーム・オブ・スローンズ』においては、アリア・スタークはメイジー・ウィリアムズが演じる。主にブレーヴォス以降の彼女のストーリーには幾つかの変更点がある。

### ブラン・スターク
Bran Stark
キャトリンとエダード・スタークの第四子で次男であり、視点人物である。 ウィンターフェル中の高いところに登って探検することを楽しむ。ブランは冒険好きで気が強く、7歳にして自分のことを“もうほとんど大人”だと信じている。エダードの兄の亡き伯父ブランドンにちなんで名づけられ、いつの日か偉大な騎士になることを夢見る。
ブランは城の塔に登り、王妃サーセイと双子の弟ジェイミー・ラニスターの性交を見てしまう。ジェイミーは二人の秘密を守るために窓からブランを突き落とす。ブランは生き延びるが、背骨を折って昏睡状態となる。暗殺者がブランを襲うが、ブランの獰猛な大狼が暗殺者の喉を引き裂く。目覚めたブランは大狼をサマーと名付ける。落下する幻視を見て、彼とともに飛ぶ〈三つ目の鴉〉の夢を見る。腰から下が麻痺したままとなり、どこにいくにもホーダーに運ばれなければならない。落下の直前の出来事は覚えていない。サマーの意識に入り込む能力を得たことにやがて気付く。ウェスタロスではこのようなことをできる少数の者たちを〈狼潜り〉(ウォーグ)と呼ぶ。ロブが北の王として戴冠した後、ブランはロブの世継ぎとしてウィンターフェルのプリンスとなり、兄がラニスター家との〈五王の戦い〉を戦う間、城を治める。〈灰色沼の物見城〉(グレイウォーター監視所)からミーラ・リードとジョジェン・リードがウィンターフェルにやってきて彼を助ける。ジョジェン・リードはブランの〈狼潜り〉としての能力に気づき、その適切な使い方を教える。ジョジェンは、もしブランが壁の北側に行けば、〈三つ目の鴉〉を見つけることが出来ると教える。シオン・グレイジョイがスターク家を裏切りウィンターフェルを占拠した時、シオンは農民の子供を殺して、ブランは死んだと七王国中に告げる。だが、ブランは生き延び、リード姉弟と北に向かう。彼らは〈壁〉の放棄された城である〈夜の砦〉に着き、サムウェル・ターリーに出会う。サムウェルは謎の存在である〈冷たい手〉の命で、〈壁〉の底にある隠された扉である〈黒い扉〉をブランの一行に通り抜けさせる。〈壁〉の北側で、ついに〈三つ目の鴉〉に会うが、その正体はターガリエン家の私生児で、かつて〈王の手〉であり、また〈冥夜の守人〉の総帥でもあったブリンデン・リヴァーズである。ブランは緑視者となることを学ぶが、それは自然に対する支配力を持ち、予知夢を見て、人や動物に乗り移る能力である。ウィアウッドの樹を通じて過去を見ることもできるが、過去を変えることはできない。
ブランは『ゲーム・オブ・スローンズ』においてアイザック・ヘンプステッド＝ライトが演じている。

### リコン・スターク
Rickon Stark
エダードの末息子で、シリーズが始まった時にはわずか3歳である。リコンは積極的で強い意志を持つ子である。しかし、戦争が彼の人生と家族にもたらした恐ろしい変化に立ち向かうには、幼いリコンにとっては難しい。シオン・グレイジョイがウィンターフェルを占領した時、リコンは兄ブランとともに地下墳墓に隠れる。ウィンターフェルが襲撃されて火に包まれた時、二人の兄弟は血筋を守るために別の道を行く。〈野人〉(〈野性人〉)の女オシャがリコンとその大狼シャギードッグと旅をする。2人は食人族の住むスカゴス島にいると言われる。
リコン・スタークは『ゲーム・オブ・スローンズ』においてアート・パーキンソンが演じ、ウィンターフェルを脱出した後のストーリーには変更が加えられた。

### ジョン・スノウ
Jon Snow
ジョン・スノウは視点人物であり、エダードと、デイン家に仕える乳母のウィラという名の女性の間に生まれた私生児だとされている。だが多くの人がリアナ・スターク、アシャラ・デイン、そしてレイガー・ターガリエンなど他の人物がジョンの親であると語っている。三姉妹諸島ではまた別の噂が流れる。ジョンはスターク家に特徴的な容貌をしている。
ジョンは、父と同じく名誉に献身し、酷い決断をしなければならない時でも道徳的であろうとする。ジョンはロブと同じ年齢である。妹リアナが死んだ後、エダード(ネッド)はウィンターフェルにジョンを連れて来る。妻キャトリンの反対にもかかわらず、エダードはジョンを嫡出のスターク家の子らとともに育てることを宣言する。私生児でありキャトリンの敵意に晒されたため、ジョンの子供時代は辛いものである。腹違いの兄弟姉妹たちとは仲が良く、特にロブとアリアとは極めて親しいが、それでも疎外感にさいなまれる。父を尊敬しているが母親のことを教えてくれないことに傷つく。ジョンの大狼は穏やかな性質のアルビノで、毛皮は白く、まったく音を立てないため「ゴースト」と名付けられる。後にジョンはゴーストの意識に入り込む体験をする。
ジョンの成長につれて私生児としての地位は次第に微妙なものになる。キャトリンはジョンをこれ以上ウィンターフェルには置けないとネッドに言う。ネッドはジョンをキングズランディングに連れて行けないため、ジョンが〈壁〉に行くことを許さざるを得ない。ジョンは当初、〈冥夜の守人〉の身分の低い〈誓約の兄弟〉(ブラザー)たちに軽蔑しか感じず、私生児であることを嘲ってつけられた“ロード・スノウ(スノウ公)”というあだ名に傷つく。やがてジョンは偏見をなくし、仲間の新兵たち、特にサムウェル・ターリーと仲良くなり、残酷な剣術師範アリザー・ソーンに対抗して仲間を団結させる。北部で信仰される〈古の神々〉の前で誓いを立て、〈哨士〉(突撃隊員)ではなく、総帥(司令官)ジオー・モーモント付きの〈雑士〉(執事隊員)に配属されたことに失望するものの、将来の指導者として見込まれていることを後に知る。〈異形〉に復活させられた死体〈亡者〉を倒してモーモントの命を救い、感謝の印としてモーモント家伝来のヴァリリア鋼の剣「ロングクロウ」を贈られる。父が反逆罪で逮捕されると、ジョンは家族と誓いの間で心を引き裂かれる。そして父が処刑されると、脱走は死罪となるにもかかわらずロブの軍に加わろうとするが、仲間たちに連れ戻される。その直後、モーモント率いる〈壁〉の向こうへの偵察遠征に参加する。
ジョンは斥候の一行に加わる。一行が〈壁〉の向こうに住む〈野人〉に襲われた時、〈野人〉の計画を調べるため〈冥夜の守人〉を裏切るふりをするよう命令され、仲間の〈二本指のクォリン〉を殺す。それで〈野人〉の信用を得たジョンは仲間に加わり、〈野人〉が〈異形〉から逃れるために七王国に侵入しようとしていることを知る。ジョンは禁欲の誓いを破り、イグリットという名の〈野人〉の女戦士と恋に落ちる。〈野人〉の軍が〈冥夜の守人〉の砦〈黒の城〉に近づいた時、イグリットを捨てるか〈冥夜の守人〉を捨てるか迷う。最終的にはイグリットを捨てて〈冥夜の守人〉に警告することを選ぶ。〈野人〉の攻撃に対する〈黒の城〉の防衛に加わって〈壁〉の指揮を任された時、 マンス・レイダーの圧倒的に優勢な軍に対抗して何日も〈壁〉を守る。その最中でイグリットは戦死し、ジョンは悲しみに暮れる。他の城から援軍がやって来た時、ジョンはアリザー・ソーンと、父を裏切ったかつての〈王都の守人〉(都市警備隊)の総帥ジャノス・スリントによって逮捕され、マンス・レイダーを暗殺するようにと〈壁〉の北に送り出される。そこにスタニス・バラシオンの軍が到着して〈野人〉の軍を撃退する。スタニスはジョンが〈冥夜の守人〉の誓いを捨ててル=ロールの信者となり、北部人にとっての聖なる象徴であるウィンターフェルの〈心の木〉を切り倒すならば、ジョンを後継者にしてウィンターフェル奪還後に領主にしてやると提案する。しかしその直後、サムウェルの尽力によって、ジョンは〈冥夜の守人〉の第998代総帥に選出される。戸惑いながらも総帥の地位を受け入れ、ジョンはスタニスの提案を断る。スタニスがボルトン家からウィンターフェルを取り戻すため南に向かった時、〈壁〉の南西の山の民から助力を得られるかもしれないと教える。
スタニスが去った後、〈野人〉たちに〈壁〉のすぐ南に定住することを許し、〈野人〉たちからの志願者で〈冥夜の守人〉を強化する。だがその決断は〈野人〉に敵対してきた〈冥夜の守人〉たちには不評であり、ジャノス・スリントは人前でジョンを侮辱して命令を拒否したため、ジョンに処刑される。ラムジー・スノウからは手紙が届き、スタニスを倒したと語り、人質を要求し、ジョンが従わなければ〈冥夜の守人〉を倒すと誓う。ジョンはボルトン家と戦うために志願者を集めるが、これは七王国の内戦に関わらないという〈冥夜の守人〉の誓いに反し、〈冥夜の守人〉の幹部に不満を生む。出発する前に、ジョンは〈冥夜の守人〉の〈誓約の兄弟〉によって少なくとも四度は刺され、その運命はわからない。
『ゲーム・オブ・スローンズ』においてジョン・スノウはキット・ハリントンが演じている。

### ベンジェン・スターク
Benjen Stark
エダードの弟であり、志願して〈壁〉の〈冥夜の守人〉に加わり、哨士長となる。将来に見通しの立たない落とし子の甥ジョンを誘って守人の仲間に迎え入れる。〈壁〉の向こう側の調査活動中に行方不明となる。
『ゲーム・オブ・スローンズ』では、ベンジェン・スターク役をジョゼフ・マウルが演じている。

### リアナ・スターク
Lyanna Stark
エダードの唯一の妹であり、ロバート・バラシオンと婚約し、15年前の〈ロバートの反乱〉の原因となる。ロバートはリアナに夢中になるが、リアナはそれほどロバートを愛してはおらず、ロバートの漁色ぶりを知っている。しかし、プリンス・レイガー・ターガリエンは〈ハレンの巨城〉の馬上試合で優勝した際、妃であるドーンのプリンセス・エリア・マーテルの前を通り過ぎて、リアナを愛と美の女王に戴冠する。レイガーとリアナの関係の詳細は不明である。だがその直後にリアナとレイガーは揃って失踪し、これは婚約者のロバートと兄のブランドンによって、合意に基づかない誘拐であると断じられる。この件に関する二人の怒りが、エイリス王によるブランドンの処刑と〈ロバートの反乱〉につながる。エダードと仲間たちはドーン国境の〈喜びの塔〉からリアナを救出しようと向かう。3人の〈王の盾〉の騎士と戦い、エダードとハウランド・リード以外は殺される。エダード・スタークは血だらけのベッドで瀕死のリアナを見つける。リアナのエダードへの最後の言葉は「約束して、ネッド」である。リアナはウィンターフェルの古代から続く地下墳墓に葬られる。
リアナを知る人々によれば、リアナは周りの手に負えないほど元気な若い女性であったと言う。典型的なスタークの肌の色をしており、美しい女性であったと見なされている。リアナとアリアは、外見と気質が似ていると言われる。自分の魅力にまだ気づいていないアリアにとって、これは衝撃である。
『ゲーム・オブ・スローンズ』では、少女時代をCordelia Hillが、青年期をアイスリング・フランシオシが演じる。

### スターク家の旗主、家来および縁者
- オシャ
- グレイトジョン
- ジェイン・ウェスタリング
- ジェイン・プール
- ジョジェン・リード
- ホーダー
- ミーラ・リード
- ラムジー・スノウ
- ルース・ボルトン
- ワイマン・マンダリー

## ターガリエン家
House Targaryen

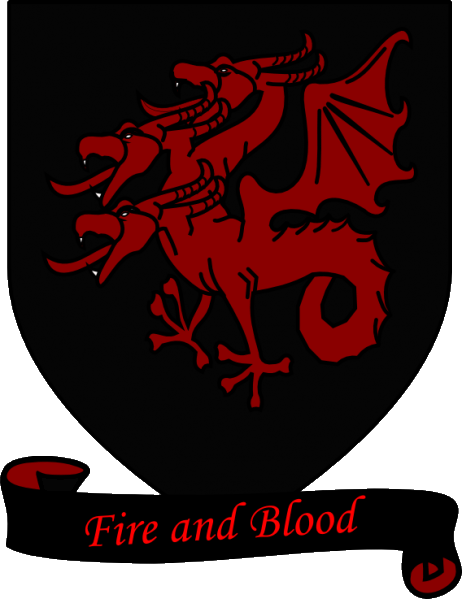
ターガリエン家の盾形の紋章

ターガリエン家は、ウェスタロスの全七王国の上位の家として300年近くも統治し、全ての名家は当家に忠誠を誓う。その本拠地はキングズランディングの王都とドラゴンストーンの島の砦であり、王室領の最上位の家でもある。紋章は、黒地に赤の、炎を吐く三頸のドラゴンであり、標語は“炎と血”である。
ターガリエン家は東のエッソス大陸の名高いヴァリリアを故郷とする。古代文明を破壊した災厄である〈破滅〉がヴァリリアを襲う前に、ターガリエン家は、ヴァリリア大帝国の最西端の拠点である、ウェスタロスの沖のドラゴンストーン島の城砦に移住する。〈破滅〉の一世紀後に、征服王として知られるエイゴン一世は、妻でもある姉と妹と共にドラゴンと軍を率いて、後にキングズランディングと呼ばれることになるウェスタロス本土の地に上陸する。ウェスタロスの七王国のうち六王国は膝を屈し、残るドーンもまた政略結婚により従う。ターガリエン家は多くのドラゴンを抱えていたが、エイゴンの征服後一世紀以上たったころ〈双竜の舞踏〉と呼ばれる王位を巡っての内乱でその数を大きく減らし、やがて最後の一頭も死んでこの世からドラゴンは姿を消す。〈双竜の舞踏〉の時代は『炎と血』及びこれを原作としたドラマシリーズ『ハウス・オブ・ザ・ドラゴン』で描かれる。ドラゴンを失ってもターガリエン家は二世紀近くウェスタロスの王座を守る。
ウェスタロスの貴族の間では唯一、ターガリエン家だけが、ドラゴンを制御するため純粋な血統を保つヴァリリアの慣習に従い、兄弟姉妹などの近親婚、および一夫多妻婚の習慣を守り、七神正教もターガリエン家を例外として認める。“ドラゴンの血”という言葉は、ターガリエン家独特の容貌を語ったものであり、金と銀の混じった、あるいは銀白色の髪と、紫の瞳である。
ターガリエン家は、『七王国の玉座』の15年前に起きた〈簒奪者の戦争〉でロバート・バラシオンによって権力を奪われ、ほとんどの一族は殺される。生き残ったヴィセーリス(ヴァイサリス)とデナーリスの兄妹、そしてレイガーの息子のエイゴンは狭い海を渡ってエッソスに連れ出される。

### 〈双竜の舞踏〉の時代のターガリエン家の系図
〇で囲まれた数字は王の代を表す。
|                      |          |          |          |          |          |        |        |                          |                          |                          |                          | エイニス1世②             | エイニス1世②             | エイニス1世②                 | エイニス1世②                 | エイニス1世②                 | エイニス1世②                 |                              |                              | アリッサ・ヴェラリオン | アリッサ・ヴェラリオン | アリッサ・ヴェラリオン | アリッサ・ヴェラリオン | アリッサ・ヴェラリオン | アリッサ・ヴェラリオン |                  |                  |                  |                  |              |              |                        |                        |                        |                        |                        |                        |               |               |               |               |          |          |  |  |  |  |
|                      |          |          |          |          |          |        |        |                          |                          |                          |                          | エイニス1世②             | エイニス1世②             | エイニス1世②                 | エイニス1世②                 | エイニス1世②                 | エイニス1世②                 |                              |                              | アリッサ・ヴェラリオン | アリッサ・ヴェラリオン | アリッサ・ヴェラリオン | アリッサ・ヴェラリオン | アリッサ・ヴェラリオン | アリッサ・ヴェラリオン |                  |                  |                  |                  |              |              |                        |                        |                        |                        |                        |                        |               |               |               |               |          |          |  |  |  |  |
|                      |          |          |          |          |          |        |        |                          |                          |                          |                          |                          |                          |                              |                              |                              |                              |                              |                              |                        |                        |                        |                        |                        |                        |                  |                  |                  |                  |              |              |                        |                        |                        |                        |                        |                        |               |               |               |               |          |          |  |  |  |  |
|                      |          |          |          |          |          |        |        |                          |                          |                          |                          |                          |                          |                              |                              |                              |                              |                              |                              |                        |                        |                        |                        |                        |                        |                  |                  |                  |                  |              |              |                        |                        |                        |                        |                        |                        |               |               |               |               |          |          |  |  |  |  |
|                      |          |          |          |          |          |        |        |                          |                          |                          |                          | ジェヘアリーズ1世④       | ジェヘアリーズ1世④       | ジェヘアリーズ1世④           | ジェヘアリーズ1世④           | ジェヘアリーズ1世④           | ジェヘアリーズ1世④           |                              |                              | アリサンヌ             | アリサンヌ             | アリサンヌ             | アリサンヌ             | アリサンヌ             | アリサンヌ             |                  |                  |                  |                  |              |              |                        |                        |                        |                        |                        |                        |               |               |               |               |          |          |  |  |  |  |
|                      |          |          |          |          |          |        |        |                          |                          |                          |                          | ジェヘアリーズ1世④       | ジェヘアリーズ1世④       | ジェヘアリーズ1世④           | ジェヘアリーズ1世④           | ジェヘアリーズ1世④           | ジェヘアリーズ1世④           |                              |                              | アリサンヌ             | アリサンヌ             | アリサンヌ             | アリサンヌ             | アリサンヌ             | アリサンヌ             |                  |                  |                  |                  |              |              |                        |                        |                        |                        |                        |                        |               |               |               |               |          |          |  |  |  |  |
|                      |          |          |          |          |          |        |        |                          |                          |                          |                          |                          |                          |                              |                              |                              |                              |                              |                              |                        |                        |                        |                        |                        |                        |                  |                  |                  |                  |              |              |                        |                        |                        |                        |                        |                        |               |               |               |               |          |          |  |  |  |  |
|                      |          |          |          |          |          |        |        |                          |                          |                          |                          |                          |                          |                              |                              |                              |                              |                              |                              |                        |                        |                        |                        |                        |                        |                  |                  |                  |                  |              |              |                        |                        |                        |                        |                        |                        |               |               |               |               |          |          |  |  |  |  |
| エイモン             | エイモン | エイモン | エイモン | エイモン | エイモン |        |        |                          |                          | ロドリック・アリン       | ロドリック・アリン       | ロドリック・アリン       | ロドリック・アリン       | ロドリック・アリン           | ロドリック・アリン           |                              |                              | デイラ                       | デイラ                       | デイラ                 | デイラ                 | デイラ                 | デイラ                 |                        |                        | ベイロン         | ベイロン         | ベイロン         | ベイロン         | ベイロン     | ベイロン     |                        |                        | アリッサ               | アリッサ               | アリッサ               | アリッサ               | アリッサ      | アリッサ      |               |               |          |          |  |  |  |  |
| エイモン             | エイモン | エイモン | エイモン | エイモン | エイモン |        |        |                          |                          | ロドリック・アリン       | ロドリック・アリン       | ロドリック・アリン       | ロドリック・アリン       | ロドリック・アリン           | ロドリック・アリン           |                              |                              | デイラ                       | デイラ                       | デイラ                 | デイラ                 | デイラ                 | デイラ                 |                        |                        | ベイロン         | ベイロン         | ベイロン         | ベイロン         | ベイロン     | ベイロン     |                        |                        | アリッサ               | アリッサ               | アリッサ               | アリッサ               | アリッサ      | アリッサ      |               |               |          |          |  |  |  |  |
|                      |          |          |          |          |          |        |        |                          |                          |                          |                          |                          |                          |                              |                              |                              |                              |                              |                              |                        |                        |                        |                        |                        |                        |                  |                  |                  |                  |              |              |                        |                        |                        |                        |                        |                        |               |               |               |               |          |          |  |  |  |  |
|                      |          |          |          |          |          |        |        |                          |                          |                          |                          |                          |                          |                              |                              |                              |                              |                              |                              |                        |                        |                        |                        |                        |                        |                  |                  |                  |                  |              |              |                        |                        |                        |                        |                        |                        |               |               |               |               |          |          |  |  |  |  |
| レイニス             | レイニス | レイニス | レイニス | レイニス | レイニス |        |        | コアリーズ・ヴェラリオン | コアリーズ・ヴェラリオン | コアリーズ・ヴェラリオン | コアリーズ・ヴェラリオン | コアリーズ・ヴェラリオン | コアリーズ・ヴェラリオン |                              |                              | エイマ・アリン               | エイマ・アリン               | エイマ・アリン               | エイマ・アリン               | エイマ・アリン         | エイマ・アリン         |                        |                        | ヴィセーリス1世⑤       | ヴィセーリス1世⑤       | ヴィセーリス1世⑤ | ヴィセーリス1世⑤ | ヴィセーリス1世⑤ | ヴィセーリス1世⑤ |              |              | アリセント・ハイタワー | アリセント・ハイタワー | アリセント・ハイタワー | アリセント・ハイタワー | アリセント・ハイタワー | アリセント・ハイタワー |               |               |               |               |          |          |  |  |  |  |
| レイニス             | レイニス | レイニス | レイニス | レイニス | レイニス |        |        | コアリーズ・ヴェラリオン | コアリーズ・ヴェラリオン | コアリーズ・ヴェラリオン | コアリーズ・ヴェラリオン | コアリーズ・ヴェラリオン | コアリーズ・ヴェラリオン |                              |                              | エイマ・アリン               | エイマ・アリン               | エイマ・アリン               | エイマ・アリン               | エイマ・アリン         | エイマ・アリン         |                        |                        | ヴィセーリス1世⑤       | ヴィセーリス1世⑤       | ヴィセーリス1世⑤ | ヴィセーリス1世⑤ | ヴィセーリス1世⑤ | ヴィセーリス1世⑤ |              |              | アリセント・ハイタワー | アリセント・ハイタワー | アリセント・ハイタワー | アリセント・ハイタワー | アリセント・ハイタワー | アリセント・ハイタワー |               |               |               |               |          |          |  |  |  |  |
|                      |          |          |          |          |          |        |        |                          |                          |                          |                          |                          |                          |                              |                              |                              |                              |                              |                              |                        |                        |                        |                        |                        |                        |                  |                  |                  |                  |              |              |                        |                        |                        |                        |                        |                        |               |               |               |               |          |          |  |  |  |  |
|                      |          |          |          |          |          |        |        |                          |                          |                          |                          |                          |                          |                              |                              |                              |                              |                              |                              |                        |                        |                        |                        |                        |                        |                  |                  |                  |                  |              |              |                        |                        |                        |                        |                        |                        |               |               |               |               |          |          |  |  |  |  |
|                      |          |          |          |          |          |        |        | レーナー・ヴェラリオン   | レーナー・ヴェラリオン   | レーナー・ヴェラリオン   | レーナー・ヴェラリオン   | レーナー・ヴェラリオン   | レーナー・ヴェラリオン   |                              |                              |                              |                              |                              |                              | レイニラ               | レイニラ               | レイニラ               | レイニラ               | レイニラ               | レイニラ               |                  |                  |                  |                  |              |              |                        |                        |                        |                        |                        |                        | デイモン      | デイモン      | デイモン      | デイモン      | デイモン | デイモン |  |  |  |  |
|                      |          |          |          |          |          |        |        | レーナー・ヴェラリオン   | レーナー・ヴェラリオン   | レーナー・ヴェラリオン   | レーナー・ヴェラリオン   | レーナー・ヴェラリオン   | レーナー・ヴェラリオン   |                              |                              |                              |                              |                              |                              | レイニラ               | レイニラ               | レイニラ               | レイニラ               | レイニラ               | レイニラ               |                  |                  |                  |                  |              |              |                        |                        |                        |                        |                        |                        | デイモン      | デイモン      | デイモン      | デイモン      | デイモン | デイモン |  |  |  |  |
|                      |          |          |          |          |          |        |        |                          |                          |                          |                          |                          |                          |                              |                              |                              |                              |                              |                              |                        |                        |                        |                        |                        |                        |                  |                  |                  |                  |              |              |                        |                        |                        |                        |                        |                        |               |               |               |               |          |          |  |  |  |  |
|                      |          |          |          |          |          |        |        |                          |                          |                          |                          |                          |                          |                              |                              |                              |                              |                              |                              |                        |                        |                        |                        |                        |                        |                  |                  |                  |                  |              |              |                        |                        |                        |                        |                        |                        |               |               |               |               |          |          |  |  |  |  |
| レーナ・ヴェラリオン |          |          |          |          |          |        |        |                          |                          |                          |                          |                          |                          |                              |                              |                              |                              |                              |                              |                        |                        |                        |                        |                        |                        |                  |                  |                  |                  |              |              |                        |                        |                        |                        |                        |                        |               |               |               |               |          |          |  |  |  |  |
|                      |          |          |          |          |          |        |        |                          |                          |                          |                          |                          |                          |                              |                              |                              |                              |                              |                              |                        |                        |                        |                        |                        |                        |                  |                  |                  |                  |              |              |                        |                        |                        |                        |                        |                        |               |               |               |               |          |          |  |  |  |  |
|                      |          |          |          |          |          |        |        |                          |                          |                          |                          |                          |                          | ジャセアリーズ・ヴェラリオン | ジャセアリーズ・ヴェラリオン | ジャセアリーズ・ヴェラリオン | ジャセアリーズ・ヴェラリオン | ジャセアリーズ・ヴェラリオン | ジャセアリーズ・ヴェラリオン |                        |                        |                        |                        |                        |                        |                  |                  | エイゴン2世⑥     | エイゴン2世⑥     | エイゴン2世⑥ | エイゴン2世⑥ | エイゴン2世⑥           | エイゴン2世⑥           |                        |                        | エイゴン3世⑦           | エイゴン3世⑦           | エイゴン3世⑦  | エイゴン3世⑦  | エイゴン3世⑦  | エイゴン3世⑦  |          |          |  |  |  |  |
|                      |          |          |          |          |          |        |        |                          |                          |                          |                          |                          |                          | ジャセアリーズ・ヴェラリオン | ジャセアリーズ・ヴェラリオン | ジャセアリーズ・ヴェラリオン | ジャセアリーズ・ヴェラリオン | ジャセアリーズ・ヴェラリオン | ジャセアリーズ・ヴェラリオン |                        |                        |                        |                        |                        |                        |                  |                  | エイゴン2世⑥     | エイゴン2世⑥     | エイゴン2世⑥ | エイゴン2世⑥ | エイゴン2世⑥           | エイゴン2世⑥           |                        |                        | エイゴン3世⑦           | エイゴン3世⑦           | エイゴン3世⑦  | エイゴン3世⑦  | エイゴン3世⑦  | エイゴン3世⑦  |          |          |  |  |  |  |
|                      |          |          |          |          |          |        |        |                          |                          |                          |                          |                          |                          |                              |                              |                              |                              |                              |                              |                        |                        |                        |                        |                        |                        |                  |                  |                  |                  |              |              |                        |                        |                        |                        |                        |                        |               |               |               |               |          |          |  |  |  |  |
|                      |          | ベイラ   | ベイラ   | ベイラ   | ベイラ   | ベイラ | ベイラ |                          |                          |                          |                          |                          |                          | ルケアリーズ・ヴェラリオン   | ルケアリーズ・ヴェラリオン   | ルケアリーズ・ヴェラリオン   | ルケアリーズ・ヴェラリオン   | ルケアリーズ・ヴェラリオン   | ルケアリーズ・ヴェラリオン   |                        |                        |                        |                        |                        |                        |                  |                  | ヘレイナ         | ヘレイナ         | ヘレイナ     | ヘレイナ     | ヘレイナ               | ヘレイナ               |                        |                        | ヴィセーリス⑩          | ヴィセーリス⑩          | ヴィセーリス⑩ | ヴィセーリス⑩ | ヴィセーリス⑩ | ヴィセーリス⑩ |          |          |  |  |  |  |
|                      |          | ベイラ   | ベイラ   | ベイラ   | ベイラ   | ベイラ | ベイラ |                          |                          |                          |                          |                          |                          | ルケアリーズ・ヴェラリオン   | ルケアリーズ・ヴェラリオン   | ルケアリーズ・ヴェラリオン   | ルケアリーズ・ヴェラリオン   | ルケアリーズ・ヴェラリオン   | ルケアリーズ・ヴェラリオン   |                        |                        |                        |                        |                        |                        |                  |                  | ヘレイナ         | ヘレイナ         | ヘレイナ     | ヘレイナ     | ヘレイナ               | ヘレイナ               |                        |                        | ヴィセーリス⑩          | ヴィセーリス⑩          | ヴィセーリス⑩ | ヴィセーリス⑩ | ヴィセーリス⑩ | ヴィセーリス⑩ |          |          |  |  |  |  |
|                      |          |          |          |          |          |        |        |                          |                          |                          |                          |                          |                          |                              |                              |                              |                              |                              |                              |                        |                        |                        |                        |                        |                        |                  |                  |                  |                  |              |              |                        |                        |                        |                        |                        |                        |               |               |               |               |          |          |  |  |  |  |
|                      |          | レイナ   | レイナ   | レイナ   | レイナ   | レイナ | レイナ |                          |                          |                          |                          |                          |                          | ジョフリー・ヴェラリオン     | ジョフリー・ヴェラリオン     | ジョフリー・ヴェラリオン     | ジョフリー・ヴェラリオン     | ジョフリー・ヴェラリオン     | ジョフリー・ヴェラリオン     |                        |                        |                        |                        |                        |                        |                  |                  | エイモンド       | エイモンド       | エイモンド   | エイモンド   | エイモンド             | エイモンド             |                        |                        | ヴィセーニア           | ヴィセーニア           | ヴィセーニア  | ヴィセーニア  | ヴィセーニア  | ヴィセーニア  |          |          |  |  |  |  |
|                      |          | レイナ   | レイナ   | レイナ   | レイナ   | レイナ | レイナ |                          |                          |                          |                          |                          |                          | ジョフリー・ヴェラリオン     | ジョフリー・ヴェラリオン     | ジョフリー・ヴェラリオン     | ジョフリー・ヴェラリオン     | ジョフリー・ヴェラリオン     | ジョフリー・ヴェラリオン     |                        |                        |                        |                        |                        |                        |                  |                  | エイモンド       | エイモンド       | エイモンド   | エイモンド   | エイモンド             | エイモンド             |                        |                        | ヴィセーニア           | ヴィセーニア           | ヴィセーニア  | ヴィセーニア  | ヴィセーニア  | ヴィセーニア  |          |          |  |  |  |  |
|                      |          |          |          |          |          |        |        |                          |                          |                          |                          |                          |                          |                              |                              |                              |                              |                              |                              |                        |                        |                        |                        |                        |                        |                  |                  |                  |                  |              |              |                        |                        |                        |                        |                        |                        |               |               |               |               |          |          |  |  |  |  |
|                      |          |          |          |          |          |        |        |                          |                          |                          |                          |                          |                          |                              |                              |                              |                              |                              |                              |                        |                        |                        |                        |                        |                        |                  |                  | デイロン         |                  |              |              |                        |                        |                        |                        |                        |                        |               |               |               |               |          |          |  |  |  |  |
|                      |          |          |          |          |          |        |        |                          |                          |                          |                          |                          |                          |                              |                              |                              |                              |                              |                              |                        |                        |                        |                        |                        |                        |                  |                  |                  |                  |              |              |                        |                        |                        |                        |                        |                        |               |               |               |               |          |          |  |  |  |  |

### 『氷と炎の歌』の時代のターガリエン家の系図
|                        |                        |                        |                        |                        |                        |                             |                             | メイカー一世 故人           | メイカー一世 故人           | メイカー一世 故人           | メイカー一世 故人           | メイカー一世 故人       | メイカー一世 故人       |                            |                            | ディアナ・デイン 故人      | ディアナ・デイン 故人      | ディアナ・デイン 故人      | ディアナ・デイン 故人      | ディアナ・デイン 故人 | ディアナ・デイン 故人 |                       |                       |                                |                                |                                |                                |                                |                                |                              |                              |                                |                                |                                |                                |                                |                                |  |  |                       |                       |                       |                       |                       |                       |
|                        |                        |                        |                        |                        |                        |                             |                             | メイカー一世 故人           | メイカー一世 故人           | メイカー一世 故人           | メイカー一世 故人           | メイカー一世 故人       | メイカー一世 故人       |                            |                            | ディアナ・デイン 故人      | ディアナ・デイン 故人      | ディアナ・デイン 故人      | ディアナ・デイン 故人      | ディアナ・デイン 故人 | ディアナ・デイン 故人 |                       |                       |                                |                                |                                |                                |                                |                                |                              |                              |                                |                                |                                |                                |                                |                                |  |  |                       |                       |                       |                       |                       |                       |
|                        |                        |                        |                        |                        |                        |                             |                             |                             |                             |                             |                             |                         |                         |                            |                            |                            |                            |                            |                            |                       |                       |                       |                       |                                |                                |                                |                                |                                |                                |                              |                              |                                |                                |                                |                                |                                |                                |  |  |                       |                       |                       |                       |                       |                       |
|                        |                        |                        |                        |                        |                        |                             |                             |                             |                             |                             |                             |                         |                         |                            |                            |                            |                            |                            |                            |                       |                       |                       |                       |                                |                                |                                |                                |                                |                                |                              |                              |                                |                                |                                |                                |                                |                                |  |  |                       |                       |                       |                       |                       |                       |
|                        |                        |                        |                        |                        |                        | ベータ・ブラックウッド 故人 | ベータ・ブラックウッド 故人 | ベータ・ブラックウッド 故人 | ベータ・ブラックウッド 故人 | ベータ・ブラックウッド 故人 | ベータ・ブラックウッド 故人 |                         |                         | エイゴン五世 (エッグ) 故人 | エイゴン五世 (エッグ) 故人 | エイゴン五世 (エッグ) 故人 | エイゴン五世 (エッグ) 故人 | エイゴン五世 (エッグ) 故人 | エイゴン五世 (エッグ) 故人 |                       |                       | メイスター・ エイモン | メイスター・ エイモン | メイスター・ エイモン          | メイスター・ エイモン          | メイスター・ エイモン          | メイスター・ エイモン          |                                |                                |                              |                              |                                |                                |                                |                                |                                |                                |  |  |                       |                       |                       |                       |                       |                       |
|                        |                        |                        |                        |                        |                        | ベータ・ブラックウッド 故人 | ベータ・ブラックウッド 故人 | ベータ・ブラックウッド 故人 | ベータ・ブラックウッド 故人 | ベータ・ブラックウッド 故人 | ベータ・ブラックウッド 故人 |                         |                         | エイゴン五世 (エッグ) 故人 | エイゴン五世 (エッグ) 故人 | エイゴン五世 (エッグ) 故人 | エイゴン五世 (エッグ) 故人 | エイゴン五世 (エッグ) 故人 | エイゴン五世 (エッグ) 故人 |                       |                       | メイスター・ エイモン | メイスター・ エイモン | メイスター・ エイモン          | メイスター・ エイモン          | メイスター・ エイモン          | メイスター・ エイモン          |                                |                                |                              |                              |                                |                                |                                |                                |                                |                                |  |  |                       |                       |                       |                       |                       |                       |
|                        |                        |                        |                        |                        |                        |                             |                             |                             |                             |                             |                             |                         |                         |                            |                            |                            |                            |                            |                            |                       |                       |                       |                       |                                |                                |                                |                                |                                |                                |                              |                              |                                |                                |                                |                                |                                |                                |  |  |                       |                       |                       |                       |                       |                       |
|                        |                        |                        |                        |                        |                        |                             |                             |                             |                             |                             |                             |                         |                         |                            |                            |                            |                            |                            |                            |                       |                       |                       |                       |                                |                                |                                |                                |                                |                                |                              |                              |                                |                                |                                |                                |                                |                                |  |  |                       |                       |                       |                       |                       |                       |
|                        |                        | シェイラ 故人          | シェイラ 故人          | シェイラ 故人          | シェイラ 故人          | シェイラ 故人               | シェイラ 故人               |                             |                             | ジェヘアリーズ二世 故人     | ジェヘアリーズ二世 故人     | ジェヘアリーズ二世 故人 | ジェヘアリーズ二世 故人 | ジェヘアリーズ二世 故人    | ジェヘアリーズ二世 故人    |                            |                            |                            |                            | レイル 故人           | レイル 故人           | レイル 故人           | レイル 故人           | レイル 故人                    | レイル 故人                    |                                |                                | オルムンド・ バラシオン 故人   | オルムンド・ バラシオン 故人   | オルムンド・ バラシオン 故人 | オルムンド・ バラシオン 故人 | オルムンド・ バラシオン 故人   | オルムンド・ バラシオン 故人   |                                |                                |                                |                                |  |  |                       |                       |                       |                       |                       |                       |
|                        |                        | シェイラ 故人          | シェイラ 故人          | シェイラ 故人          | シェイラ 故人          | シェイラ 故人               | シェイラ 故人               |                             |                             | ジェヘアリーズ二世 故人     | ジェヘアリーズ二世 故人     | ジェヘアリーズ二世 故人 | ジェヘアリーズ二世 故人 | ジェヘアリーズ二世 故人    | ジェヘアリーズ二世 故人    |                            |                            |                            |                            | レイル 故人           | レイル 故人           | レイル 故人           | レイル 故人           | レイル 故人                    | レイル 故人                    |                                |                                | オルムンド・ バラシオン 故人   | オルムンド・ バラシオン 故人   | オルムンド・ バラシオン 故人 | オルムンド・ バラシオン 故人 | オルムンド・ バラシオン 故人   | オルムンド・ バラシオン 故人   |                                |                                |                                |                                |  |  |                       |                       |                       |                       |                       |                       |
|                        |                        |                        |                        |                        |                        |                             |                             |                             |                             |                             |                             |                         |                         |                            |                            |                            |                            |                            |                            |                       |                       |                       |                       |                                |                                |                                |                                |                                |                                |                              |                              |                                |                                |                                |                                |                                |                                |  |  |                       |                       |                       |                       |                       |                       |
|                        |                        |                        |                        |                        |                        |                             |                             |                             |                             |                             |                             |                         |                         |                            |                            |                            |                            |                            |                            |                       |                       |                       |                       |                                |                                |                                |                                |                                |                                |                              |                              |                                |                                |                                |                                |                                |                                |  |  |                       |                       |                       |                       |                       |                       |
|                        |                        | エイリス二世 故人      | エイリス二世 故人      | エイリス二世 故人      | エイリス二世 故人      | エイリス二世 故人           | エイリス二世 故人           |                             |                             | レイラ 故人                 | レイラ 故人                 | レイラ 故人             | レイラ 故人             | レイラ 故人                | レイラ 故人                |                            |                            |                            |                            |                       |                       |                       |                       | ステッフォン・ バラシオン 故人 | ステッフォン・ バラシオン 故人 | ステッフォン・ バラシオン 故人 | ステッフォン・ バラシオン 故人 | ステッフォン・ バラシオン 故人 | ステッフォン・ バラシオン 故人 |                              |                              | カッサナ・ エスターモント 故人 | カッサナ・ エスターモント 故人 | カッサナ・ エスターモント 故人 | カッサナ・ エスターモント 故人 | カッサナ・ エスターモント 故人 | カッサナ・ エスターモント 故人 |  |  |                       |                       |                       |                       |                       |                       |
|                        |                        | エイリス二世 故人      | エイリス二世 故人      | エイリス二世 故人      | エイリス二世 故人      | エイリス二世 故人           | エイリス二世 故人           |                             |                             | レイラ 故人                 | レイラ 故人                 | レイラ 故人             | レイラ 故人             | レイラ 故人                | レイラ 故人                |                            |                            |                            |                            |                       |                       |                       |                       | ステッフォン・ バラシオン 故人 | ステッフォン・ バラシオン 故人 | ステッフォン・ バラシオン 故人 | ステッフォン・ バラシオン 故人 | ステッフォン・ バラシオン 故人 | ステッフォン・ バラシオン 故人 |                              |                              | カッサナ・ エスターモント 故人 | カッサナ・ エスターモント 故人 | カッサナ・ エスターモント 故人 | カッサナ・ エスターモント 故人 | カッサナ・ エスターモント 故人 | カッサナ・ エスターモント 故人 |  |  |                       |                       |                       |                       |                       |                       |
|                        |                        |                        |                        |                        |                        |                             |                             |                             |                             |                             |                             |                         |                         |                            |                            |                            |                            |                            |                            |                       |                       |                       |                       |                                |                                |                                |                                |                                |                                |                              |                              |                                |                                |                                |                                |                                |                                |  |  |                       |                       |                       |                       |                       |                       |
|                        |                        |                        |                        |                        |                        |                             |                             |                             |                             |                             |                             |                         |                         |                            |                            |                            |                            |                            |                            |                       |                       |                       |                       |                                |                                |                                |                                |                                |                                |                              |                              |                                |                                |                                |                                |                                |                                |  |  |                       |                       |                       |                       |                       |                       |
| エリア・ マーテル 故人 | エリア・ マーテル 故人 | エリア・ マーテル 故人 | エリア・ マーテル 故人 | エリア・ マーテル 故人 | エリア・ マーテル 故人 |                             |                             | レイガー 故人               | レイガー 故人               | レイガー 故人               | レイガー 故人               | レイガー 故人           | レイガー 故人           |                            |                            | ヴィセーリス               | ヴィセーリス               | ヴィセーリス               | ヴィセーリス               | ヴィセーリス          | ヴィセーリス          |                       |                       | デナーリス                     | デナーリス                     | デナーリス                     | デナーリス                     | デナーリス                     | デナーリス                     |                              |                              |                                |                                |                                |                                |                                |                                |  |  |                       |                       |                       |                       |                       |                       |
| エリア・ マーテル 故人 | エリア・ マーテル 故人 | エリア・ マーテル 故人 | エリア・ マーテル 故人 | エリア・ マーテル 故人 | エリア・ マーテル 故人 |                             |                             | レイガー 故人               | レイガー 故人               | レイガー 故人               | レイガー 故人               | レイガー 故人           | レイガー 故人           |                            |                            | ヴィセーリス               | ヴィセーリス               | ヴィセーリス               | ヴィセーリス               | ヴィセーリス          | ヴィセーリス          |                       |                       | デナーリス                     | デナーリス                     | デナーリス                     | デナーリス                     | デナーリス                     | デナーリス                     |                              |                              |                                |                                |                                |                                |                                |                                |  |  |                       |                       |                       |                       |                       |                       |
|                        |                        |                        |                        |                        |                        |                             |                             |                             |                             |                             |                             |                         |                         |                            |                            |                            |                            |                            |                            |                       |                       |                       |                       |                                |                                |                                |                                |                                |                                |                              |                              |                                |                                |                                |                                |                                |                                |  |  |                       |                       |                       |                       |                       |                       |
|                        |                        |                        |                        |                        |                        |                             |                             |                             |                             |                             |                             |                         |                         |                            |                            |                            |                            |                            |                            |                       |                       |                       |                       |                                |                                |                                |                                |                                |                                |                              |                              |                                |                                |                                |                                |                                |                                |  |  |                       |                       |                       |                       |                       |                       |
| エイゴン 故人？        | エイゴン 故人？        | エイゴン 故人？        | エイゴン 故人？        | エイゴン 故人？        | エイゴン 故人？        |                             |                             | レイニス 故人               | レイニス 故人               | レイニス 故人               | レイニス 故人               | レイニス 故人           | レイニス 故人           |                            |                            | サーセイ・ ラニスター      | サーセイ・ ラニスター      | サーセイ・ ラニスター      | サーセイ・ ラニスター      | サーセイ・ ラニスター | サーセイ・ ラニスター |                       |                       | ロバート・ バラシオン          | ロバート・ バラシオン          | ロバート・ バラシオン          | ロバート・ バラシオン          | ロバート・ バラシオン          | ロバート・ バラシオン          |                              |                              | スタニス・ バラシオン          | スタニス・ バラシオン          | スタニス・ バラシオン          | スタニス・ バラシオン          | スタニス・ バラシオン          | スタニス・ バラシオン          |  |  | レンリー・ バラシオン | レンリー・ バラシオン | レンリー・ バラシオン | レンリー・ バラシオン | レンリー・ バラシオン | レンリー・ バラシオン |
| エイゴン 故人？        | エイゴン 故人？        | エイゴン 故人？        | エイゴン 故人？        | エイゴン 故人？        | エイゴン 故人？        |                             |                             | レイニス 故人               | レイニス 故人               | レイニス 故人               | レイニス 故人               | レイニス 故人           | レイニス 故人           |                            |                            | サーセイ・ ラニスター      | サーセイ・ ラニスター      | サーセイ・ ラニスター      | サーセイ・ ラニスター      | サーセイ・ ラニスター | サーセイ・ ラニスター |                       |                       | ロバート・ バラシオン          | ロバート・ バラシオン          | ロバート・ バラシオン          | ロバート・ バラシオン          | ロバート・ バラシオン          | ロバート・ バラシオン          |                              |                              | スタニス・ バラシオン          | スタニス・ バラシオン          | スタニス・ バラシオン          | スタニス・ バラシオン          | スタニス・ バラシオン          | スタニス・ バラシオン          |  |  | レンリー・ バラシオン | レンリー・ バラシオン | レンリー・ バラシオン | レンリー・ バラシオン | レンリー・ バラシオン | レンリー・ バラシオン |

『ゲーム・オブ・スローンズ』ではエイリス二世はエイゴン五世の子となっており、ジェヘアリーズ二世は存在しないことになっている。人物の生死は『七王国の玉座』開始時のものである。

### ヴィセーリス・ターガリエン一世
Viserys Targaryen I
『炎と血』及びそれに基づくドラマ『ハウス・オブ・ザ・ドラゴン』に登場し、『氷と炎の歌』の時代の約200年前、ターガリエン家の衰退を招いた内乱〈双竜の舞踏〉のきっかけを作る第5代の王。祖父ジェヘアリーズ1世の息子ベイロンと娘アリッサによる兄妹婚の子である。ジェヘアリーズ王の息子たちが早世したため、大評議会で男子優先原則により、年長の息子エイモンの長子でありかつ年長である、従姉レイニス王女やその男子レーナー・ヴェラリオンを抑えて後継者に選ばれる。唯一の子レイニラ王女だけを残して王妃エイマが亡くなったのち、男子優先原則を破り不仲の弟デイモン王子ではなくレイニラを後継者とする。後に〈王の手〉オットー・ハイタワーの娘アリセントを後添えに迎え、エイゴン王子らをもうける。崩御後、レイニラとエイゴンの後継者争いが諸名家を巻き込んだ大規模な内乱〈双竜の舞踏〉を呼び、ほとんどのドラゴンが死に絶える結果を招く。『ハウス・オブ・ザ・ドラゴン』ではパディ・コンシダインが演じる。

### ヴィセーリス・ターガリエン
Viserys Targaryen
エイリス二世の次男として生まれ、ロバート・バラシオンの〈ロバートの反乱〉の際、妹のデナーリスとともにウェスタロスを逃げ出し、自由都市を彷徨いながら13年間を過ごす。残酷な野心家で、無愛想で暴力的な気分に流されやすい。暗殺者たちの手を逃れながらも、ウェスタロスに戻って父の玉座を奪い返すことを望む。その主張に同情する人々の恩にすがって生きなければならない羽目となり、しばしば〈乞食王〉とさげすまれる。ヴィセーリスは、七王国を取り戻す軍隊を手に入れるため、デナーリスとドスラク人の族長カール・ドロゴの結婚をまとめる。野望が強すぎて、現実を見ることができない。自らはウェスタロスの正統なる統治者であり、尊敬されるべきだと思っているが、妹や、忠誠を誓った騎士であるジョラー・モーモントまでもが、彼の卑小で執念深い性格を軽蔑していることに気づかない。ドスラクの習慣を見下し、ドロゴの助力を要求し、妹を辱める。流血が許されないドスラクの聖なる都市で剣を抜き妹とその胎児の命を脅かした時に、ドロゴは怒り、ヴィセーリスを溶かした金で戴冠し殺害する。ヴィセーリス・タイガーリエンは、『ゲーム・オブ・スローンズ』においてハリー・ロイドが演じる。

### エイゴン・ターガリエン一世
Aegon I Targaryen
『炎と血』に登場する。ターガリエン王朝初代の「征服王」。古代ヴァリリア帝国の領地であったドラゴンストーンの領主であったが、ヴァリリア帝国が滅亡して一世紀の後、姉ヴィセーニャおよび妹レイニスの二人と結婚し、共に三頭のドラゴンを率いて七王国を征服・統合する。上陸した地にキングズランディングを建設して首都とする。庶子の家系であるオリスにはバラシオン家創立を許す。ターガリエン王朝は300年続くことになる。

### エイゴン・ターガリエン二世
Aegon II Targaryen
『炎と血』および『ハウス・オブ・ザ・ドラゴン』に登場する。〈双竜の舞踏〉と呼ばれる王位争いの中心となった人物の一人。ヴィセーリス王と後室アリセントの間に生まれた第一子であり、腹違いの姉レイニラ王女との間での内戦に勝つも、不仲の弟エイモンドのドラゴン"ヴァーガー"の炎による大火傷を負って不具となり、短い治世となる。

### エイゴン・ターガリエン三世
Aegon III Targaryen
『炎と血』および『ハウス・オブ・ザ・ドラゴン』に登場する。レイニラ・ターガリエン王女と叔父のデイモン・ターガリエン王子の間に生まれた第一子である。〈双竜の舞踏〉と呼ばれる王位争いで母レイニラ王女を殺した相手である、叔父のエイゴン・ターガリエン二世の後を継いで王となる。

### エイゴン・ターガリエン五世
Aegon V Targaryen
王の四番目の息子の四番目の息子であるエイゴンは、若いころはエッグと呼ばれ、王位継承権では低い地位にいたため、不釣り合い王と呼ばれる。〈大議会〉の選択に従って、王位を拒否した兄エイモンを含む、上位の王位継承権者たちを飛び越して王となる。やさしく気さくな人物で、ウェスタロスを四半世紀以上もそつなく統治し、ターガリエン家の夏宮殿であるサマーホールの火事で亡くなる。
若き日のエイゴンは友ダンクとともに中編シリーズ『ダンクとエッグの物語』の主人公として描かれている。甘やかされた兄たちのようにならないよう、ターガリエン家独特の銀髪が目立たないように頭を剃り、主を持たずに放浪する〈草臥しの騎士〉ダンクの従者になることを父プリンス・メイカー・ターガリエンに渋々許され、七王国の市井の暮らしを見て回る経験を得る。
長子には友から名をもらってダンカンと名付けるも、用意した政略結婚を拒否して庶民と結婚したために王位継承権から外すことになる。次子のジェヘアリースは父の遺志に背いて姉妹と結婚し、さらにその子のエイリスもまた姉妹と結婚することになる。エイゴンの娘のレイルが、バラシオン家に嫁ぎ、その子がステッフォン・バラシオン公となったため、ロバート、スタニス、そしてレンリーはみな、エイゴンの曾孫である。エイゴンはエイリス狂王の祖父であるが、『ゲーム・オブ・スローンズ』においては、エイリス狂王の父親とされている。

### エイゴン・ターガリエン六世
Aegon Targaryen
レイガー・ターガリエンとエリア・マーテルの間に生まれた唯一の息子である。戴冠された暁には、エイゴン六世となるはずである。15年前の〈キングズランディングの略奪〉の際、 グレガー・クレゲインに殺害されたと信じられている。だが、ヴァリスが別の赤子とすり替え、キングズランディングから連れ出したとされている。エイゴンはレイガーの親友ジョン・コニントンに育てられる。正体を隠すため、銀髪を青に染め、その結果紫の瞳も青く見える。ジョンの息子グリフを名乗り、若きグリフとして知られるようになる。エイゴンとジョンはウェスタロスを征服し、エイゴンを七王国の王とするつもりである。叔母であるデナーリス・ターガリエンの軍勢に加わるため、ヴォランティスに向かう。だがデナーリスがすぐにはウェスタロスを征服する意図がないことがわかった時、傭兵軍の〈黄金兵団〉はデナーリス軍に加わることをやめ、エイゴンに忠誠を誓う。エイゴンは内戦のさなかにあるウェスタロスを攻撃することにするが、それはティリオン・ラニスターの助言によるもので、助けを請う立場ではなく同等な存在としてデナーリスに会うためである。その軍はストームランドに上陸し、数城を奪取する。次の目標はストームズエンド城である。エイゴンはみずから軍を率い、城壁にターガリエン家の旗を掲げるつもりである。
『ゲーム・オブ・スローンズ』では、ジョン・スノウの真の正体がレイガーの息子エイゴンであるとされている。

### メイスター・エイモン
(マイスター・エーモン)　
Maester Aemon
物語の何十年も前、メイカー・ターガリエン一世の三男であるエイモンは、王位継承権者が多すぎることを心配した祖父デイロン・ターガリエン二世の希望に従いオールドタウンの〈知識の城〉(〈大城砦〉)に送られ、古来からの学者と治癒者のギルドの一員であるメイスターになる。後に、エイモンは王に戴冠されそうになったが断り、弟のエイゴンに王位を譲る。そして、王位簒奪の陰謀に利用されないよう、北部の壁の〈冥夜の守人〉の〈誓約の兄弟〉に仕える。
物語の初め、メイスター・エイモンは年老い盲目となっている。だが、〈野人〉と〈異形〉(〈異形人〉)との戦いの間、〈黒の城〉でジョン・スノウと他の〈壁〉の男たちに助言を与える。王の血をひくがゆえに、メリサンドルに儀式で火あぶりにされることを恐れ、ジョン・スノウはエイモンをオールドタウンに送りだすが、航海は老人には余りに過酷である。デナーリス・ターガリエンのことを聞き及び、彼女がウェスタロスに戻って救い主となる“アゾル・アハイ”(“エイゾール・アハイ”)であると信じ、メイスターをデナーリスのもとに送るようサムに頼む。ブレーヴォスからオールドタウンへの航海の途中、102歳で亡くなる。メイスター・エイモンは『ゲーム・オブ・スローンズ』においてピーター・ヴォーンが演じる。

### エイモンド・ターガリエン
Aemond Targaryen
『炎と血』および『ハウス・オブ・ザ・ドラゴン』に登場する。ヴィセーリス1世とその後室のアリセント王妃の第三子であり、エイゴン二世、およびその妹で妻のヘレイナの弟である。故レーナ・ヴェラリオンの騎乗していた存命最大のドラゴン"ヴァーガー"と絆を結ぶことに成功するが、レイニラの次男ルケアリーズと喧嘩となり、片目を失明する。王位争いの中でヴァーガーがルケアリーズを殺してしまい、〈双竜の舞踏〉と呼ばれる内乱を引き起こす。不仲の兄エイゴンとそのドラゴン"サンファイア"に向けてヴァーガーに炎を噴かせ、エイゴンに大火傷を負わせ、摂政となる。

### エイリス・ターガリエン二世
Aerys II Targaryen
エイリス・ターガリエンは狂王エイリスと呼ばれ、〈簒奪者の戦争〉またの名を〈ロバートの反乱〉と知られる事件以前に〈鉄の玉座〉に座る、ターガリエン家の最後の王である。若い頃、エイリスは短気ではあるが寛容で魅力にあふれた王であったと言われる。何人もの〈王の手〉に助けられて、七王国は長い平和を保ち国庫は金で充ちる。古代からのターガリエン家の習慣に従い、妹のレイラ(レーラ)と結婚し、息子のレイガーとヴィセーリス、娘のデナーリスと3人の子をもうける。しかしエイリスは次第に常軌を逸するようになり、〈ダスケンデールの叛乱〉の後では狂気に陥ることが多くなる。次第に残酷で、サディスティックで、変質的で、移り気になる。火に取りつかれ、多くの者を火あぶりにする。レイガーとリアナ・スタークが失踪した時、スターク家とリアナの婚約者のロバート・バラシオンはリアナが誘拐されたと断じる。エイリスはこれに対し、リアナの父と兄を処刑して答える。直後に多くの貴族がターガリエン家に対する反乱を起こす。反乱軍がターガリエン家を破った後、エイリスは、敵に奪われる前に キングズランディングとその住民を焼きつくそうと計画する。だが〈王の盾〉の騎士であったジェイミー・ラニスターに殺され阻止される。エイゴン・ターガリエン五世の孫であるが、『ゲーム・オブ・スローンズ』においては息子とされ、デヴィッド・リントウルが演じる。

### デイモン・ターガリエン
Daemon Targaryen
ヴィセーリス1世の弟。放埓で不安定な性格で、不仲の兄によって後継者から外される。〈王都の守人〉の総帥となり、金マントを着せる。〈アリンの谷間〉の有力旗主の娘レイア・ロイスと愛のない結婚をするが、その死後にレーナ・ヴェラリオンと結婚して二人の娘ベイラとレイナをもうけ、レーナの死後には兄の娘で後継ぎのレイニラと結婚し子をもうける。〈双竜の舞踏〉ではレイニラを助けて黒装派を率いる。ドラゴン"カラクセス"に騎乗し、剣〈暗黒の姉妹〉をふるう。『炎と血』に登場し、『ハウス・オブ・ザ・ドラゴン』ではマット・スミスが演じる

### デナーリス・ターガリエン
Daenerys Targaryen
“ドラゴンの母”としても知られるデナーリス・ターガリエンはダニーとも呼ばれ、エイリス・ターガリエン二世の娘である。デナーリスは視点人物であり、銀の髪と紫の瞳を持ち、古のターガリエン王朝、ウェスタロスの前王室の最後の末裔の一人である。デナーリスを身ごもった母と兄ヴィセーリス・ターガリエンはドラゴンストーン島の砦に逃げたが、大暴風の間に母は産褥の床で死に、ダニーはストームボーンというあだ名を得ることになる。その直後にドラゴンストーンはロバート・バラシオン率いる反乱軍の前に陥落し、デナーリスとヴィセーリスはエッソスの自由都市ブレーヴォスに連れ出される。13年の間、デナーリスとヴィセーリスは9つの自由都市を彷徨い〈鉄の玉座〉を取り戻すための助力を求める。
シリーズの当初、デナーリスは、極めて美しくはあるが、兄ヴィセーリスの癇癪に恐れをなす、内気でおとなしい若い娘にすぎない。自由都市ペントスで、二人は、富裕な名士(豪商)、マジスターであるイリリオ・モパティスの賓客である。イリリオとヴィセーリスは、ウェスタロスを征服するためにドロゴの軍を手に入れようとし、遊牧民ドスラクの族長であるカール・ドロゴに13歳のデナーリスを嫁がせる。婚儀の際、デナーリスはイリリオから3個の石化したドラゴンの卵を贈られる。当初はドロゴを恐れていたが、この獰猛な族長が花嫁に対しては優しく思いやりにあふれている事を知り、夫を愛するようになる。族長の妻として自由と権力を得て、デナーリスは強く自信に充ちた若い女性に成長し、ヴィセーリスにも立ち向かい始める。ドスラクの遊牧生活にも慣れ、ウェスタロスを追放された騎士ジョラー・モーモントと知り合い、最も信頼する仲間になる。デナーリス、ヴィセーリス、そしてドロゴはドスラク人の聖なる都市ヴァエス・ドスラクに旅し、ここでデナーリスは老婆に会い、彼女の子は古代の予言にいう“ドスラクの征服者”になると予言される。ヴィセーリスは次第に気短になり、ドロゴが彼を助けて王冠を取り戻すよう強く要求するようになる。ヴィセーリスがデナーリスと胎児の命を脅かした時、カール・ドロゴは怒り、溶けた黄金の冠をヴィセーリスの頭にかぶせて戴冠し、殺してしまう。直後にドロゴは戦いで負傷し、感染によって死の淵に立つ。デナーリスは、命を助けていた魔女に、血の魔法を使ってドロゴを救うよう命じる。だが魔女は復讐し、魔法によってダニーの胎児は子宮の中で殺され、ドロゴは植物人間の状態となるようはからう。デナーリスは自らドロゴの命を断ち、薪に魔女を縛りつけ、ドラゴンの卵をおいて火葬を行う。燃える薪の中に歩み入るが、孵化した3頭のドラゴンとともに無事姿を現し、ドスラクの初めての女性の族長、カールとなる。ドラゴンを二人の兄と夫にちなんでレイガル、ヴィセーリオン、ドロゴンと名付ける。
デナーリスは彗星の後を追って〈赤い荒地〉に入り、あらゆる方角に斥候を送る。一人はクァース(カース)から3人の使節を連れ帰る。デナーリスは部族をクァースに伴い、ウェスタロスの征服への助力を望むが、クァースの商人たちはドラゴンを手に入れることしか興味がない。黒魔道師(黒魔術師)に招かれ、彼らの指導者である〈不死者〉を訪ね、過去と未来の幻を見る。アッシャイからきた3人目の仮面の女の使節が「西を征服するためには東に向かわねばならない」と予言する。ダニーは予言に従い、東へ向かう船を探すが、暗殺者に襲われ、マジスター・イリリオの手先であると言う宦官ストロング・ベルウァスと老人アースタン・ホワイトベアードに救われる。イリリオはダニーとその連れをペントスに連れ戻すために3隻の商船を送ってよこしていたが、デナーリスは西に戻らず船を東に向ける。
デナーリスは、奴隷売買で繁栄する奴隷商人湾と呼ばれる地域に旅する。アスタポア(アスタポール)において、〈穢れ無き軍団〉(〈無垢軍団〉)と呼ばれるエリートの宦官奴隷兵士の軍を1頭のドラゴンと交換する。その兵士を使ってアスタポアを征服する。奴隷貿易を終結させることを決心し、傭兵隊長ダーリオ・ナハーリスの裏切りにより、ユンカイを征服する。 ミーリーン(ミイリーン)の近くで暗殺されそうになるが、アースタン・ホワイトベアードが暗殺者を殺し、デナーリスの父親を裏切ったかつての〈王の盾〉の総帥バリスタン・セルミーである事を告白する。セルミーはまた、モーモントがロバート王に彼女の行動を報告していたことを明らかにする。デナーリスは二人に裏切られたと感じるが、ミーリーンに侵入する危険な任務に送りだす。二人は戻り、ミーリーンは最小限の犠牲で陥落する。セルミーは許しを請い、許されてデナーリスの〈女王の盾〉の総帥とされる。だがモーモントは自己の行動を正当化し反省の色を見せないため、追放される。ミーリーンを得て、ダニーはその目をウェスタロスに向けるが、アスタポアとユンカイが平和を維持できないことを知り、ミーリーンに留まって女王となることを学ぼうとする。
デナーリスはミーリーンの統治に苦闘する。夜な夜な兵士たちは殺され、自由都市は連合し奴隷貿易の再開を求めてミーリーンに迫り、その軍は疫病を市にもたらす。さらにドロゴンが少女を殺したと訴えられる。ドラゴンを外に出さないことを迫られ、レイガルとヴィセーリオンは閉じ込めるが、ドロゴンは逃げ出してしまう。助言者たちはヒズダール・ゾ・ロラクと結婚するよう助言し、90日間にわたり殺人を止めることを条件として結婚を承諾する。その90日の間、ダーリオ・ナハーリスを愛人とする。ヒズダールは殺人を止めることに成功し、デナーリスは彼と結婚する。解放された奴隷たちは再び奴隷とされないという条件のもと、渋々ながら奴隷貿易を再開する。さらに闘技場の再開にも同意し、初日に姿を見せる。闘技場の血と騒音がドロゴンを呼び寄せる。闘技士たちがドロゴンを殺そうとする中、デナーリスはドロゴンにまたがって飛び去る。ドスラクの海にあるドロゴンの寝ぐらでしばらく暮らす。ミーリーンに戻ろうとするが、途中で病気になり、幻を見る。再びダニーはドロゴンにまたがるが、ドスラクの海に連れて行かれ、かつてドロゴの配下であったがデナーリスを見捨てたカール・ジャークォと出会う。
『ゲーム・オブ・スローンズ』では、タムジン・マーチャントが当初デナーリスの役の予定であったが、後にエミリア・クラークに交代した。

### ブリンデン・リヴァーズ
Brynden Rivers
『ダンクとエッグの物語』シリーズと『氷と炎の歌』シリーズの両方に登場する。白い髪、白い肌と赤い瞳を持つ白子でエイゴン・ターガリエン四世の認知される〈落とし子〉である。顔に鴉の形をした赤い母斑があるために〈紅斑鴉〉(けっぱんがらす、ブラッドレイブン)ともよばれる。〈ブラックファイアの乱〉を鎮圧し、〈王の手〉を務めた後、エイゴン・ターガリエン五世によって投獄され、〈壁〉に送られて〈冥夜の守人〉に加わり、後には総帥に登る。その後、〈壁〉の北のウィアウッドの根の下の洞窟で、ウィアウッドの根と肉体を同化させて長寿を保つ。ブラン・スタークの夢の中に〈三つ目の鴉〉として繰り返し現れて自らのもとに導く。ブランと会い、〈緑視力〉と〈狼潜り〉の力を訓練する。『ゲーム・オブ・スローンズ』ではStruan Rodgerおよびマックス・フォン・シドーが演じる。

### ベイラー・ターガリエン
Baelor Targaryen
同名のベイラー聖王とは別の人物であり、『草臥しの騎士』に登場する、エッグの叔父にあたる王位継承者のプリンスである。ドーン出身の母から黒髪を受け継ぎ、賢明で勇敢な騎士であったが、一介の〈草臥しの騎士〉に過ぎないダンクを救うために命を落とす。

### ヘレイナ・ターガリエン
Helaena Targaryen
『炎と血』および『ハウス・オブ・ザ・ドラゴン』に登場する。ヴィセーリス1世とその後室のアリセント王妃の第二子。兄であるエイゴンと結婚する。

### メイカー・ターガリエン一世
Maekar I Targaryen 
エイゴン・ターガリエン五世の父親であり、デイロン二世の第四王子として生まれ、プリンス・ベイラーの末の弟である。ドーン出身の黒髪の母から生まれながらも、ターガリエン家独特の銀髪を持つ。『草臥しの騎士』に登場し、不出来な息子たちに悩まされ、不慮の事故で兄プリンス・ベイラーを死に至らす。末息子エイゴンを正しく教育するため、〈草臥しの騎士〉ダンカン・ザ・トールの従士とする。上位の王位継承者たちが不慮の事故および疫病で亡くなったため、後に王位に就く。長男のデイロンは臆病な飲んだくれ、次男のエリオンは残酷で卑劣、三男のエイモンは王家に不向きでメイスターとなり、四男のエイゴンは意外にも王となる。

### レイガー・ターガリエン
Rhaegar Targaryen
エイリス二世の長男、ドラゴンストーンのプリンス、〈鉄の玉座〉の世継ぎ。レイガーは知性的だが苦悩に充ちた男で、若年のころは本の虫である。ある書物を読んだことで、歩む道を変える。その後は熟練の戦士となるが、内向的なままである。 エリア・マーテルと結婚し、娘のレイニス(レーニス)と息子のエイゴンをもうける。 〈ハレンの巨城〉の馬上試合でチャンピオンとなり、妻であるエリアではなくリアナ・スタークを愛と美の女王に選んで人々に衝撃を与える。後にレイガーとリアナは失踪するが、リアナの家族や婚約者のロバート・バラシオンを含む多くの人々は、これを誘拐と見なす。ロバートはリアナを救い出すために〈簒奪者の戦争〉を引き起こし、レイガーはトライデント河の戦いでロバートに殺される。『七王国の玉座』においてロバートは常にレイガーをののしるが、他の登場人物の多くはレイガーをほめたたえる。

### レイニス・ターガリエン
Rhaenys Targaryen
『炎と血』および『ハウス・オブ・ザ・ドラゴン』に登場する。ヴィセーリス1世の従姉。ジェヘアリーズ1世の息子たちが死に絶えたとき、最年長の息子エイモンの遺した子であり、かつ最年長の孫であるが、男子優先原則に基づき大評議会は従弟ヴィセーリスを後継者に選ぶ。そのため〈戴冠せざりし女王〉とも呼ばれる。母はバラシオン家出身。ドラゴン"メレイズ"に騎乗する。〈海蛇〉コアリーズ・ヴェラリオンに嫁ぎ、息子レーナ―と娘レーナをもうける。レーナ―はレイニラ王女と結婚するも、種の怪しい息子たちをもうけたのち、不可解な状況で暗殺される。レーナはデイモン王子と結婚しベイラとレイナの二人の娘をもうけるも、そののちに出産で死ぬ。〈双竜の舞踏〉では黒装派につくも、エイモンドのドラゴン"ヴァーガー"との戦いで死ぬ。『ハウス・オブ・ザ・ドラゴン』ではイヴ・ベストが演じる。

### レイニラ・ターガリエン
Rhaenyra Targaryen
『炎と血』および『ハウス・オブ・ザ・ドラゴン』に登場する。ヴィセーリス1世と王妃エイマ・アリンの長子である王女。男子優先原則を破り、父により叔父デイモンを差し置いて後継者に指名される。レーナー・ヴェラリオンと結婚し子をもうけるが、別の男の種だと噂される。後にデイモンと結婚し子をもうける。父王の死後、その後室で〈王の手〉オットー・ハイタワーの娘アリセントの生んだ弟エイゴンとの間に王位争いを起こし、〈双竜の舞踏〉と呼ばれる内乱となり、黒装派を率いる。内乱で敗れエイゴンに殺されるが、やがて王位はレイニラの子孫に渡ることになる。ドラゴン”シアラックス"に騎乗する。『ハウス・オブ・ザ・ドラゴン』ではエマ・ダーシーが演じる。

### ターガリエン家の協力者、旗主および家来
- イリリオ・モパティス
- ヴァリス
- カール・ドロゴ
- グレイ・ワーム
- ザロ・ゾアン・ダクソス
- ジョン・コニントン
- ストロング・ベルウァス
- ダンカン・ザ・トール
- ダーリオ・ナハーリス
- バリスタン・セルミー
- ベン・プラム
- コアリーズ・ヴェラリオン
- クリストン・コール
- ラリス・ストロング

## タイレル家
House Tyrell (ティレル家)

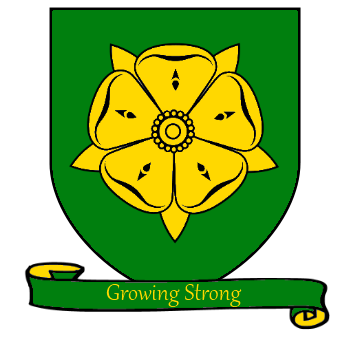
タイレル家の盾形の紋章

タイレル家は河間平野(リーチ)の最上位の貴族である。その本拠地はマンダー河の畔のハイガーデン城である。紋章は緑色の地に金の薔薇であり、標語は“われら強大たるべし”(“強く育つ”)である。豊かな農業地帯である河間平野の領主として、七王国の中でも家の富はラニスター家に次ぐ第二位と目される。七王国最強の陸軍を抱え、オレナ・レッドワインの実家でもある、〈盾の島〉のレッドワイン家をはじめとする沿岸の旗主たちは船を率いて強大な海軍を結成し、その規模は王立海軍に匹敵する。タイレル家は伝統的に南部総督に叙される。ターガリエン家による侵略以前は、タイレル家はハイガーデンの執政である。河間平野の王が殺された後、ターガリエン家はタイレル家をハイガーデンの領主とする。フロレント家の方がハイガーデンに対し有力な権利を有していたために、河間平野の諸家や他の諸名家からは“成り上がりの執政”とみなされる。15年前の〈ロバートの反乱〉では、当初ターガリエン家に味方する。主な旗主として、フロレント家のほかにオールドタウンのハイタワー家、ホーンヒル(〈角の丘城〉)のターリー家がある。

### タイレル家の系図
|          |          |          |          |               |               |               |               |                      |                      |                      |                      |                      |                      |  |  |                       |                       |                       |                       |                       |                       |  |  |                      |                      |                      |                      |                      |                      |  |  |              |              |              |              |              |              |  |  |                        |                        |                        |                        |                        |                        |
|          |          |          |          | ルーサー 故人 | ルーサー 故人 | ルーサー 故人 | ルーサー 故人 | ルーサー 故人        | ルーサー 故人        |                      |                      |                      |                      |  |  | オレナ・ レッドワイン | オレナ・ レッドワイン | オレナ・ レッドワイン | オレナ・ レッドワイン | オレナ・ レッドワイン | オレナ・ レッドワイン |  |  |                      |                      |                      |                      |                      |                      |  |  |              |              |              |              |              |              |  |  |                        |                        |                        |                        |                        |                        |
|          |          |          |          | ルーサー 故人 | ルーサー 故人 | ルーサー 故人 | ルーサー 故人 | ルーサー 故人        | ルーサー 故人        |                      |                      |                      |                      |  |  | オレナ・ レッドワイン | オレナ・ レッドワイン | オレナ・ レッドワイン | オレナ・ レッドワイン | オレナ・ レッドワイン | オレナ・ レッドワイン |  |  |                      |                      |                      |                      |                      |                      |  |  |              |              |              |              |              |              |  |  |                        |                        |                        |                        |                        |                        |
|          |          |          |          |               |               |               |               |                      |                      |                      |                      |                      |                      |  |  |                       |                       |                       |                       |                       |                       |  |  |                      |                      |                      |                      |                      |                      |  |  |              |              |              |              |              |              |  |  |                        |                        |                        |                        |                        |                        |
|          |          |          |          |               |               |               |               |                      |                      |                      |                      |                      |                      |  |  |                       |                       |                       |                       |                       |                       |  |  |                      |                      |                      |                      |                      |                      |  |  |              |              |              |              |              |              |  |  |                        |                        |                        |                        |                        |                        |
| メイス   | メイス   | メイス   | メイス   | メイス        | メイス        |               |               | アレリー・ハイタワー | アレリー・ハイタワー | アレリー・ハイタワー | アレリー・ハイタワー | アレリー・ハイタワー | アレリー・ハイタワー |  |  | ジャナ                | ジャナ                | ジャナ                | ジャナ                | ジャナ                | ジャナ                |  |  | マイナ               | マイナ               | マイナ               | マイナ               | マイナ               | マイナ               |  |  |              |              |              |              |              |              |  |  | ジョフリー・バラシオン | ジョフリー・バラシオン | ジョフリー・バラシオン | ジョフリー・バラシオン | ジョフリー・バラシオン | ジョフリー・バラシオン |
| メイス   | メイス   | メイス   | メイス   | メイス        | メイス        |               |               | アレリー・ハイタワー | アレリー・ハイタワー | アレリー・ハイタワー | アレリー・ハイタワー | アレリー・ハイタワー | アレリー・ハイタワー |  |  | ジャナ                | ジャナ                | ジャナ                | ジャナ                | ジャナ                | ジャナ                |  |  | マイナ               | マイナ               | マイナ               | マイナ               | マイナ               | マイナ               |  |  |              |              |              |              |              |              |  |  | ジョフリー・バラシオン | ジョフリー・バラシオン | ジョフリー・バラシオン | ジョフリー・バラシオン | ジョフリー・バラシオン | ジョフリー・バラシオン |
|          |          |          |          |               |               |               |               |                      |                      |                      |                      |                      |                      |  |  |                       |                       |                       |                       |                       |                       |  |  |                      |                      |                      |                      |                      |                      |  |  |              |              |              |              |              |              |  |  |                        |                        |                        |                        |                        |                        |
|          |          |          |          |               |               |               |               |                      |                      |                      |                      |                      |                      |  |  |                       |                       |                       |                       |                       |                       |  |  |                      |                      |                      |                      |                      |                      |  |  |              |              |              |              |              |              |  |  |                        |                        |                        |                        |                        |                        |
| ウィラス | ウィラス | ウィラス | ウィラス | ウィラス      | ウィラス      |               |               | ガーラン             | ガーラン             | ガーラン             | ガーラン             | ガーラン             | ガーラン             |  |  | ロラス                | ロラス                | ロラス                | ロラス                | ロラス                | ロラス                |  |  | レンリー・バラシオン | レンリー・バラシオン | レンリー・バラシオン | レンリー・バラシオン | レンリー・バラシオン | レンリー・バラシオン |  |  | マージェリー | マージェリー | マージェリー | マージェリー | マージェリー | マージェリー |  |  | トメン・バラシオン     | トメン・バラシオン     | トメン・バラシオン     | トメン・バラシオン     | トメン・バラシオン     | トメン・バラシオン     |
| ウィラス | ウィラス | ウィラス | ウィラス | ウィラス      | ウィラス      |               |               | ガーラン             | ガーラン             | ガーラン             | ガーラン             | ガーラン             | ガーラン             |  |  | ロラス                | ロラス                | ロラス                | ロラス                | ロラス                | ロラス                |  |  | レンリー・バラシオン | レンリー・バラシオン | レンリー・バラシオン | レンリー・バラシオン | レンリー・バラシオン | レンリー・バラシオン |  |  | マージェリー | マージェリー | マージェリー | マージェリー | マージェリー | マージェリー |  |  | トメン・バラシオン     | トメン・バラシオン     | トメン・バラシオン     | トメン・バラシオン     | トメン・バラシオン     | トメン・バラシオン     |

### メイス・タイレル
Mace Tyrell
メイス・タイレル公はタイレル家の家長であり、ハイガーデン公、 境界領域(辺境、マーチ)の守護者、河間平野の総監(最高司令官)、そして南部総督である。ウィラス、ガーラン、ロラスの3人の息子と、娘マージェリーがいる。年の割には老けており、政治感覚に欠ける退屈な人物である。唯一の軍事上の功績はストームズエンド攻城戦であるが、実際には エダード・スタークが助けに来るまでスタニス・バラシオンが包囲に堪えたので失敗ともいえる。強力な家と賢い家族のための単なる表看板になっているにすぎない。娘が王妃になることを常に夢見ていたため、レンリー・バラシオンが王位を狙った時、マージェリーとの結婚を全面的に支持する。レンリーが死んだ時、ジョフリー・バラシオン王との結婚の提案を受けいれる。 スタニスを破った後は、〈小評議会〉に席を与えられて海軍大臣となる。〈王の手〉の地位を望むが、ストームズエンドの攻撃に送られる。マージェリーが反逆と不貞の罪で逮捕された時、包囲を中断し、王都キングズランディングに戻る。七王国の摂政であるケヴァン・ラニスターはタイレル家とラニスター家の関係修復のため、メイスを〈王の手〉に任命するが、その地位にはふさわしくないとも語る。『ゲーム・オブ・スローンズ』ではロジャー・アシュトン゠グリフィスが演じる。

### ウィラス・タイレル
Willas Tyrell
ウィラス・タイレルはメイス・タイレルとレディ・アレリー・ハイタワーの長男でありハイガーデンの世継ぎである。若くして、人生最初の馬上試合でオベリン・マーテルと戦った時、足の上に乗馬が倒れこんだため、不自由な体となる。だがオベリン・マーテルを恨んではおらず、以来二人は文通を続けている。この事故以来、学問と動物の飼育に熱中する。弟のガーランに〈高士〉(伊達男)というあだ名をつけたのはウィラスである。祖母のオレナ・レッドワインはサンサ・スタークをウィラスと結婚させようと計画する。だがピーター・ベイリッシュがこの計画を知った時、サンサ・スタークはティリオン・ラニスターと結婚させられ、オレナの計画は頓挫する。ウィラスは、学問好きで教養があり親切で、父親よりはるかに優れた指導者であるとしばしば言及されている。『ゲーム・オブ・スローンズ』では存在しないことになっており、ロラスがメイスの一人息子である。『ゲーム・オブ・スローンズ』には登場しない。

### ガーラン・タイレル
Garlan Tyrell
ガーラン・タイレルはメイス・タイレルとレディ・アレリー・ハイタワーの次男である。背が高く、弟のロラスにひげを生やした姿だと言われる。極めて優れた騎士であるロラス自身が、ガーランの方が剣士として優っていると言う。子供の頃太っており、彼を守るために兄ウィラスによって〈高士〉と名付けられる。〈ブラックウォーター〉の戦いではレンリー・バラシオンの鎧を着て死んだはずのレンリーを装い、スタニス・バラシオン軍の愚かな兵を脅かす。戦いの後、ブライトウォーター城の城主とされる。『ゲーム・オブ・スローンズ』では存在しないことになっており、ロラスがメイスの一人息子である。『ゲーム・オブ・スローンズ』には登場しない。

### ロラス・タイレル
Loras Tyrell
メイス・タイレル公のお気に入りの三男であり、“花の騎士”とあだ名される。若年ながら優れた技を持つ騎士であり、馬上試合の名手である。痩せてハンサムであると描かれ、民衆に愛され、娘たちはのぼせあがる。レンリー・バラシオンが七王国の王を称した時、護衛の長とされる。レンリーの暗殺の後、ロラスは悲しみのあまり激怒し、その場にいたレンリーの三人の護衛を殺す。レンリーを殺した下手人と信じて、ブライエニーとキャトリンを殺そうとするが逃げられる。だがキングズランディングでブライエニーを尋問した後では、もはやブライエニーを疑わない。妹のマージェリーがジョフリー王と結婚した時、〈王の盾〉に加入する。サーセイ摂政太后が故郷のハイガーデンに援軍を送ってグレイジョイ家の攻撃から防衛できるよう、進んでドラゴンストーンの攻城戦に参加するが、報告によれば煮え油で重傷を負って瀕死の状態となる。
ロラス・タイレルは『ゲーム・オブ・スローンズ』でフィン・ジョーンズが演じる。小説では曖昧にほのめかされているだけであるが、ドラマシリーズでは明白にロラスとレンリーの男色関係が描かれている。また、ドラマではロラスはメイスの一人息子とされ、メイス・タイレルの三人の息子のキャラクターが統合されている。レンリーの鎧を着て戦うのも、サンサやサーセイとの結婚話が持ち上がるのもロラスとなる。

### マージェリー・タイレル
Margaery Tyrell
マージェリーはメイス・タイレルの末子で唯一の娘である。知的で抜け目ない若い娘であり、わずか16歳でありながら周りの人間を操る政治的手腕に長けている。タイレル家の忠誠の証として、反乱を起こしたレンリー・バラシオンと結婚する。レンリーが殺された後、タイレル家はラニスター家と同盟を結び、マージェリーはジョフリー王と再婚する。婚儀の宴でジョフリーが毒殺された後、今度はジョフリーの幼い弟のトメン(トンメン)と再婚し、トメンはその後、王に戴冠される。マージェリーは民衆の人気を得ようと努め成功する。地元の市場を訪れ、針子にドレスをいくつも注文し、慈善活動をして見せる。トメンを偉大な君主とするために、臣下の前で馬に乗って見せ、〈小評議会〉を見学することを勧める。トメンの母親であるサーセイ摂政太后の支配に反抗するよう、トメンをけしかける。サーセイはマージェリーを除こうとし、いまだに処女であるとの主張を逆手にとる。サーセイは不貞と反逆の罪でマージェリーを訴え、偽りの証人と証拠をでっち上げる。マージェリーはサーセイに立ち向かい、冤罪の告発の影にサーセイがいることを知っていると言う。証拠が薄弱であるため、裁判の日までマージェリーは釈放されタイレル家の家臣の保護のもとに移される。マージェリーは決闘裁判ではなく、〈七神正教〉による裁判を選ぶ。マージェリー・タイレルは『ゲーム・オブ・スローンズ』においてナタリー・ドーマーが演じる。

### オレナ・レッドワイン
Olenna Redwyne
オレナ・レッドワインはメイス・タイレル公の母親であり、“茨の女王”として知られる。意地の悪いウィットと毒舌を備えた、ずる賢いしわくちゃの老女として描かれている。オレナは、サンサ・スタークにジョフリーの性格について鋭い質問をする。サンサから、ジョフリーが残酷な人間であり彼女を殴らせていることを聞き出した後、オレナはサンサをハイガーデンに連れて行き、孫のウィラスと結婚させようと計画する。だがラニスター家がサンサをティリオン・ラニスターと結婚させ、この計画は潰れる。オレナとピーター・ベイリッシュは婚儀でジョフリーを毒殺する。『ゲーム・オブ・スローンズ』ではダイアナ・リグが演じる。

### タイレル家の旗主
- オットー・ハイタワー
- アリセント・ハイタワー

## タリー家
House Tully

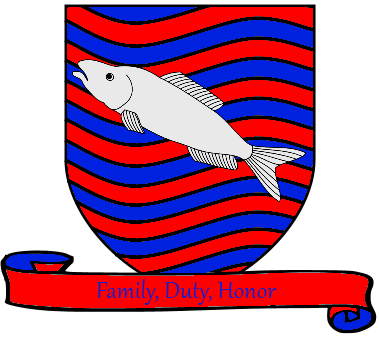
タリー家の盾形の紋章

タリー家はリヴァーランドにおける最上位の貴族であり、その本拠はリヴァーランである。紋章は、赤と青のさざ波に銀色の跳ねる鱒であり、標語は“一族、本分、名誉”(“家族、義務、名誉”)である。タリー家はターガリエン家による征服の間に家運を上昇させた家である。征服王エイゴンの侵略の際、タリー家はハレン王に背いてターガリエン家に味方した最初の家である。エイゴンはタリー家をトライデント河流域全土、すなわちリヴァーランドの支配者とする。
『炎と血』および『ハウス・オブ・ザ・ドラゴン』で描かれる〈双竜の舞踏〉では、当主が老齢で病床にあったために当初は帰趨を明らかにしないが、のちには黒装派に従う。
『氷と炎の歌』および『ゲーム・オブ・スローンズ』当初の家長はホスター・タリー公である。二人の娘はともに他の名家に嫁いでいる。キャトリンはスターク家に、ライサはアリン家に嫁いでいる。最近ホスターが病気となり、唯一の息子であるエドミュアが軍を指揮している。ライサの婚儀の後、ホスターの不仲の弟のブリンデンはアリンの谷間に留まる。

### タリー家の系図
|                 |                 |                 |                 |                 |                 |          |          | 不明                |                     |                     |                     |                     |                     |             |             |                         |                         |                                 |                                 |                                 |                                 |                                 |                                 |                   |                   |                   |                   |                   |                   |  |  |                     |                     |                     |                     |                     |                     |  |  |            |            |            |            |            |            |  |  |                   |                   |                   |                   |                   |                   |
|                 |                 |                 |                 |                 |                 |          |          |                     |                     |                     |                     |                     |                     |             |             |                         |                         |                                 |                                 |                                 |                                 |                                 |                                 |                   |                   |                   |                   |                   |                   |  |  |                     |                     |                     |                     |                     |                     |  |  |            |            |            |            |            |            |  |  |                   |                   |                   |                   |                   |                   |
|                 |                 |                 |                 |                 |                 |          |          |                     |                     |                     |                     |                     |                     |             |             |                         |                         |                                 |                                 |                                 |                                 |                                 |                                 |                   |                   |                   |                   |                   |                   |  |  |                     |                     |                     |                     |                     |                     |  |  |            |            |            |            |            |            |  |  |                   |                   |                   |                   |                   |                   |
|                 |                 | ホスター        | ホスター        | ホスター        | ホスター        | ホスター | ホスター |                     |                     | ミニサ 故人         | ミニサ 故人         | ミニサ 故人         | ミニサ 故人         | ミニサ 故人 | ミニサ 故人 |                         |                         | ブリンデン "ブラックフィッシュ" | ブリンデン "ブラックフィッシュ" | ブリンデン "ブラックフィッシュ" | ブリンデン "ブラックフィッシュ" | ブリンデン "ブラックフィッシュ" | ブリンデン "ブラックフィッシュ" |                   |                   |                   |                   |                   |                   |  |  |                     |                     |                     |                     |                     |                     |  |  |            |            |            |            |            |            |  |  |                   |                   |                   |                   |                   |                   |
|                 |                 | ホスター        | ホスター        | ホスター        | ホスター        | ホスター | ホスター |                     |                     | ミニサ 故人         | ミニサ 故人         | ミニサ 故人         | ミニサ 故人         | ミニサ 故人 | ミニサ 故人 |                         |                         | ブリンデン "ブラックフィッシュ" | ブリンデン "ブラックフィッシュ" | ブリンデン "ブラックフィッシュ" | ブリンデン "ブラックフィッシュ" | ブリンデン "ブラックフィッシュ" | ブリンデン "ブラックフィッシュ" |                   |                   |                   |                   |                   |                   |  |  |                     |                     |                     |                     |                     |                     |  |  |            |            |            |            |            |            |  |  |                   |                   |                   |                   |                   |                   |
|                 |                 |                 |                 |                 |                 |          |          |                     |                     |                     |                     |                     |                     |             |             |                         |                         |                                 |                                 |                                 |                                 |                                 |                                 |                   |                   |                   |                   |                   |                   |  |  |                     |                     |                     |                     |                     |                     |  |  |            |            |            |            |            |            |  |  |                   |                   |                   |                   |                   |                   |
|                 |                 |                 |                 |                 |                 |          |          |                     |                     |                     |                     |                     |                     |             |             |                         |                         |                                 |                                 |                                 |                                 |                                 |                                 |                   |                   |                   |                   |                   |                   |  |  |                     |                     |                     |                     |                     |                     |  |  |            |            |            |            |            |            |  |  |                   |                   |                   |                   |                   |                   |
| キャトリン      | キャトリン      | キャトリン      | キャトリン      | キャトリン      | キャトリン      |          |          | エダード・ スターク | エダード・ スターク | エダード・ スターク | エダード・ スターク | エダード・ スターク | エダード・ スターク |             |             | ピーター・ ベイリッシュ | ピーター・ ベイリッシュ | ピーター・ ベイリッシュ         | ピーター・ ベイリッシュ         | ピーター・ ベイリッシュ         | ピーター・ ベイリッシュ         |                                 |                                 | ライサ            | ライサ            | ライサ            | ライサ            | ライサ            | ライサ            |  |  | ジョン・アリン 故人 | ジョン・アリン 故人 | ジョン・アリン 故人 | ジョン・アリン 故人 | ジョン・アリン 故人 | ジョン・アリン 故人 |  |  | エドミュア | エドミュア | エドミュア | エドミュア | エドミュア | エドミュア |  |  | ロズリン・ フレイ | ロズリン・ フレイ | ロズリン・ フレイ | ロズリン・ フレイ | ロズリン・ フレイ | ロズリン・ フレイ |
| キャトリン      | キャトリン      | キャトリン      | キャトリン      | キャトリン      | キャトリン      |          |          | エダード・ スターク | エダード・ スターク | エダード・ スターク | エダード・ スターク | エダード・ スターク | エダード・ スターク |             |             | ピーター・ ベイリッシュ | ピーター・ ベイリッシュ | ピーター・ ベイリッシュ         | ピーター・ ベイリッシュ         | ピーター・ ベイリッシュ         | ピーター・ ベイリッシュ         |                                 |                                 | ライサ            | ライサ            | ライサ            | ライサ            | ライサ            | ライサ            |  |  | ジョン・アリン 故人 | ジョン・アリン 故人 | ジョン・アリン 故人 | ジョン・アリン 故人 | ジョン・アリン 故人 | ジョン・アリン 故人 |  |  | エドミュア | エドミュア | エドミュア | エドミュア | エドミュア | エドミュア |  |  | ロズリン・ フレイ | ロズリン・ フレイ | ロズリン・ フレイ | ロズリン・ フレイ | ロズリン・ フレイ | ロズリン・ フレイ |
|                 |                 |                 |                 |                 |                 |          |          |                     |                     |                     |                     |                     |                     |             |             |                         |                         |                                 |                                 |                                 |                                 |                                 |                                 |                   |                   |                   |                   |                   |                   |  |  |                     |                     |                     |                     |                     |                     |  |  |            |            |            |            |            |            |  |  |                   |                   |                   |                   |                   |                   |
|                 |                 |                 |                 |                 |                 |          |          |                     |                     |                     |                     |                     |                     |             |             |                         |                         |                                 |                                 |                                 |                                 |                                 |                                 |                   |                   |                   |                   | ロバート・ アリン |                   |  |  |                     |                     |                     |                     |                     |                     |  |  |            |            |            |            |            |            |  |  |                   |                   |                   |                   |                   |                   |
|                 |                 |                 |                 |                 |                 |          |          |                     |                     |                     |                     |                     |                     |             |             |                         |                         |                                 |                                 |                                 |                                 |                                 |                                 |                   |                   |                   |                   |                   |                   |  |  |                     |                     |                     |                     |                     |                     |  |  |            |            |            |            |            |            |  |  |                   |                   |                   |                   |                   |                   |
|                 |                 |                 |                 |                 |                 |          |          |                     |                     |                     |                     |                     |                     |             |             |                         |                         |                                 |                                 |                                 |                                 |                                 |                                 |                   |                   |                   |                   |                   |                   |  |  |                     |                     |                     |                     |                     |                     |  |  |            |            |            |            |            |            |  |  |                   |                   |                   |                   |                   |                   |
| ロブ・ スターク | ロブ・ スターク | ロブ・ スターク | ロブ・ スターク | ロブ・ スターク | ロブ・ スターク |          |          | サンサ・ スターク   | サンサ・ スターク   | サンサ・ スターク   | サンサ・ スターク   | サンサ・ スターク   | サンサ・ スターク   |             |             | アリア・ スターク       | アリア・ スターク       | アリア・ スターク               | アリア・ スターク               | アリア・ スターク               | アリア・ スターク               |                                 |                                 | ブラン・ スターク | ブラン・ スターク | ブラン・ スターク | ブラン・ スターク | ブラン・ スターク | ブラン・ スターク |  |  | リコン・ スターク   | リコン・ スターク   | リコン・ スターク   | リコン・ スターク   | リコン・ スターク   | リコン・ スターク   |  |  |            |            |            |            |            |            |  |  |                   |                   |                   |                   |                   |                   |

### ホスター・タリー
Hoster Tully
リヴァーラン公にしてトライデント川流域の支配者であり、キャトリン、ライサ、エドミュアの父親である。結婚を拒否するブリンデンとは、しばしば口論となる。物語の何年も前に、ピーター・ベイリッシュをリヴァーランに里子として迎える。だがライサがピーターの子を身ごもった時、ピーターを追い出し、ライサを騙して堕胎薬を飲ませる。キャトリンおよびライサをそれぞれスターク家とアリン家に嫁がせると言う条件で、バラシオン家、スターク家、アリン家のターガリエン家に対する反乱に味方する。物語の当初、ホスターは瀕死の床についている。ラニスター家がリヴァーランドを脅かしているため、病気のことは秘密となっている。ロブ・スタークが反乱をおこしリヴァーランドを救うためにやって来た後は、ロブを支持する。譫妄状態となり、子供たちを見分けることもできなくなり、ライサに堕胎させたことを後悔する。ホスターの代わりにエドミュアが代わりにリヴァーランを治める。意識を取り戻さずに病死し、家の習慣に従って川葬とされる。『ゲーム・オブ・スローンズ』ではクリス・ニューマンが演じる。

### キャトリン・タリー
Catelyn Tully
キャトリン・タリー・スタークは視点人物であり、ホスターの最年長の娘で、弟が生まれるまでは世継ぎである。キャトリンはウィンターフェルのエダード・スタークの妻であり、5人の子-ロブ、サンサ、アリア、ブランそしてリコン-の母である。子供時代、年の近い妹のライサと仲が良く、優しく公正な統治者であった父とも親しい。12歳の誕生日を前に、ウィンターフェルの世継ぎであったブランドン・スタークと婚約する。だが、父のところに里子に来ていたピーター・ベイリッシュはキャトリンに恋い焦がれる。キャトリンが16歳の時、ピーターはついにブランドンに決闘を申し込み負けるが、キャトリンが殺さないよう願ったため、ピーターは軽い負傷だけで済む。ブランドンの妹のリアナが世継ぎの王子であるレイガー・ターガリエンに誘拐された時、ブランドンとその父は王都に向かうが狂王エイリスによって殺される。そこでキャトリンはエダードと結婚し、身ごもる。またライサはジョン・アリンと結婚する。エダードが反乱軍に参加している間、キャトリンはロブを生む。一年後、エダードは私生児の乳児を連れて帰り、ジョン・スノウとして育てることになるが、キャトリンはこのことでエダードを決して許そうとしない。その後の年月に、二人はさらに4人の子をもうける。アリア以外の子はキャトリンおよびタリー家の容貌を引き継ぎ、色白でとび色の髪で青い目をしている。
ロバートが、エダードに〈王の手〉となるよう求めるためウィンターフェルに来て滞在している間、ライサからの手紙が届き、夫のジョン・アリンはラニスター家に殺されたと言ってよこす。その真相を調べるため、キャトリンはエダードに〈王の手〉となって王都キングズランディングに行くよう求める。ブランが暗殺者に襲撃されて昏睡状態に落ちたため、キャトリンはウィンターフェルに留まり、看病を続ける。ラニスター家が背後にいると信じ、今度はエダードに王都に行かないよう願うが、エダードは約束を守り旅立つ。キャトリンはロブと共にウィンターフェルに残るが、ブランを暗殺者が襲い、失敗する。キャトリンは王都に旅してラニスター家の仕業である証拠を見つけようとする。王都でピーター・ベイリッシュから、襲撃で使われた短剣がティリオン・ラニスターの所有物であると聞く。来るべき戦争に備えるために密かに家に帰る途中、キャトリンはティリオンに出くわして逮捕し、裁判のためにアリンの谷間のライサのもとに連れていき、この逮捕が開戦の理由となる。ティリオンは関わりを否定し、決闘裁判で傭兵のブロンが勝ったために釈放される。
キャトリンは息子のロブに合流し、エダードが反逆罪で逮捕され、ロバート王が死んでジョフリーが王となったことを知り、反乱を助ける。双子城のウォルダー・フレイのところに行き、反乱軍がトライデント河の渡しを通るための交渉をする。ウォルダーは、ロブが娘と結婚する条件で合意する。ロブがいくつかの合戦で勝利をおさめたあと、エダードが処刑されたことを知らせが来る。バラシオン家の存命の兄弟たちであるスタニスとレンリーの同盟を結ばせるためにビターブリッジに旅するが、同盟は不調に終わる。レンリーが暗殺されるところを目撃し、現場に居合わせたブライエニー(ブリエンヌ)と逃げ出し、二人はリヴァーランに戻る。シオン・グレイジョイによって下の息子たちが殺されたことを聞き、キャトリンは、キングズランディングに囚われていた娘たちと引き換えに、戦争捕虜となっていたジェイミー・ラニスターを密かに釈放する。ジェイミーはブランを塔から投げ落としたことを告白し、償いにサンサとアリアを戻すと約束する。
勝手に捕虜を釈放したことの罰として、ロブはキャトリンにリヴァーランでの軟禁を命じるが、後に許す。ロブは、弟たちが死んだ悲しみの中で出会い、結婚した新妻のジェイン・ウェスタリングを紹介する。フレイ家の娘との結婚の約束が破られたため、フレイ家の軍勢は怒り、双子城に戻る。父ホスターがみまかり、エドミュアがタリー公となる。フレイ家との関係を修復するため、ロブの代わりにエドミュアをウォルダー・フレイの娘と結婚させ、アリアを孫と結婚させることになる。双子城での弟エドミュアの婚儀では慎重にふるまったにもかかわらず、キャトリン、ロブそして多くのロブの旗主や家来たちが、フレイ家とロブの旗主でありながら裏切ったルース・ボルトンの家来たちに殺される。〈釁られた婚儀〉と呼ばれることになった裏切りである。タリー家の葬儀の習慣を嘲るように、キャトリンの死体は川に投げ込まれる。
キャトリンは、ベリック・ドンダリオンに自らの命とひきかえにル=ロールの力により復活させられる。だがその顔は傷つき、喉は切り裂かれ、限られた会話しかできず、今や眠ることもない。家族が裏切られ殺されたことに対する復讐の欲望にとりつかれている。〈石の心〉、ストーンハートの名を用い、ドンダリオンの無法者の軍団である〈旗標なき兄弟団〉(〈旗のない結社〉)の指揮を引き継ぐ。家族を裏切った全ての者、特にフレイ家の者を無慈悲に追いつめ処刑する。
キャトリンは『ゲーム・オブ・スローンズ』においてミシェル・フェアリーが演じる。

### ライサ・タリー
Lysa Tully
ライサはホスター・タリー公の次女である。若いころ、ライサは父の被後見人であったピーター・ベイリッシュに恋をする。だがピーターが愛したのは姉のキャトリン・タリーであったため、ライサは姉を恨むことになる。キャトリンがピーターを拒絶したため、ピーターはライサを身ごもらせる。これを知った父ホスター・タリーは激怒して、ベイリッシュを人里離れた故郷に送り返す。ホスターはライサに堕胎させるが、後にホスター自身よりも年上であるジョン・アリンに嫁がせるときには、この妊娠の事実を石女でないことの証とする。当時ジョンは、世継ぎとタリー家の支持を必要としている。ロバートを生む前に、ライサは5度の流産と2度の死産を経験する。ライサはロバートを溺愛し、6歳になってまで授乳し続ける。シリーズの直前に、ライサはピーターに唆されて、夫アリンを毒殺し、その罪をラニスター家に着せる手紙を書く。夫アリンの死後、アリンの谷間の摂政となり、ライサは次第に正気を失い、谷間と家族を王国の諸事から遠ざけようとする。〈五王の戦い〉においては厳正な中立を保ち、姉の息子ロブ・スタークや父を助けるために旗主を集めて送ろうともせず、家臣たちをいらだたせる。次第に大胆かつ危険になる〈山の民〉の脅威にも対応しようとしない。その決断によりティリオン・ラニスターを裁きにかけるが、決闘裁判を許して姉キャトリンから解放する。ジョフリー王の統治の下で谷間の安全を保証し、平和を回復するために、〈五王の戦い〉の終結間近になって、ピーター・ベイリッシュが派遣されてライサに求婚する。ライサはピーターの求愛を熱烈に受け入れ結婚するが、ピーターがサンサ・スタークにキスをするところを見てしまう。酔ったライサはサンサを扉から突き落とそうとするが、代わりにピーターがライサを突き落として殺す。ピーターは吟遊詩人マリリオンを身代わりの犯人に仕立て上げる。ライサ・タリーは『ゲーム・オブ・スローンズ』ではケイト・ディッキーが演じる。

### エドミュア・タリー
Edmure Tully
ホスターの第三子であり、唯一の息子であり、世継ぎである。エドミュアは誠実な人物であり、父からの敬意を求め、リヴァーランドの民を守りたいと願う。寛大な心を持つが、その決断は軽率で感情的である。父の病気によりリヴァーランドを指揮するが、ジェイミー・ラニスターによって囚われる。甥であるロブによって救われ、リヴァーランドの諸家を率いてロブを北部の王として宣言する。タイウィン・ラニスターの軍からリヴァーランドの民を守ろうとするが、十分な兵力を持たない。ロブの命に背いてタイウィンを破るが、意図せずにラニスター家の軍を壊滅させるロブの計画を台無しにしてしまう。父の死後、リヴァーラン公となる。ロブの計画を潰した償いとして、戦略的に重要であるフレイ家との関係を修復するため、ロズリン・フレイと結婚することを承知する。だがその婚儀は罠である。エドミュアが新妻と寝室に入っている間、ボルトン家とフレイ家の兵たちがスターク家の人間を虐殺し、客の権利に関する古来からの慣習を踏みにじる。エドミュアはフレイ家によって捕えられ囚人となるが、エドミュアとロズリンは愛し合うようになる。フレイ家はリヴァーラン城を包囲し、エドミュアの首を吊ると脅して叔父ブリンデンをおびき出そうとする。毎日エドミュアは首に縄をかけられて絞首台に立ち、叔父が降伏しなければ吊るされると宣言される。 ジェイミー・ラニスターは処刑を免じ、叔父が降伏しなければ身ごもったロズリンを殺すと脅し、エドミュアを城に戻す。エドミュアは降伏し城を差し出すが、叔父を脱出させる。落城後は捕虜としてキャスタリーロックに向かう。その家族はラニスター家に一生仕えることになっている。ロズリンは双子城に留まるが、出産後は再びエドミュアと一緒になる予定である。『ゲーム・オブ・スローンズ』ではトビアス・メンジーズがエドミュアを演じる。

### ブリンデン・タリー
Brynden Tully
サー・ブリンデン・タリーはサー・ブリンデン・ブラックフィッシュとして知られ、タリー家の一員でホスター・タリー公の弟である。結婚を拒否したため、兄とは不和である。ある時、ホスターはブリンデンを家の黒ヤギと呼び、ブリンデンは家の紋章が魚であることを示し、漆黒の魚と言う名を選び、タリー家の紋章を“跳ねる黒い鱒”に変えて自らの紋章とする。彼は姪のライサ・タリーがジョン・アリン公と結婚した時にアリンの谷間まで随行する。彼はジョン・アリン公によって、〈門の騎士〉の称号を与えられ、谷に留まる。アリン家が〈五王の戦い〉で中立を保った時、谷を去って甥のロブ・スタークの軍に加わる。ロブの軍議の重要な一員となり、多くの勝利を助ける。ロブがもう一人の甥であるエドミュア・タリーの婚儀に出席するために双子城に向かった時には、リヴァーラン城を守る。ロブの死後は、ブリンデンがリヴァーランを守り、ラニスター家とフレイ家に包囲される。エドミュア・タリーはリヴァーランをジェイミー・ラニスターに差し出すが、ブリンデンが城を脱出することを助ける。『ゲーム・オブ・スローンズ』ではクライヴ・ラッセルがブリンデンを演じる。

### タリー家の旗主
- ウォルダー・フレイ

## バラシオン家
House Baratheon

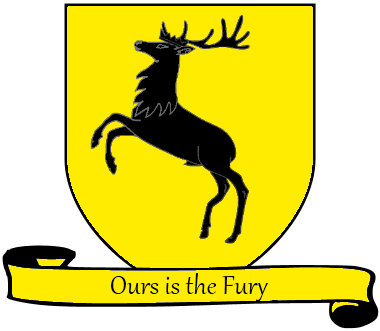
バラシオン家の盾形の紋章

バラシオン家は七王国の諸名家の中で最も新しい家であり、 ストームランドで最上位の貴族である。バラシオン家はターガリエン王朝を創始したエイゴン・ターガリエン1世の私生児の兄弟であるオリス・バラシオンに始まる家系である。オリスは最後の〈嵐の王〉を倒し、その娘を妻とし、バラシオン家を創始する。本拠地はストームズエンドであり、包囲にも嵐にも屈したことするはない。紋章は金色の地に王冠をかぶった黒い牡鹿であり、標語は“氏神は復讐の女神”である。
『炎と血』および『ハウス・オブ・ザ・ドラゴン』で描かれる〈双竜の舞踏〉では、黒装派のレイニス・ターガリエンの母の実家でありながら、敵対する翠装派につく。
『氷と炎の歌』および『ゲーム・オブ・スローンズ』シリーズの15年前に、ロバート・バラシオンはリアナ・スタークの失踪に抗議して、ターガリエン家に対して反乱を起こす。バラシオン家は、スターク家、タリー家、アリン家、そして最終的にはラニスター家の助けを得て、〈鉄の玉座〉とドラゴンストーン諸島を手に入れる。ロバートの弟のレンリー・バラシオンは、スタニス・バラシオンに行くはずのストームズエンドを与えられ、その代わりスタニスには貧しいドラゴンストーンが与えられ、これはロバートとスタニスの間の緊張の源となる。ロバートはサーセイ・ラニスターと結婚して、ジョフリー、ミアセラ、トメンの3人の子をもうけたが、その父親は実はサーセイの双子の弟であるジェイミー・ラニスターである。ロバートの死後、ジョフリーが王となる。
ジョフリーの出自を理由として、スタニスとレンリーは反乱をおこし、王位を要求する。レンリーは本家である“ストームズエンドのバラシオン家”の当主となり、スタニスは“ドラゴンストーンのバラシオン家”として分家を創設する。ジョフリーの戴冠の後、ジョフリーの個人の紋章はバラシオンの黒と金の牡鹿とラニスターの赤と金の獅子を組み合わせたものとなる。レンリーは金地に黒い牡鹿の紋章を使い続けたが、スタニスは黄色の野に赤く燃える心臓と王冠を頂く牡鹿の紋章を用いる。

### バラシオン家の系図
| 不明 | 不明 | 不明 | 不明 | 不明                       | 不明                       |                            |                            | エイゴン五世 故人          | エイゴン五世 故人          | エイゴン五世 故人 | エイゴン五世 故人 | エイゴン五世 故人     | エイゴン五世 故人     |                       |                       |                                |                                |                                |                                |                                |                                |                       |                       |                       |                       |  |  |                         |                         |                         |                         |                         |                         |  |  |          |          |          |          |          |          |          |          |                       |                       |                       |                       |                       |                       |  |  |          |          |          |          |          |          |  |  |                         |                         |                         |                         |                         |                         |
| 不明 | 不明 | 不明 | 不明 | 不明                       | 不明                       |                            |                            | エイゴン五世 故人          | エイゴン五世 故人          | エイゴン五世 故人 | エイゴン五世 故人 | エイゴン五世 故人     | エイゴン五世 故人     |                       |                       |                                |                                |                                |                                |                                |                                |                       |                       |                       |                       |  |  |                         |                         |                         |                         |                         |                         |  |  |          |          |          |          |          |          |          |          |                       |                       |                       |                       |                       |                       |  |  |          |          |          |          |          |          |  |  |                         |                         |                         |                         |                         |                         |
|      |      |      |      |                            |                            |                            |                            |                            |                            |                   |                   |                       |                       |                       |                       |                                |                                |                                |                                |                                |                                |                       |                       |                       |                       |  |  |                         |                         |                         |                         |                         |                         |  |  |          |          |          |          |          |          |          |          |                       |                       |                       |                       |                       |                       |  |  |          |          |          |          |          |          |  |  |                         |                         |                         |                         |                         |                         |
|      |      |      |      | レイル・ ターガリエン 故人 | レイル・ ターガリエン 故人 | レイル・ ターガリエン 故人 | レイル・ ターガリエン 故人 | レイル・ ターガリエン 故人 | レイル・ ターガリエン 故人 |                   |                   | オルムンド 故人       | オルムンド 故人       | オルムンド 故人       | オルムンド 故人       | オルムンド 故人                | オルムンド 故人                |                                |                                |                                |                                |                       |                       |                       |                       |  |  |                         |                         |                         |                         |                         |                         |  |  |          |          |          |          |          |          |          |          |                       |                       |                       |                       |                       |                       |  |  |          |          |          |          |          |          |  |  |                         |                         |                         |                         |                         |                         |
|      |      |      |      | レイル・ ターガリエン 故人 | レイル・ ターガリエン 故人 | レイル・ ターガリエン 故人 | レイル・ ターガリエン 故人 | レイル・ ターガリエン 故人 | レイル・ ターガリエン 故人 |                   |                   | オルムンド 故人       | オルムンド 故人       | オルムンド 故人       | オルムンド 故人       | オルムンド 故人                | オルムンド 故人                |                                |                                |                                |                                |                       |                       |                       |                       |  |  |                         |                         |                         |                         |                         |                         |  |  |          |          |          |          |          |          |          |          |                       |                       |                       |                       |                       |                       |  |  |          |          |          |          |          |          |  |  |                         |                         |                         |                         |                         |                         |
|      |      |      |      |                            |                            |                            |                            |                            |                            |                   |                   |                       |                       |                       |                       |                                |                                |                                |                                |                                |                                |                       |                       |                       |                       |  |  |                         |                         |                         |                         |                         |                         |  |  |          |          |          |          |          |          |          |          |                       |                       |                       |                       |                       |                       |  |  |          |          |          |          |          |          |  |  |                         |                         |                         |                         |                         |                         |
|      |      |      |      |                            |                            |                            |                            | ステッフォン 故人          | ステッフォン 故人          | ステッフォン 故人 | ステッフォン 故人 | ステッフォン 故人     | ステッフォン 故人     |                       |                       | カッサナ・ エスターモント 故人 | カッサナ・ エスターモント 故人 | カッサナ・ エスターモント 故人 | カッサナ・ エスターモント 故人 | カッサナ・ エスターモント 故人 | カッサナ・ エスターモント 故人 |                       |                       |                       |                       |  |  |                         |                         |                         |                         |                         |                         |  |  |          |          |          |          |          |          |          |          |                       |                       |                       |                       |                       |                       |  |  |          |          |          |          |          |          |  |  |                         |                         |                         |                         |                         |                         |
|      |      |      |      |                            |                            |                            |                            | ステッフォン 故人          | ステッフォン 故人          | ステッフォン 故人 | ステッフォン 故人 | ステッフォン 故人     | ステッフォン 故人     |                       |                       | カッサナ・ エスターモント 故人 | カッサナ・ エスターモント 故人 | カッサナ・ エスターモント 故人 | カッサナ・ エスターモント 故人 | カッサナ・ エスターモント 故人 | カッサナ・ エスターモント 故人 |                       |                       |                       |                       |  |  |                         |                         |                         |                         |                         |                         |  |  |          |          |          |          |          |          |          |          |                       |                       |                       |                       |                       |                       |  |  |          |          |          |          |          |          |  |  |                         |                         |                         |                         |                         |                         |
|      |      |      |      |                            |                            |                            |                            |                            |                            |                   |                   |                       |                       |                       |                       |                                |                                |                                |                                |                                |                                |                       |                       |                       |                       |  |  |                         |                         |                         |                         |                         |                         |  |  |          |          |          |          |          |          |          |          |                       |                       |                       |                       |                       |                       |  |  |          |          |          |          |          |          |  |  |                         |                         |                         |                         |                         |                         |
|      |      |      |      |                            |                            |                            |                            |                            |                            |                   |                   |                       |                       |                       |                       |                                |                                |                                |                                |                                |                                |                       |                       |                       |                       |  |  |                         |                         |                         |                         |                         |                         |  |  |          |          |          |          |          |          |          |          |                       |                       |                       |                       |                       |                       |  |  |          |          |          |          |          |          |  |  |                         |                         |                         |                         |                         |                         |
|      |      |      |      | 愛人たち                   | 愛人たち                   | 愛人たち                   | 愛人たち                   | 愛人たち                   | 愛人たち                   |                   |                   | ロバート1世           | ロバート1世           | ロバート1世           | ロバート1世           | ロバート1世                    | ロバート1世                    |                                |                                | サーセイ・ ラニスター          | サーセイ・ ラニスター          | サーセイ・ ラニスター | サーセイ・ ラニスター | サーセイ・ ラニスター | サーセイ・ ラニスター |  |  | ジェイミー・ ラニスター | ジェイミー・ ラニスター | ジェイミー・ ラニスター | ジェイミー・ ラニスター | ジェイミー・ ラニスター | ジェイミー・ ラニスター |  |  | スタニス | スタニス | スタニス | スタニス | スタニス | スタニス |          |          | セリース・ フロレント | セリース・ フロレント | セリース・ フロレント | セリース・ フロレント | セリース・ フロレント | セリース・ フロレント |  |  | レンリー | レンリー | レンリー | レンリー | レンリー | レンリー |  |  | マージェリー・ タイレル | マージェリー・ タイレル | マージェリー・ タイレル | マージェリー・ タイレル | マージェリー・ タイレル | マージェリー・ タイレル |
|      |      |      |      | 愛人たち                   | 愛人たち                   | 愛人たち                   | 愛人たち                   | 愛人たち                   | 愛人たち                   |                   |                   | ロバート1世           | ロバート1世           | ロバート1世           | ロバート1世           | ロバート1世                    | ロバート1世                    |                                |                                | サーセイ・ ラニスター          | サーセイ・ ラニスター          | サーセイ・ ラニスター | サーセイ・ ラニスター | サーセイ・ ラニスター | サーセイ・ ラニスター |  |  | ジェイミー・ ラニスター | ジェイミー・ ラニスター | ジェイミー・ ラニスター | ジェイミー・ ラニスター | ジェイミー・ ラニスター | ジェイミー・ ラニスター |  |  | スタニス | スタニス | スタニス | スタニス | スタニス | スタニス |          |          | セリース・ フロレント | セリース・ フロレント | セリース・ フロレント | セリース・ フロレント | セリース・ フロレント | セリース・ フロレント |  |  | レンリー | レンリー | レンリー | レンリー | レンリー | レンリー |  |  | マージェリー・ タイレル | マージェリー・ タイレル | マージェリー・ タイレル | マージェリー・ タイレル | マージェリー・ タイレル | マージェリー・ タイレル |
|      |      |      |      |                            |                            |                            |                            |                            |                            |                   |                   |                       |                       |                       |                       |                                |                                |                                |                                |                                |                                |                       |                       |                       |                       |  |  |                         |                         |                         |                         |                         |                         |  |  |          |          |          |          |          |          |          |          |                       |                       |                       |                       |                       |                       |  |  |          |          |          |          |          |          |  |  |                         |                         |                         |                         |                         |                         |
|      |      |      |      |                            |                            |                            |                            |                            |                            |                   |                   | ミア・ ストーン       | ミア・ ストーン       | ミア・ ストーン       | ミア・ ストーン       | ミア・ ストーン                | ミア・ ストーン                |                                |                                |                                |                                |                       |                       |                       |                       |  |  | ジョフリー1世           | ジョフリー1世           | ジョフリー1世           | ジョフリー1世           | ジョフリー1世           | ジョフリー1世           |  |  |          |          |          |          | シリーン | シリーン | シリーン | シリーン | シリーン              | シリーン              |                       |                       |                       |                       |  |  |          |          |          |          |          |          |  |  |                         |                         |                         |                         |                         |                         |
|      |      |      |      |                            |                            |                            |                            |                            |                            |                   |                   | ミア・ ストーン       | ミア・ ストーン       | ミア・ ストーン       | ミア・ ストーン       | ミア・ ストーン                | ミア・ ストーン                |                                |                                |                                |                                |                       |                       |                       |                       |  |  | ジョフリー1世           | ジョフリー1世           | ジョフリー1世           | ジョフリー1世           | ジョフリー1世           | ジョフリー1世           |  |  |          |          |          |          | シリーン | シリーン | シリーン | シリーン | シリーン              | シリーン              |                       |                       |                       |                       |  |  |          |          |          |          |          |          |  |  |                         |                         |                         |                         |                         |                         |
|      |      |      |      |                            |                            |                            |                            |                            |                            |                   |                   |                       |                       |                       |                       |                                |                                |                                |                                |                                |                                |                       |                       |                       |                       |  |  |                         |                         |                         |                         |                         |                         |  |  |          |          |          |          |          |          |          |          |                       |                       |                       |                       |                       |                       |  |  |          |          |          |          |          |          |  |  |                         |                         |                         |                         |                         |                         |
|      |      |      |      |                            |                            |                            |                            |                            |                            |                   |                   | エドリック・ ストーム | エドリック・ ストーム | エドリック・ ストーム | エドリック・ ストーム | エドリック・ ストーム          | エドリック・ ストーム          |                                |                                |                                |                                |                       |                       |                       |                       |  |  | ミアセラ                | ミアセラ                | ミアセラ                | ミアセラ                | ミアセラ                | ミアセラ                |  |  |          |          |          |          |          |          |          |          |                       |                       |                       |                       |                       |                       |  |  |          |          |          |          |          |          |  |  |                         |                         |                         |                         |                         |                         |
|      |      |      |      |                            |                            |                            |                            |                            |                            |                   |                   | エドリック・ ストーム | エドリック・ ストーム | エドリック・ ストーム | エドリック・ ストーム | エドリック・ ストーム          | エドリック・ ストーム          |                                |                                |                                |                                |                       |                       |                       |                       |  |  | ミアセラ                | ミアセラ                | ミアセラ                | ミアセラ                | ミアセラ                | ミアセラ                |  |  |          |          |          |          |          |          |          |          |                       |                       |                       |                       |                       |                       |  |  |          |          |          |          |          |          |  |  |                         |                         |                         |                         |                         |                         |
|      |      |      |      |                            |                            |                            |                            |                            |                            |                   |                   |                       |                       |                       |                       |                                |                                |                                |                                |                                |                                |                       |                       |                       |                       |  |  |                         |                         |                         |                         |                         |                         |  |  |          |          |          |          |          |          |          |          |                       |                       |                       |                       |                       |                       |  |  |          |          |          |          |          |          |  |  |                         |                         |                         |                         |                         |                         |
|      |      |      |      |                            |                            |                            |                            |                            |                            |                   |                   | ジェンドリー          | ジェンドリー          | ジェンドリー          | ジェンドリー          | ジェンドリー                   | ジェンドリー                   |                                |                                |                                |                                |                       |                       |                       |                       |  |  | トメン1世               | トメン1世               | トメン1世               | トメン1世               | トメン1世               | トメン1世               |  |  |          |          |          |          |          |          |          |          |                       |                       |                       |                       |                       |                       |  |  |          |          |          |          |          |          |  |  |                         |                         |                         |                         |                         |                         |
|      |      |      |      |                            |                            |                            |                            |                            |                            |                   |                   | ジェンドリー          | ジェンドリー          | ジェンドリー          | ジェンドリー          | ジェンドリー                   | ジェンドリー                   |                                |                                |                                |                                |                       |                       |                       |                       |  |  | トメン1世               | トメン1世               | トメン1世               | トメン1世               | トメン1世               | トメン1世               |  |  |          |          |          |          |          |          |          |          |                       |                       |                       |                       |                       |                       |  |  |          |          |          |          |          |          |  |  |                         |                         |                         |                         |                         |                         |
|      |      |      |      |                            |                            |                            |                            |                            |                            |                   |                   |                       |                       |                       |                       |                                |                                |                                |                                |                                |                                |                       |                       |                       |                       |  |  |                         |                         |                         |                         |                         |                         |  |  |          |          |          |          |          |          |          |          |                       |                       |                       |                       |                       |                       |  |  |          |          |          |          |          |          |  |  |                         |                         |                         |                         |                         |                         |
|      |      |      |      |                            |                            |                            |                            |                            |                            |                   |                   | 他の私生児たち        |                       |                       |                       |                                |                                |                                |                                |                                |                                |                       |                       |                       |                       |  |  |                         |                         |                         |                         |                         |                         |  |  |          |          |          |          |          |          |          |          |                       |                       |                       |                       |                       |                       |  |  |          |          |          |          |          |          |  |  |                         |                         |                         |                         |                         |                         |
|      |      |      |      |                            |                            |                            |                            |                            |                            |                   |                   |                       |                       |                       |                       |                                |                                |                                |                                |                                |                                |                       |                       |                       |                       |  |  |                         |                         |                         |                         |                         |                         |  |  |          |          |          |          |          |          |          |          |                       |                       |                       |                       |                       |                       |  |  |          |          |          |          |          |          |  |  |                         |                         |                         |                         |                         |                         |

### ロバート・バラシオン
Robert Baratheon
シリーズの開始時、ロバート・バラシオンは15年間七王国の王である。若い頃は恐るべき戦士であったが、今は狩りと女遊びと酒が好きな、顎髭を生やした太った男として描かれている。
ロバートは北部のエダード・スタークと共に高巣城で里子として育つ。二人は兄弟のようであり、また後見人であるジョン・アリン公とも親しくなる。だが実の兄弟のスタニス・バラシオンやレンリー・バラシオンとは仲が良くない。後にロバートは、遠くから恋焦がれていた、ネッドの妹のリアナ・スタークの婚約者となる。レイガー・ターガリエンがリアナと姿を消した時、ロバートは激怒する。リアナの兄ブランドン・スタークはリアナを救出するためキングズランディングに馬を走らせるが、エイリス王に捕えられ処刑される。その後、エイリス王はジョン・アリンにロバートとエダード・スタークの首を差し出すよう命じる。ロバート、エダード、そしてジョンはエイリス王に反抗して立ち上がり、かくして〈ロバートの反乱〉、別名〈簒奪者の戦争〉が始まる。ロバートは戦争に勝ち、自らトライデント河でレイガーを殺し、王となるが、リアナも死ぬ。その後ロバートはリアナの思い出を抱き続け、ターガリエン家全体に対し、とくにレイガーに対し深い憎悪を抱くようになる。
ロバートはラニスター家の忠誠を確実にするため、サーセイ・ラニスターと結婚する。3人の子をもうけるが、その父親は実はサーセイの双子の弟ジェイミー・ラニスターである。ロバートは自らの種だと信じてはいるが、子にかまうことはない。ロバートはジョン・アリンを〈王の手〉に任命し、王国の統治をほとんどアリンに任せる。宴と馬上試合を好み、エイリス王の残した膨大な富を無駄遣いして、とうとう王室は大きな借財を背負うこととなる。ロバートは狩りの最中に野生の猪によって殺され、王国は分裂する。従士であったランセル・ラニスターがワインをいつもより強いものにしたため、猪に向かった時には酔いが回りすぎていたためである。
ロバート・バラシオンは、『ゲーム・オブ・スローンズ』においてマーク・アディが演じる。

### サーセイ・バラシオン
サーセイ・ラニスターを参照。

### ジョフリー・バラシオン
Joffrey Baratheon

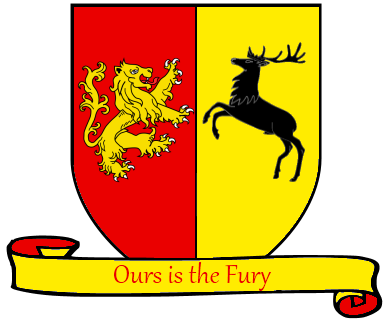
ジョフリーの盾形の紋章

ジョフリー・バラシオンはバラシオン王家の3人の子のうちの最年長であり、ロバートの世継ぎである。シリーズの当初においては12歳である。ジョフリーは意思が強いが意地が悪く、サディスト的な衝動を抑えることが出来ない。ラニスター家らしく、ジョフリーは背が高く、ブロンドでハンサムである。ロバートの息子として育てられはしたが、実はジェイミー・ラニスターを父とする。ロバートはジョフリーの父が誰なのか疑ったことはないが、ジョフリーを愛したことも親しみを持ったこともない。
ジョン・アリンの死後、他の王の家族と共にジョフリーはウィンターフェルに旅をする。その地で、ジョフリーは婚約者となったエダードの娘サンサ・スタークに求愛を始める。幼く激しやすいアリア・スタークとの事件の後、洗練されたマナーの陰からジョフリーの本性が見え始め、アリアは彼を憎むようになる。ブランに刺客を送ったのもジョフリーであることが後に明らかになる。
〈王の手〉となったエダード・スタークは、ジョフリーとその弟と妹が、実はサーセイとその弟ジェイミーの近親相姦によって生まれたことを知る。秘密を守るため、サーセイはロバートの死を謀り、エダードを逮捕する。若いジョフリーがロバートの世継ぎとして〈鉄の玉座〉につく。サンサが嘆願したため、エダードの死刑を免じて追放を約束するが、これを守らずにサンサの目の前でエダードを公開斬首させる。この行動が、ウェスタロスを〈五王の戦い〉に投げ込む大きなひきがねとなる。
ジョフリーは気まぐれに国を治め、助言者たちを無視する。信じられないくらい残虐だが臆病で、抵抗できないものを苛んで喜ぶが、剣が抜かれたところを見ただけで脅える。全宮廷の前でしばしば護衛にサンサを殴らせて喜び、一度は服をはぎ取って裸にしようとまでするが、叔父のティリオンに妨げられる。戦争からの避難民が城の門にやってきてパンを求めた時などは、パン屋扱いをされた侮辱と受け取り、何人かの頭をクロスボウで射抜く。動物に対しても残酷であり、腹の中を見るだけのために孕んだ弟の猫を解剖する。また弟トメンと妹ミアセラを虐めていたことも示唆されている。〈王の手〉として、叔父ティリオンだけがジョフリーに立ち向かい、ジョフリーから向けられる憎悪には軽蔑で応じる。残酷さゆえに不人気であり、暴動で殺されそうにもなる。
ジョフリーは王党軍の総大将として、スタニス・バラシオンの海軍に対する〈ブラックウォーターの戦い〉に参加する。ティリオンに率いられた陸軍は〈炎素〉を用いて侵略軍をブラックウォーター川の入江に閉じ込め激しく抵抗するが、戦況はジョフリー王に不利に展開する。この時、母の太后はジョフリーを安全な〈赤の王城〉に呼び戻し、王党軍の士気はさらに下がることになる。ジョフリーのお気に入りの護衛であるサンダー・クレゲインすらも戦場から逃げ出す。敗北が迫った時、ジョフリーの祖父であるタイウィン・ラニスターが待望の援軍と共に到着する。タイレル家の援軍も得て、王党軍はスタニスの反乱軍の前衛に打撃を与え、日和見をしていた軍勢はスタニスを裏切り、その矛先を転じる。スタニスと生き残りのわずかな軍勢は退却し、ジョフリー王の軍は勝利者となる。
ジョフリー王が廃位の危機を免れてすぐに、タイウィンはジョフリーの〈王の手〉となる。サンサの婚約は破棄され、ジョフリーはレンリーの未亡人である マージェリー・タイレルと婚約する。そしてその兄であるサー・ロラスを〈王の盾〉に招き入れる。一方でジョフリーはサンサを追いまわし続け、愛人にすることをほのめかす。ティリオンへの長年の敵意が婚儀で表面化し、集まった賓客の前で何度もティリオンに恥をかかせる。
婚儀の宴で、ティリオンとの激しい口論の途中にジョフリーは毒を盛られ死ぬ。最後には狂おしく喉をかきむしり母に絶望的な視線を向ける。ティリオンは犯人として告発されるが、兄ジェイミーの助けで逃亡する。
ジョフリーの暗殺には、オレナ・レッドワインとリトルフィンガーが絡んでいる。マージェリー自身も計画を知っていたことがほのめかされている。ジョフリーの後は弟のトメン王が継ぐ。ジョフリーは一度も七王国のすべてを支配したことはない。〈ブラックウォーターの戦い〉や〈釁られた婚儀〉のあとの短い間でさえ、〈鉄諸島〉、〈北部〉、リヴァーランド、そしてストームランドはジョフリーの統治に服したことはない。
ジョフリー・バラシオンは『ゲーム・オブ・スローンズ』において、ジャック・グリーソンが演じる。

### ミアセラ・バラシオン
Myrcella Baratheon
ミアセラ・バラシオンはバラシオン王家の二番目の子で、繊細で美しく好奇心の強い女の子である。年齢の割には、勇気と強い意志と高い知性を垣間見せる。シリーズの当初は8歳である。
ミアセラは〈五王の戦い〉の間、マーテル家のジョフリーへの支持を確実とするために、ドーンに送られる。ミアセラはプリンス・トリスタン・マーテルと婚約し、いずれは結婚することになっている。あらゆる報告によれば二人は仲が良い様子である。アリアン(アリアンヌ)・マーテルは、ドーンの法に基づき、ジョフリーの死後ミアセラを七王国の女王にしようと企むが失敗する。混乱の中で、〈暗黒星〉サー・ジェラルド・デインはミアセラを殺そうとし、顔を切りつける。ミアセラは生き延びるが、片方の耳を失い、顔にひどい傷を負う。『ゲーム・オブ・スローンズ』では、シーズン1、2ではAimee Richardsonが、シーズン5ではネル・タイガー・フリーが演じる。

### トメン・バラシオン
Tommen Baratheon
バラシオン王家の子で、トメンはシリーズ当初7歳である。そのぽっちゃりとした体型、優しい気質、そして意志の弱いところは、兄ジョフリーの社会病質的な性格と対照的である。ジョフリーの死後に戴冠され、その若い未亡人マージェリーと結婚する。おとなしい子ではあるが、母サーセイが禁じたことは何でもやりたがり、王国よりも子猫やゲームに興味がある。トメンは妻と母の両方に従順だが、すぐにマージェリーの影響を受けて、母親の命令に抵抗するようになる。サーセイが逮捕された後は、助言者たちが目の前に置いた書類を何でも署名し続ける。『ゲーム・オブ・スローンズ』では、第1、2シーズンではCallum Wharry、第4シーズン以降ではディーン＝チャールズ・チャップマンが演じる。

### スタニス・バラシオン
Stannis Baratheon

スタニスの盾形の紋章

スタニスはロバートの弟であり、レンリー の兄であり、ドラゴンストーン公であり、ロバートの〈小評議会〉の海軍大臣である。厳しく揺るぎない正義感で知られる、ユーモアに欠けた冷たい男である。その頑固さと決断力は有名である。彼は有能な海軍指揮官でもある。その妻は、 タイレル家に忠誠を誓う、強力なフロレント家のレディ・セリーズである。一人娘シリーンは〈灰鱗病〉におかされている。
物語の15年前に、スタニスは〈ロバートの反乱〉に加わり、ストームズエンドに籠城して兵糧攻めにあうが、ダヴォス・シーワースが密かに運び込んだ食糧によって救われる。その後、スタニスはドラゴンストーンを陥落させる。だがロバートはスタニスの武功を認めず、貧しいドラゴンストーンをスタニスに与え、バラシオン家の本拠地で豊かなストームズエンドはレンリーに与える。
サーセイの近親相姦を知り、ジョン・アリンが死んだ後、スタニスは王の〈小評議会〉を去り、ドラゴンストーンに戻り、当地で戦力を集める。妻の求めに応じて、魔術師でル=ロール(ルラー)の女祭司であるメリサンドルを助言者とする。メリサンドルは、スタニスが、ル=ロールの宗教における救世主のような存在であり、生まれ変わってル=ロールと〈異形〉の戦いを終わらせる“アゾル・アハイ”(“エイゾール・アハイ”)であると言う。ロバートの死に際し、その世継ぎとして〈鉄の玉座〉を求めるが、バラシオンの旗主たちのほとんどは、カリスマ性のある弟レンリーに従う。メリサンドルは魔術を使って謎の影を産み落とし、レンリーを暗殺させる。
この後、スタニスは弟の軍勢のほとんどをとりこんだが、タイレル家は拒み、最終的にはラニスター家と同盟してしまう。軍をまとめて、スタニスはキングズランディングに陸海からの攻撃を仕掛けるが敗れ、ドラゴンストーンに逃げ帰る。メリサンドルはスタニスにロバート王の私生児であるエドリック・ストームを犠牲にして、ドラゴンを復活させる魔術の儀式を行うことを求める。だがスタニスの助言者であるダヴォス・シーワースはエドリックを逃がし、残りの軍勢を北に送って〈壁〉を守るように求める。スタニスはこれを受け入れ、〈黒の城の戦い〉において〈野人〉が攻撃する最中に〈壁〉に到着し、〈野人〉の軍勢を粉砕する。スタニスは〈壁〉に滞在し、〈異形〉から逃れようとする〈野人〉を〈壁〉の南に移住させようとする。スタニスは北の山岳地方に住む民の援軍を得て〈深林の小丘城〉(ディープウッド・モット)を攻めてアシャ・グレイジョイを捕え、北部の有力な二家グローヴァー家とモーモント家の援軍を得る。さらにカースターク家の軍勢も参加する。ボルトン家からウィンターフェルを取り戻すために向かうが、その軍勢は豪雪のために城から3日の距離のところで立ち往生する。『ゲーム・オブ・スローンズ』ではスティーヴン・ディレインが演じる。

### レンリー・バラシオン
Renly Baratheon
ロバート とスタニスの弟であり、ストームズエンド公である。ハンサムでカリスマ性のある人物で、気さくに誰とも友達になるが、軽薄であると見る人もいる。
ロバート王は、年長であるスタニスに優先権があるにもかかわらず、バラシオン家のストームズエンドの権利をレンリーに与える。ストームズエンドの領地はスタニスのドラゴンストーンよりもはるかに大きく豊かであるため、レンリーのほうがスタニスよりも大きな勢力を得る。ロバートの小評議会の法務大臣となるために、レンリーはキングズランディングに呼ばれることになる。
ロバートが死の床にある時、レンリーはエダード・スタークに歩み寄って、サーセイ・ラニスターが事を起こす前に〈鉄の玉座〉を二人の支配下におくよう持ちかける。スタニスが正当な世継ぎだと信じてエダードがこれを拒否したため、レンリーは王都を去る。ロバートの死後、レンリーは自ら王と名乗る。兄スタニスの権利のほうが強いにもかかわらず、多くの旗主の支持を得る。レンリーはまた、マージェリーとの結婚によってタイレル家の支持も得る。
レンリーは立ちあがるべき時を待ち、南部で緩慢に動いて支持と兵士たちを獲得する。ラニスター家とスターク家がつぶし合う間、彼は馬上試合さえ開いて時を待つ。だが兄スタニスが彼に向かって行軍して来たため、レンリーの計画はほころびを見せる。兄の軍との戦いを準備している間、レンリーはスタニスに似た、動く影によって、謎めいた暗殺に遭う。
レンリー・バラシオンは『ゲーム・オブ・スローンズ』においてゲシン・アンソニーが演じる。ドラマシリーズでは、レンリーがロラス・タイレルと同性愛関係にあったことを明白に描いている。これは、小説では単に示唆されていただけである。

### エドリック・ストーム
Edric Storm
ロバート王の認知した私生児であり、ストームズエンドの叔父レンリーのもとで育てられる。もう一人の叔父スタニスがストームズエンドを落とした際にドラゴンストーンに連れて行かれる。メリサンドルがル=ロールの血の儀式の犠牲にしようとするが、ダヴォス・シーワースによって脱出させられ、護衛の騎士とともに自由都市ライスに隠れる。『ゲーム・オブ・スローンズ』には登場せず、メリサンドルが血の儀式の犠牲にしようとするのはジェンドリーである。

### ジェンドリー
Gendry
武具職人の見習いであり、ロバート王の私生児であるが本人はそのことを知らない。ロバート王の死後、王の私生児狩りを逃れてアリア・スタークやホットパイらとともにヨーレンに率いられて〈壁〉に向かうが、ラニスター家の家臣エイモリー・ローチに〈ハレンの巨城〉で捕えられる。その後、ルース・ボルトンの支配下に移るが、アリアらと共に脱出する。一行はベリック・ドンダリオン率いる〈旗標なき兄弟団〉に捕えられるが、ジェンドリーは自らの意思で兄弟団にとどまる。
『ゲーム・オブ・スローンズ』ではジョー・デンプシーが演じる。ドラマシリーズでは兄弟団によってメリサンドルに売られ、ドラゴンストーンに捕らわれて生贄にされそうになるがダヴォス・シーワースに脱出させられて、原作でのエドリックの役割を一部担う。

### 鉄の王座の家来
- アリス・オークハート
- イリーン・ペイン
- ヴァリス
- クァイバーン
- サンダー・クレゲイン
- ジャノス・スリント
- パイセル
- ピーター・ベイリッシュ
- ベイロン・スワン

### バラシオン家の旗主
- ベリック・ドンダリオン

### スタニス・バラシオンの協力者、旗主および家来
- サラドール・サーン
- ダヴォス・シーワース
- メリサンドル

## マーテル家
House Martel

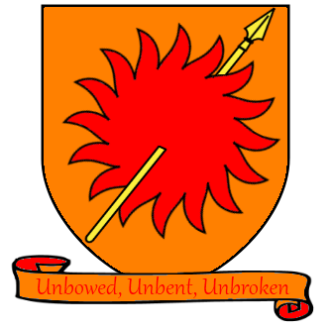
マーテル家の盾形の紋章

マーテル家はドーンを支配する家である。その本拠地はサンスピアである。紋章は金の槍に貫かれた赤い太陽、標語は“折れぬ、枉げぬ、まつろわぬ” (“不屈、不撓、不壊”)である。
かつて、ドーンは小国の連合体であり、マーテル家は領主の一つに過ぎない。モース・マーテル公はロイン人(ローイン人)の伝説的な戦士女王ナイメリアと結婚し、二人は共同統治の下で全ドーンを統一し、マーテル家は過去千年間にわたって君臨する。マーテル家は、両性に平等な長子相続制度や、統治者を“プリンス”と呼ぶなど、ロイン人の習慣を保つ。マーテル家はターガリエン家の統治に対抗し、デイロン・ターガリエン二世がミリア・マーテルと結婚してようやく臣従する。シリーズの15年前の〈ロバートの反乱〉では、マーテル家はターガリエン家を支持して反乱軍と戦う。エリア・マーテルとその子らは反乱の中で殺され、兄弟のドーラン(ドラン)とオベリンは復讐を誓う。

### マーテル家の系図
|          |          |          |          | 不明     | 不明     | 不明 | 不明 | 不明         | 不明         |              |              |              |              |  |  | 不明        | 不明        | 不明        | 不明        | 不明        | 不明        |  |  |                                |                                |                                |                                |                                |                                |  |  |          |          |          |          |          |          |  |  |            |            |            |            |            |            |  |  |                  |                  |                  |                  |                  |                  |
|          |          |          |          | 不明     | 不明     | 不明 | 不明 | 不明         | 不明         |              |              |              |              |  |  | 不明        | 不明        | 不明        | 不明        | 不明        | 不明        |  |  |                                |                                |                                |                                |                                |                                |  |  |          |          |          |          |          |          |  |  |            |            |            |            |            |            |  |  |                  |                  |                  |                  |                  |                  |
|          |          |          |          |          |          |      |      |              |              |              |              |              |              |  |  |             |             |             |             |             |             |  |  |                                |                                |                                |                                |                                |                                |  |  |          |          |          |          |          |          |  |  |            |            |            |            |            |            |  |  |                  |                  |                  |                  |                  |                  |
|          |          |          |          |          |          |      |      |              |              |              |              |              |              |  |  |             |             |             |             |             |             |  |  |                                |                                |                                |                                |                                |                                |  |  |          |          |          |          |          |          |  |  |            |            |            |            |            |            |  |  |                  |                  |                  |                  |                  |                  |
| ドーラン | ドーラン | ドーラン | ドーラン | ドーラン | ドーラン |      |      | メラリオ     | メラリオ     | メラリオ     | メラリオ     | メラリオ     | メラリオ     |  |  | エリア 故人 | エリア 故人 | エリア 故人 | エリア 故人 | エリア 故人 | エリア 故人 |  |  | レイガー・ ターガリエン 故人   | レイガー・ ターガリエン 故人   | レイガー・ ターガリエン 故人   | レイガー・ ターガリエン 故人   | レイガー・ ターガリエン 故人   | レイガー・ ターガリエン 故人   |  |  | 愛人たち | 愛人たち | 愛人たち | 愛人たち | 愛人たち | 愛人たち |  |  | オベリン   | オベリン   | オベリン   | オベリン   | オベリン   | オベリン   |  |  | エラリア・サンド | エラリア・サンド | エラリア・サンド | エラリア・サンド | エラリア・サンド | エラリア・サンド |
| ドーラン | ドーラン | ドーラン | ドーラン | ドーラン | ドーラン |      |      | メラリオ     | メラリオ     | メラリオ     | メラリオ     | メラリオ     | メラリオ     |  |  | エリア 故人 | エリア 故人 | エリア 故人 | エリア 故人 | エリア 故人 | エリア 故人 |  |  | レイガー・ ターガリエン 故人   | レイガー・ ターガリエン 故人   | レイガー・ ターガリエン 故人   | レイガー・ ターガリエン 故人   | レイガー・ ターガリエン 故人   | レイガー・ ターガリエン 故人   |  |  | 愛人たち | 愛人たち | 愛人たち | 愛人たち | 愛人たち | 愛人たち |  |  | オベリン   | オベリン   | オベリン   | オベリン   | オベリン   | オベリン   |  |  | エラリア・サンド | エラリア・サンド | エラリア・サンド | エラリア・サンド | エラリア・サンド | エラリア・サンド |
|          |          |          |          |          |          |      |      |              |              |              |              |              |              |  |  |             |             |             |             |             |             |  |  |                                |                                |                                |                                |                                |                                |  |  |          |          |          |          |          |          |  |  |            |            |            |            |            |            |  |  |                  |                  |                  |                  |                  |                  |
|          |          |          |          |          |          |      |      | アリアン     | アリアン     | アリアン     | アリアン     | アリアン     | アリアン     |  |  |             |             |             |             |             |             |  |  | エイゴン・ ターガリエン 故人？ | エイゴン・ ターガリエン 故人？ | エイゴン・ ターガリエン 故人？ | エイゴン・ ターガリエン 故人？ | エイゴン・ ターガリエン 故人？ | エイゴン・ ターガリエン 故人？ |  |  |          |          |          |          |          |          |  |  | オバラ     | オバラ     | オバラ     | オバラ     | オバラ     | オバラ     |  |  | エリア           | エリア           | エリア           | エリア           | エリア           | エリア           |
|          |          |          |          |          |          |      |      | アリアン     | アリアン     | アリアン     | アリアン     | アリアン     | アリアン     |  |  |             |             |             |             |             |             |  |  | エイゴン・ ターガリエン 故人？ | エイゴン・ ターガリエン 故人？ | エイゴン・ ターガリエン 故人？ | エイゴン・ ターガリエン 故人？ | エイゴン・ ターガリエン 故人？ | エイゴン・ ターガリエン 故人？ |  |  |          |          |          |          |          |          |  |  | オバラ     | オバラ     | オバラ     | オバラ     | オバラ     | オバラ     |  |  | エリア           | エリア           | エリア           | エリア           | エリア           | エリア           |
|          |          |          |          |          |          |      |      |              |              |              |              |              |              |  |  |             |             |             |             |             |             |  |  |                                |                                |                                |                                |                                |                                |  |  |          |          |          |          |          |          |  |  |            |            |            |            |            |            |  |  |                  |                  |                  |                  |                  |                  |
|          |          |          |          |          |          |      |      | クェンティン | クェンティン | クェンティン | クェンティン | クェンティン | クェンティン |  |  |             |             |             |             |             |             |  |  | レイニス・ ターガリエン 故人   | レイニス・ ターガリエン 故人   | レイニス・ ターガリエン 故人   | レイニス・ ターガリエン 故人   | レイニス・ ターガリエン 故人   | レイニス・ ターガリエン 故人   |  |  |          |          |          |          |          |          |  |  | ナイメリア | ナイメリア | ナイメリア | ナイメリア | ナイメリア | ナイメリア |  |  | オベラ           | オベラ           | オベラ           | オベラ           | オベラ           | オベラ           |
|          |          |          |          |          |          |      |      | クェンティン | クェンティン | クェンティン | クェンティン | クェンティン | クェンティン |  |  |             |             |             |             |             |             |  |  | レイニス・ ターガリエン 故人   | レイニス・ ターガリエン 故人   | レイニス・ ターガリエン 故人   | レイニス・ ターガリエン 故人   | レイニス・ ターガリエン 故人   | レイニス・ ターガリエン 故人   |  |  |          |          |          |          |          |          |  |  | ナイメリア | ナイメリア | ナイメリア | ナイメリア | ナイメリア | ナイメリア |  |  | オベラ           | オベラ           | オベラ           | オベラ           | オベラ           | オベラ           |
|          |          |          |          |          |          |      |      |              |              |              |              |              |              |  |  |             |             |             |             |             |             |  |  |                                |                                |                                |                                |                                |                                |  |  |          |          |          |          |          |          |  |  |            |            |            |            |            |            |  |  |                  |                  |                  |                  |                  |                  |
|          |          |          |          |          |          |      |      | トリスタン   | トリスタン   | トリスタン   | トリスタン   | トリスタン   | トリスタン   |  |  |             |             |             |             |             |             |  |  |                                |                                |                                |                                |                                |                                |  |  |          |          |          |          |          |          |  |  | タイエニー | タイエニー | タイエニー | タイエニー | タイエニー | タイエニー |  |  | ドリア           | ドリア           | ドリア           | ドリア           | ドリア           | ドリア           |
|          |          |          |          |          |          |      |      | トリスタン   | トリスタン   | トリスタン   | トリスタン   | トリスタン   | トリスタン   |  |  |             |             |             |             |             |             |  |  |                                |                                |                                |                                |                                |                                |  |  |          |          |          |          |          |          |  |  | タイエニー | タイエニー | タイエニー | タイエニー | タイエニー | タイエニー |  |  | ドリア           | ドリア           | ドリア           | ドリア           | ドリア           | ドリア           |
|          |          |          |          |          |          |      |      |              |              |              |              |              |              |  |  |             |             |             |             |             |             |  |  |                                |                                |                                |                                |                                |                                |  |  |          |          |          |          |          |          |  |  |            |            |            |            |            |            |  |  |                  |                  |                  |                  |                  |                  |
|          |          |          |          |          |          |      |      |              |              |              |              |              |              |  |  |             |             |             |             |             |             |  |  |                                |                                |                                |                                |                                |                                |  |  |          |          |          |          |          |          |  |  | スラレア   | スラレア   | スラレア   | スラレア   | スラレア   | スラレア   |  |  | ロリザ           | ロリザ           | ロリザ           | ロリザ           | ロリザ           | ロリザ           |
|          |          |          |          |          |          |      |      |              |              |              |              |              |              |  |  |             |             |             |             |             |             |  |  |                                |                                |                                |                                |                                |                                |  |  |          |          |          |          |          |          |  |  | スラレア   | スラレア   | スラレア   | スラレア   | スラレア   | スラレア   |  |  | ロリザ           | ロリザ           | ロリザ           | ロリザ           | ロリザ           | ロリザ           |

### ドーラン・マーテル
Doran Martel
ドーンのプリンス、サンスピア公にして、アリアン、クェンティン、トリスタンの父である。50代で、重い痛風のためほとんど歩くこともできず、普段は車椅子に座りきりである。ほとんどの時間を、マーテル家の夏宮殿であるウォーターガーデンズで、子供たちが遊ぶところを眺めて過ごす。敵に自分の弱みを知られるのを避けるため、平民に姿を見せることを避け、信頼する人間とだけ会う。親族を含むドーン人の大部分とは違い、プリンス・ドーランは慎重で思慮深い人間であり、感情を表に出すことをしない。このために、ドーランはウェスタロスの他の大公達からは危険な人物であると思われながらも、家族からは弱い人間であると思われている。
ドーランの妻メラリオはノーヴォス出身であり、ドーランがエッソスに旅した時に出会い、ドーンに連れ帰る。だがメラリオは、ドーンの文化に馴染めず、3人の子をなした後ノーヴォスに帰る。
〈五王の戦い〉の当初、ドーランはジョフリー・バラシオン王に忠誠を誓うことを拒否し、レンリー・バラシオンを支持することを考える。しかし、ティリオン・ラニスターはミアセラ・バラシオンを送ってドーランの息子トリスタンと婚約させ、ドーランの妹エリアの殺人を裁きにかけ、〈小評議会〉の席をドーランに与えることで、支持を得ることに成功する。ドーランは自分の代わりに弟のオベリンを送りこむ。オベリンがキングズランディングで死んだ時、ドーランは復讐のために戦争を求める声を拒否し、サンスピアに戻って、いまだに権力を握っていることを人々に見せつける。〈砂蛇〉 (〈砂の蛇たち〉)と呼ばれるオベリンの娘たちは戦争を求めるが、平和を維持するために拘束される。ミアセラを七王国の女王に擁立しようとする娘アリアンの試みを叩き潰した後、ドーランは、妹エリアの惨殺の復讐のため、タイウィン・ラニスター公の破滅を計画して来たこと、そしてターガリエン家との同盟を意図していることをアリアンに告白する。〈小評議会〉の席が再びドーランに提供され、トリスタンはキングズランディングに招待される。だがドーランはこれがトリスタンを殺す待ち伏せであることを知っており、自分の代わりに〈砂蛇〉の一人を送り出す。後に艦隊がウェスタロスを目指していることを知り、出軍の準備をする。
『ゲーム・オブ・スローンズ』ではアレクサンダー・シディグが演じる。

### アリアン・マーテル
Arianne Martel  
視点人物であり、ドーランとメラリアの第一子で長女。ロイン人の法に従って、アリアンはサンスピアとドーンの統治を継ぐ予定である。アリアンは美しく、オリーブ色の肌、大きな暗い瞳、そして艶やかな黒い巻き毛の髪をしている。美しく高貴な生まれであるにもかかわらず、父親が持ち込んだ縁談の相手を見下して来たため、アリアンは23歳にして未婚である。アリアンは計算高く、冒険好きで勇敢である。従姉妹である〈砂蛇〉たちと親しい。アリアンは父親とその統治の手法に長いこと不満を持っており、父親を弱く優柔不断な人間であると思っている。サンスピアの世継ぎとして、父親がウォーターガーデンズに出かけて不在の折にはドーンの名目上の統治を許される。ジョフリー・バラシオンの死後、ドーンの法ではミアセラ・バラシオンが世継ぎとなるため、ミアセラを王位につけようと企む。アリアンは、アリス・オークハートを誘惑し、アリスが独身の誓いを立てているにもかかわらず、ミアセラに二人の結婚を許してもらうつもりだと話す。叔父オベリンの復讐のため、ミアセラの戴冠が戦争につながると知ってのことである。計画は失敗し、ミアセラは酷い傷を負う。アリアンは父が自分を世継ぎにしないつもりであると信じていると、父に直言する。だがドーランは、ラニスター家に対する精妙な復讐の計画の一部として、かつてはアリアンをターガリエン家の正統な世継ぎであるヴィセーリス・ターガリエンと密かに結婚させるつもりであったと告白する。侮辱とも思われた縁談の相手は、アリアンが受け入れないことを知りながらわざと選んだものであったと言う。
『ゲーム・オブ・スローンズ』には登場しない。

### クェンティン・マーテル
Quentyn Martel
クェンティン・マーテルはドーラン・マーテルの第二子で長男であるが、ドーンの法により世継ぎではない。賢く真面目で義務感にあふれてはいるがハンサムではない。姉のアリアンは、クェンティンが父によって狭い海の向こう側に送りこまれた事を知っており、自分が受け継ぐはずのドーンの王座を狙っていると信じている。ドーランはクェンティンがドーンにいるという嘘を広めている。クェンティンの真の使命は、エリア、エイゴン、レイニス、そしてオベリンのために正義をもたらすことだと、ドーランはアリアンに漏らす。
クェンティンがデナーリス・ターガリエンと結婚してドーンに連れ帰ろうとしていたことが明らかとなる。だがその一行は、デナーリスが治めるミーリーンに行く船を見つけられない。やむを得ず偽名を使い、ミーリーンを攻撃する傭兵軍団〈風来〉に加わる。隊長の〈襤褸の貴公子〉は、いずれの側が勝とうとも軍団が勝利者となるよう、クェンティンの一行がデナーリスに味方するように頼む。すでに婚約しているデナーリスの前に現れ、クェンティンは正体を明かす。 ヴィセーリス・ターガリエンとアリアン・マーテルの結婚を約した秘密文書を見せ、ヴィセーリスが死んだため、クェンティンがデナーリスの夫となることを申し出る。デナーリスは礼儀正しく辞退し帰郷を促すが、二人の夫が必要となるかもしれないため、ドーンにはまだ望みがあるとも言う。空手で戻ることを望まず、クェンティンはドラゴンを一頭盗もうとするが、酷い火傷を負い三日後に死ぬ。
『ゲーム・オブ・スローンズ』には登場しない。

### トリスタン・マーテル
アリアンおよびクェンティンの弟。プリンセス・ミアセラと婚約している。『ゲーム・オブ・スローンズ』ではトビー・セバスチャンが演じる。

### オベリン・マーテル
Oberyn Martell
オベリンはドーランの末の弟である。彼は恐るべき戦士であり、武器に毒を塗ると言う噂のために〈赤い毒蛇〉と呼ばれる。オベリンは回転の速いウィットと鋭い舌鋒を備えた、力強く活気にあふれた男である。オベリンは世界中を旅し、自らの傭兵団を作り、メイスターを訓練する〈知識の城〉で学んだことさえある。 〈砂蛇〉と呼ばれる8人の私生児の娘があり、そのうち4人は現在の愛人であるエラリア・サンドとの間にもうけている。姉エリアと極めて親しく、〈キングズランディングの略奪〉の間にラニスター家の家臣のグレガー・クレゲインがエリアを殺した時、復讐を誓う。
オベリンは、ティリオン・ラニスターの約束に従い、兄の代理として、〈小評議会〉の席を占め、姉エリアの殺人を裁くために、キングズランディングに向かう。ティリオンがジョフリーの殺人で告発されたため、裁きは却下される。相手が姉を殺したグレガー・クレゲインになることを知り、決闘裁判でティリオンの擁護者となることを申し出る。オベリンはクレゲインの死を長引かせて、殺人の自白を引き出そうとし、毒を塗った槍でクレゲインを倒す。だがオベリンはクレゲインが弱ったことを過信して近づき過ぎ、これが過ちとなる。クレゲインは頭蓋骨を潰してオベリンを殺す。だがクレゲインは槍の毒により長く苦痛に満ちた死を迎え、オベリンの復讐は成る。『ゲーム・オブ・スローンズ』ではペドロ・パスカルが演じる。

### 砂蛇
Sand Snakes
オベリンの8人の私生児の娘たちは、父親のあだ名〈赤い毒蛇〉から、まとめて〈砂蛇〉と呼ばれる。年の順に、オバラ、ナイメリア、タイエニー(ティエネ)、スラレア、エリア、オベラ、ドリア、ロリザである。下の4人はオベリンの愛人のエラリア・サンドの娘である。年長の3人の〈砂蛇〉は、従姉であるアリアンの仲間であり親友である。オバラは武術に優れた戦士である。ナイメリアは上品な美女であるが、オバラ同様に恐るべき戦士であるとされる。タイエニーは薬草と毒の技に優れる。スラレアは19歳にして船を持つ船長であり、好奇心に充ちた女性である。父親の死後、〈砂蛇〉の年長のオバラ、ナイメリア、タイエニーは報復のために開戦するよう伯父プリンス・ドーランに圧力をかけ、ドーンの民衆を扇動する種々の計画に参加し始める。プリンス・ドーランは3人をサンスピア城の塔の独房に閉じ込めるが、オールドタウンにいたスラレアだけは幽閉を免れる。年少の4人は、陰謀に巻き込まれることを避けるため、母親と共にウォーターガーデンに隔離される。『ゲーム・オブ・スローンズ』では、オバラはケイシャ・キャッスル＝ヒューズ、ナイメリアはジェシカ・ヘンウィック、タイエニーはロザベル・ラウレンティ・セラーズが演じる。

### エリア・マーテル
Elia Martel
ドーランの亡き妹であるエリアは弟のオベリンと極めて親密である。エリアは、ドラゴンストーンのプリンスで〈鉄の玉座〉の世継ぎであったレイガー・ターガリエンと結婚し、二人の子をもうける。娘のレイニスと息子のエイゴンである。
〈ロバートの反乱〉の間、 ドーンの忠誠を確保するために、エリアと子供たちは人質として〈赤の王城〉に閉じ込められる。〈キングズランディングの略奪〉の時、〈赤の王城〉は略奪され、グレガー・クレゲインは幼いエイゴンをエリアの目の前で殺したとされ、次に彼女を暴行して殺す。娘のレイニスは泣き叫びながら父レイガーのベッドの下から引きずり出され、サー・エイモリー・ローチによって突き刺されて死ぬ。だが後に、殺された男の子は身代わりであり、エイゴンは生き延びたことが明らかになる。ラニスター家の旗主であるローチとクレゲインが、タイウィン・ラニスターの命で、王の血を引く子供たちを殺したのであると信じられる。オベリンは、エイリス王が サーセイでなくエリアをレイガーと結婚させたことを恨んで、タイウィンが復讐のためにエリアを殺させたのだと信じている。

### マーテル家の旗主および家来
- アリオ・ホター

## ラニスター家
House Lannister

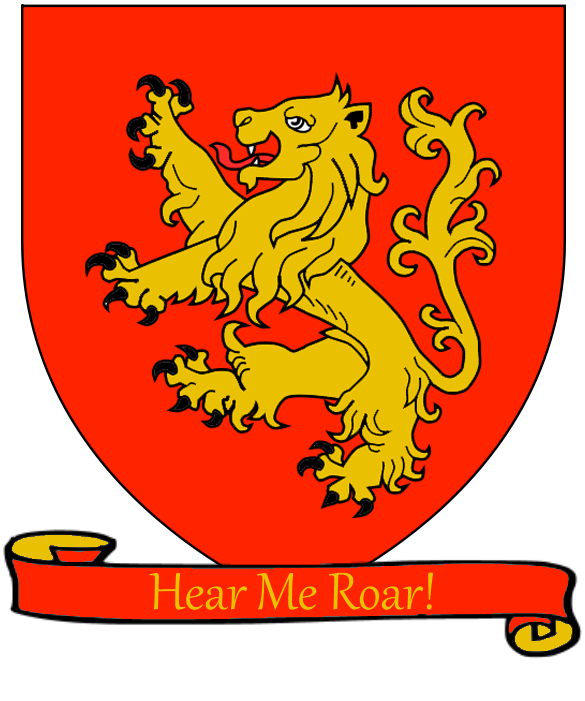
ラニスター家の盾形の紋章

ラニスター家は西部(ウェスターランド)の最上位の貴族である。その本拠地はキャスタリーロックであるが、ラニスポートに分家がある。紋章は深紅の地に黄金のライオン、標語は＂聞け、わが咆哮を！"である。 しかし、非公式な標語である“ラニスターは常に借りを返す”のほうが有名である。
ターガリエンの侵略まで、ラニスター家は岩の王国の王として君臨する。ラニスター家は一時期衰えたが、タイウィン・ラニスターによって栄光を取り戻す。ラニスター家は、多くの金鉱を領地に抱え、七王国で最も豊かな家である。
『炎と血』および『ハウス・オブ・ザ・ドラゴン』で描かれる〈双竜の舞踏〉では、翠装派につく。
『氷と炎の歌』および『ゲーム・オブ・スローンズ』の以前に、エイリス・ターガリエン二世が息子のジェイミー・ラニスターを〈王の盾〉に任命した時、タイウィン・ラニスターは世継ぎを奪われた形になる。抗議のために、タイウィンは〈王の手〉の職から辞任する。ロバート・バラシオンが反乱を起こした時、ロバートの勝利が確実になるまでは中立を保つ。反乱に加わった後は、キングズランディングを略奪する。街が襲われた時、ジェイミーはエイリス王を殺し、ロバートが王座を得ることになる。ロバートは、ジェイミーの双子の姉であるサーセイ・ラニスターと結婚する。

### ラニスター家の系図
|                        |                        |                        |                        |                        |                        |            |            |                       |                       |                       |                       |                       |                       |                 |                 |                     |                     |                     |                     | タイトス            | タイトス            | タイトス | タイトス | タイトス   | タイトス   |            |            | 不明       | 不明       | 不明 | 不明 | 不明                | 不明                |                     |                     |                     |                     |  |  |                 |                 |                 |                 |                 |                 |  |  |              |              |              |              |              |              |  |  |                 |                 |                 |                 |                 |                 |  |  |                       |                       |                       |                       |                       |                       |  |  |                       |                       |                       |                       |                       |                       |  |  |  |  |  |  |  |  |
|                        |                        |                        |                        |                        |                        |            |            |                       |                       |                       |                       |                       |                       |                 |                 |                     |                     |                     |                     | タイトス            | タイトス            | タイトス | タイトス | タイトス   | タイトス   |            |            | 不明       | 不明       | 不明 | 不明 | 不明                | 不明                |                     |                     |                     |                     |  |  |                 |                 |                 |                 |                 |                 |  |  |              |              |              |              |              |              |  |  |                 |                 |                 |                 |                 |                 |  |  |                       |                       |                       |                       |                       |                       |  |  |                       |                       |                       |                       |                       |                       |  |  |  |  |  |  |  |  |
|                        |                        |                        |                        |                        |                        |            |            |                       |                       |                       |                       |                       |                       |                 |                 |                     |                     |                     |                     |                     |                     |          |          |            |            |            |            |            |            |      |      |                     |                     |                     |                     |                     |                     |  |  |                 |                 |                 |                 |                 |                 |  |  |              |              |              |              |              |              |  |  |                 |                 |                 |                 |                 |                 |  |  |                       |                       |                       |                       |                       |                       |  |  |                       |                       |                       |                       |                       |                       |  |  |  |  |  |  |  |  |
|                        |                        |                        |                        |                        |                        |            |            |                       |                       |                       |                       |                       |                       |                 |                 |                     |                     |                     |                     |                     |                     |          |          |            |            |            |            |            |            |      |      |                     |                     |                     |                     |                     |                     |  |  |                 |                 |                 |                 |                 |                 |  |  |              |              |              |              |              |              |  |  |                 |                 |                 |                 |                 |                 |  |  |                       |                       |                       |                       |                       |                       |  |  |                       |                       |                       |                       |                       |                       |  |  |  |  |  |  |  |  |
|                        |                        |                        |                        | タイウィン             | タイウィン             | タイウィン | タイウィン | タイウィン            | タイウィン            |                       |                       | ジョアンナ 故人       | ジョアンナ 故人       | ジョアンナ 故人 | ジョアンナ 故人 | ジョアンナ 故人     | ジョアンナ 故人     |                     |                     |                     |                     |          |          | ケヴァン   | ケヴァン   | ケヴァン   | ケヴァン   | ケヴァン   | ケヴァン   |      |      | ドーナ・ スウィフト | ドーナ・ スウィフト | ドーナ・ スウィフト | ドーナ・ スウィフト | ドーナ・ スウィフト | ドーナ・ スウィフト |  |  | タイゲット 故人 | タイゲット 故人 | タイゲット 故人 | タイゲット 故人 | タイゲット 故人 | タイゲット 故人 |  |  | ダーレッサ   | ダーレッサ   | ダーレッサ   | ダーレッサ   | ダーレッサ   | ダーレッサ   |  |  | ジェリオン 故人 | ジェリオン 故人 | ジェリオン 故人 | ジェリオン 故人 | ジェリオン 故人 | ジェリオン 故人 |  |  | ジェナ                | ジェナ                | ジェナ                | ジェナ                | ジェナ                | ジェナ                |  |  | エモン・ フレイ       | エモン・ フレイ       | エモン・ フレイ       | エモン・ フレイ       | エモン・ フレイ       | エモン・ フレイ       |  |  |  |  |  |  |  |  |
|                        |                        |                        |                        | タイウィン             | タイウィン             | タイウィン | タイウィン | タイウィン            | タイウィン            |                       |                       | ジョアンナ 故人       | ジョアンナ 故人       | ジョアンナ 故人 | ジョアンナ 故人 | ジョアンナ 故人     | ジョアンナ 故人     |                     |                     |                     |                     |          |          | ケヴァン   | ケヴァン   | ケヴァン   | ケヴァン   | ケヴァン   | ケヴァン   |      |      | ドーナ・ スウィフト | ドーナ・ スウィフト | ドーナ・ スウィフト | ドーナ・ スウィフト | ドーナ・ スウィフト | ドーナ・ スウィフト |  |  | タイゲット 故人 | タイゲット 故人 | タイゲット 故人 | タイゲット 故人 | タイゲット 故人 | タイゲット 故人 |  |  | ダーレッサ   | ダーレッサ   | ダーレッサ   | ダーレッサ   | ダーレッサ   | ダーレッサ   |  |  | ジェリオン 故人 | ジェリオン 故人 | ジェリオン 故人 | ジェリオン 故人 | ジェリオン 故人 | ジェリオン 故人 |  |  | ジェナ                | ジェナ                | ジェナ                | ジェナ                | ジェナ                | ジェナ                |  |  | エモン・ フレイ       | エモン・ フレイ       | エモン・ フレイ       | エモン・ フレイ       | エモン・ フレイ       | エモン・ フレイ       |  |  |  |  |  |  |  |  |
|                        |                        |                        |                        |                        |                        |            |            |                       |                       |                       |                       |                       |                       |                 |                 |                     |                     |                     |                     |                     |                     |          |          |            |            |            |            |            |            |      |      |                     |                     |                     |                     |                     |                     |  |  |                 |                 |                 |                 |                 |                 |  |  |              |              |              |              |              |              |  |  |                 |                 |                 |                 |                 |                 |  |  |                       |                       |                       |                       |                       |                       |  |  |                       |                       |                       |                       |                       |                       |  |  |  |  |  |  |  |  |
|                        |                        |                        |                        |                        |                        |            |            |                       |                       |                       |                       |                       |                       |                 |                 |                     |                     |                     |                     |                     |                     |          |          |            |            |            |            |            |            |      |      |                     |                     |                     |                     |                     |                     |  |  |                 |                 |                 |                 |                 |                 |  |  |              |              |              |              |              |              |  |  |                 |                 |                 |                 |                 |                 |  |  |                       |                       |                       |                       |                       |                       |  |  |                       |                       |                       |                       |                       |                       |  |  |  |  |  |  |  |  |
| ロバート・バラシオン   | ロバート・バラシオン   | ロバート・バラシオン   | ロバート・バラシオン   | ロバート・バラシオン   | ロバート・バラシオン   |            |            | サーセイ              | サーセイ              | サーセイ              | サーセイ              | サーセイ              | サーセイ              |                 |                 | ジェイミー          | ジェイミー          | ジェイミー          | ジェイミー          | ジェイミー          | ジェイミー          |          |          | ティリオン | ティリオン | ティリオン | ティリオン | ティリオン | ティリオン |      |      | ランセル            | ランセル            | ランセル            | ランセル            | ランセル            | ランセル            |  |  | タイレク        | タイレク        | タイレク        | タイレク        | タイレク        | タイレク        |  |  | エルメサンド | エルメサンド | エルメサンド | エルメサンド | エルメサンド | エルメサンド |  |  | ジョイ・ ヒル   | ジョイ・ ヒル   | ジョイ・ ヒル   | ジョイ・ ヒル   | ジョイ・ ヒル   | ジョイ・ ヒル   |  |  | クレオス・フレイ      | クレオス・フレイ      | クレオス・フレイ      | クレオス・フレイ      | クレオス・フレイ      | クレオス・フレイ      |  |  | ジェイン・ダリー 故人 | ジェイン・ダリー 故人 | ジェイン・ダリー 故人 | ジェイン・ダリー 故人 | ジェイン・ダリー 故人 | ジェイン・ダリー 故人 |  |  |  |  |  |  |  |  |
| ロバート・バラシオン   | ロバート・バラシオン   | ロバート・バラシオン   | ロバート・バラシオン   | ロバート・バラシオン   | ロバート・バラシオン   |            |            | サーセイ              | サーセイ              | サーセイ              | サーセイ              | サーセイ              | サーセイ              |                 |                 | ジェイミー          | ジェイミー          | ジェイミー          | ジェイミー          | ジェイミー          | ジェイミー          |          |          |            | ティリオン | ティリオン | ティリオン | ティリオン | ティリオン |      |      | ランセル            | ランセル            | ランセル            | ランセル            | ランセル            | ランセル            |  |  | タイレク        | タイレク        | タイレク        | タイレク        | タイレク        | タイレク        |  |  | エルメサンド | エルメサンド | エルメサンド | エルメサンド | エルメサンド | エルメサンド |  |  | ジョイ・ ヒル   | ジョイ・ ヒル   | ジョイ・ ヒル   | ジョイ・ ヒル   | ジョイ・ ヒル   | ジョイ・ ヒル   |  |  | クレオス・フレイ      | クレオス・フレイ      | クレオス・フレイ      | クレオス・フレイ      | クレオス・フレイ      | クレオス・フレイ      |  |  | ジェイン・ダリー 故人 | ジェイン・ダリー 故人 | ジェイン・ダリー 故人 | ジェイン・ダリー 故人 | ジェイン・ダリー 故人 | ジェイン・ダリー 故人 |  |  |  |  |  |  |  |  |
|                        |                        |                        |                        |                        |                        |            |            |                       |                       |                       |                       |                       |                       |                 |                 |                     |                     |                     |                     |                     |                     |          |          |            |            |            |            |            |            |      |      |                     |                     |                     |                     |                     |                     |  |  |                 |                 |                 |                 |                 |                 |  |  |              |              |              |              |              |              |  |  |                 |                 |                 |                 |                 |                 |  |  |                       |                       |                       |                       |                       |                       |  |  |                       |                       |                       |                       |                       |                       |  |  |  |  |  |  |  |  |
|                        |                        |                        |                        |                        |                        |            |            |                       |                       |                       |                       |                       |                       |                 |                 |                     |                     |                     |                     |                     |                     |          |          |            |            |            |            |            |            |      |      |                     |                     |                     |                     |                     |                     |  |  |                 |                 |                 |                 |                 |                 |  |  |              |              |              |              |              |              |  |  |                 |                 |                 |                 |                 |                 |  |  |                       |                       |                       |                       |                       |                       |  |  |                       |                       |                       |                       |                       |                       |  |  |  |  |  |  |  |  |
| ジョフリー・バラシオン | ジョフリー・バラシオン | ジョフリー・バラシオン | ジョフリー・バラシオン | ジョフリー・バラシオン | ジョフリー・バラシオン |            |            | ミアセラ・ バラシオン | ミアセラ・ バラシオン | ミアセラ・ バラシオン | ミアセラ・ バラシオン | ミアセラ・ バラシオン | ミアセラ・ バラシオン |                 |                 | トメン・ バラシオン | トメン・ バラシオン | トメン・ バラシオン | トメン・ バラシオン | トメン・ バラシオン | トメン・ バラシオン |          |          |            |            |            |            |            |            |      |      | ウィレム 故人       | ウィレム 故人       | ウィレム 故人       | ウィレム 故人       | ウィレム 故人       | ウィレム 故人       |  |  |                 |                 |                 |                 |                 |                 |  |  |              |              |              |              |              |              |  |  |                 |                 |                 |                 |                 |                 |  |  | ライオネル・ フレイ   | ライオネル・ フレイ   | ライオネル・ フレイ   | ライオネル・ フレイ   | ライオネル・ フレイ   | ライオネル・ フレイ   |  |  | タイウィン・ フレイ   | タイウィン・ フレイ   | タイウィン・ フレイ   | タイウィン・ フレイ   | タイウィン・ フレイ   | タイウィン・ フレイ   |  |  |  |  |  |  |  |  |
| ジョフリー・バラシオン | ジョフリー・バラシオン | ジョフリー・バラシオン | ジョフリー・バラシオン | ジョフリー・バラシオン | ジョフリー・バラシオン |            |            | ミアセラ・ バラシオン | ミアセラ・ バラシオン | ミアセラ・ バラシオン | ミアセラ・ バラシオン | ミアセラ・ バラシオン | ミアセラ・ バラシオン |                 |                 | トメン・ バラシオン | トメン・ バラシオン | トメン・ バラシオン | トメン・ バラシオン | トメン・ バラシオン | トメン・ バラシオン |          |          |            |            |            |            |            |            |      |      | ウィレム 故人       | ウィレム 故人       | ウィレム 故人       | ウィレム 故人       | ウィレム 故人       | ウィレム 故人       |  |  |                 |                 |                 |                 |                 |                 |  |  |              |              |              |              |              |              |  |  |                 |                 |                 |                 |                 |                 |  |  | ライオネル・ フレイ   | ライオネル・ フレイ   | ライオネル・ フレイ   | ライオネル・ フレイ   | ライオネル・ フレイ   | ライオネル・ フレイ   |  |  | タイウィン・ フレイ   | タイウィン・ フレイ   | タイウィン・ フレイ   | タイウィン・ フレイ   | タイウィン・ フレイ   | タイウィン・ フレイ   |  |  |  |  |  |  |  |  |
|                        |                        |                        |                        |                        |                        |            |            |                       |                       |                       |                       |                       |                       |                 |                 |                     |                     |                     |                     |                     |                     |          |          |            |            |            |            |            |            |      |      |                     |                     |                     |                     |                     |                     |  |  |                 |                 |                 |                 |                 |                 |  |  |              |              |              |              |              |              |  |  |                 |                 |                 |                 |                 |                 |  |  |                       |                       |                       |                       |                       |                       |  |  |                       |                       |                       |                       |                       |                       |  |  |  |  |  |  |  |  |
|                        |                        |                        |                        |                        |                        |            |            |                       |                       |                       |                       |                       |                       |                 |                 |                     |                     |                     |                     |                     |                     |          |          |            |            |            |            |            |            |      |      | マーティン          | マーティン          | マーティン          | マーティン          | マーティン          | マーティン          |  |  |                 |                 |                 |                 |                 |                 |  |  |              |              |              |              |              |              |  |  |                 |                 |                 |                 |                 |                 |  |  | タイオン・フレイ 故人 | タイオン・フレイ 故人 | タイオン・フレイ 故人 | タイオン・フレイ 故人 | タイオン・フレイ 故人 | タイオン・フレイ 故人 |  |  | ウィレム・ フレイ     | ウィレム・ フレイ     | ウィレム・ フレイ     | ウィレム・ フレイ     | ウィレム・ フレイ     | ウィレム・ フレイ     |  |  |  |  |  |  |  |  |
|                        |                        |                        |                        |                        |                        |            |            |                       |                       |                       |                       |                       |                       |                 |                 |                     |                     |                     |                     |                     |                     |          |          |            |            |            |            |            |            |      |      | マーティン          | マーティン          | マーティン          | マーティン          | マーティン          | マーティン          |  |  |                 |                 |                 |                 |                 |                 |  |  |              |              |              |              |              |              |  |  |                 |                 |                 |                 |                 |                 |  |  | タイオン・フレイ 故人 | タイオン・フレイ 故人 | タイオン・フレイ 故人 | タイオン・フレイ 故人 | タイオン・フレイ 故人 | タイオン・フレイ 故人 |  |  | ウィレム・ フレイ     | ウィレム・ フレイ     | ウィレム・ フレイ     | ウィレム・ フレイ     | ウィレム・ フレイ     | ウィレム・ フレイ     |  |  |  |  |  |  |  |  |
|                        |                        |                        |                        |                        |                        |            |            |                       |                       |                       |                       |                       |                       |                 |                 |                     |                     |                     |                     |                     |                     |          |          |            |            |            |            |            |            |      |      |                     |                     |                     |                     |                     |                     |  |  |                 |                 |                 |                 |                 |                 |  |  |              |              |              |              |              |              |  |  |                 |                 |                 |                 |                 |                 |  |  |                       |                       |                       |                       |                       |                       |  |  |                       |                       |                       |                       |                       |                       |  |  |  |  |  |  |  |  |
|                        |                        |                        |                        |                        |                        |            |            |                       |                       |                       |                       |                       |                       |                 |                 |                     |                     |                     |                     |                     |                     |          |          |            |            |            |            |            |            |      |      | ジェイニー          | ジェイニー          | ジェイニー          | ジェイニー          | ジェイニー          | ジェイニー          |  |  |                 |                 |                 |                 |                 |                 |  |  |              |              |              |              |              |              |  |  |                 |                 |                 |                 |                 |                 |  |  | ウォルダー・ フレイ   | ウォルダー・ フレイ   | ウォルダー・ フレイ   | ウォルダー・ フレイ   | ウォルダー・ フレイ   | ウォルダー・ フレイ   |  |  |                       |                       |                       |                       |                       |                       |  |  |  |  |  |  |  |  |
|                        |                        |                        |                        |                        |                        |            |            |                       |                       |                       |                       |                       |                       |                 |                 |                     |                     |                     |                     |                     |                     |          |          |            |            |            |            |            |            |      |      | ジェイニー          | ジェイニー          | ジェイニー          | ジェイニー          | ジェイニー          | ジェイニー          |  |  |                 |                 |                 |                 |                 |                 |  |  |              |              |              |              |              |              |  |  |                 |                 |                 |                 |                 |                 |  |  | ウォルダー・ フレイ   | ウォルダー・ フレイ   | ウォルダー・ フレイ   | ウォルダー・ フレイ   | ウォルダー・ フレイ   | ウォルダー・ フレイ   |  |  |                       |                       |                       |                       |                       |                       |  |  |  |  |  |  |  |  |

### タイウィン・ラニスター
Tywin Lannister
キャスタリーロック公、ラニスポートの守護者、西部総督であり、タイウィンは計算高く無慈悲で支配欲の強い50代の男である。親族であるジョアンナを妻に迎え愛するが、ジョアンナは小人の末息子であるティリオンの産褥の床で死に、それ以来妻を迎えていない。“タイウィンの最良の部分は妻と共に死んだ”と語られている。タイウィンは子のジェイミーとサーセイを愛しているが、愛する妻ジョアンナの死をもたらした、醜いティリオンを軽蔑している。
若い頃、老いた父は政治に口出しする平民出身の愛人に操られ、旗主たちには軽視される。反逆したキャスタミアの旗主レイン家を根絶やしにし、死骸を城壁に吊るし、父が死んだ時には愛人を裸にむいて追放する。その後は独力で家の名誉と富を回復し、家の威信の回復に努める。〈王の手〉としてエイリス王に仕え、妻ジョアンナとともにキングズランディングに住み、七王国に大きな繁栄をもたらす。だが、エイリス王は疑心暗鬼と嫉妬心を悪化させ、二人は激しく対立するようになる。エイリス王がジェイミーを〈王の盾〉にすることでタイウィンの世継ぎを奪った時、タイウィンは〈王の手〉を辞職し領地に帰る。〈ロバートの反乱〉の間、タイウィンはキャスタリーロックに留まり、トライデント河でロバートが決定的な勝利を収めるまでは、どちらの側にもつかない。この後、タイウィンは軍勢を集めてキングズランディングに進軍する。エイリス王はタイウィンが助けに戻ったと信じ、市の門を開く。タイウィンの軍が略奪を始めた時、エイリスは〈鬼火〉で市と市民を焼き払うことを命じる。ジェイミーは市民を救うためにエイリス王を殺し、ラニスター家の家臣によってレイガーの妻子も殺される。
ロバートが王となった後は、ラニスター家とバラシオン家の同盟を固めるため、サーセイをロバート王に嫁がせる。経済観念に欠けるロバートは、ラニスター家からの借金を繰り返し、大きな借財を背負うようになる。ティリオンが平民の娘を嫁に迎えた時には身分違いの結婚に怒り、ジェイミーに嘘をつかせて、娘はティリオンの童貞を失わせるためにジェイミーが雇った娼婦であると言わせる。そしてティリオンの目の前でラニスター家の兵に連続して娘を犯させて銀貨一枚ずつを払わせ、最後にはティリオンに犯させて金貨一枚を払わせる。
シリーズ当初、タイウィンは領地である〈西部〉で領地の経営に専念している。ロバート王の死後、タイウィンは、今度は孫であるジョフリー王のために、再び〈王の手〉になる。タイウィンは翌年のほとんどをスターク家に対して軍勢を率いて戦い、不在の間は息子のティリオンを〈王の手〉に任じる。〈五王の戦い〉の間、スタニス・バラシオンは〈ブラックウォーターの戦い〉でキングズランディングに攻めよせる。スタニス軍が勝利するように見えた時、タイウィンがタイレル家の援軍とともに到着し、スタニス軍の多くを殺し、生き残りの兵のほとんどは降伏する。
〈王の手〉として孫のジョフリー王の統治とラニスター家の権力を固めることに努力する。ラニスター家とタイレル家の同盟を守るため、ジョフリーにサンサ・スタークとの婚約を破棄させ、マージェリー・タイレルと婚約させる。ウィンターフェルを手に入れるため、ティリオンはサンサ・スタークと結婚させられる。タイウィンはまた、エドミュア・タリーの婚儀での大虐殺を計画し、ロブ・スタークと北部軍の大部分が殺される。これで戦争は事実上終結する。ジョフリー王が毒殺され、ティリオンが告発された時には、タイウィンが裁判を仕切る。ティリオンは決闘裁判を選ぶが、ティリオンの擁護者オベリン・マーテルは敗れ殺される。処刑の直前にティリオンは牢を抜けだし、〈赤の王城〉の秘密のトンネルを使って〈手の塔〉のタイウィンの寝室に向かい、便所でタイウィンを殺す。
タイウィンは『ゲーム・オブ・スローンズ』においてチャールズ・ダンスが演じる。

### サーセイ・ラニスター
Cersei Lannister
視点人物であるサーセイは、 ジェイミーの双子の姉であり、金髪と明るい緑の瞳を持つ。外見は極めて美しいが、利己的で強欲で残酷で人を操りたがる。〈ロバートの反乱〉の後、サーセイは新王ロバート・バラシオンと結婚し、七王国の王妃となる。強情で野望を持ち、女性に生まれたことを残念に思う。サーセイは常に子供たち-ジョフリー、ミアセラ、トメン-の安全にこだわる。夫であるロバート王は愛していないし尊敬もしていない。
サーセイの3人の子は皆、夫ではなく双子の弟ジェイミーを父としている。この秘密はジョン・アリン、エダード・スターク、スタニス・バラシオンによって発見される。名誉を重んじる男として、エダードは、ロバート王に知らせる前に、サーセイに逃亡する機会を与える。だが、サーセイには逃げる気は全くなく、エダードの破滅につながる。
それ以来サーセイは権力の階段を上り続ける。サーセイはロバート王の死を謀り、その後は、13歳の息子ジョフリーを王位につけ、摂政太后(摂政女王)として君臨する。だが、戦いに際して、弟のティリオンはサーセイの政策のほとんどを廃止する。何人もの登場人物が、サーセイは権力を欲するが権力の行使は下手だと述べている。
長男と父が二人とも短い期間に連続して殺され、サーセイはティリオンが両方の暗殺の犯人であると信じる。実際にはティリオンは父を殺しただけなのだが、サーセイはティリオンが彼女の没落につながる多くの悪事の影にいると思い込む。子供の頃に、占い師から、弟によって殺されると予言されていて、その他の予言は時と共に実現したためである。トメン王として新たに即位したばかりの8歳の息子の摂政に再び就く。タイウィンの長子として、サーセイはキャスタリーロック公としても認められる。何の束縛もなく権力を持つことになり、サーセイはトメンの〈小評議会〉を自らの支持者と代理人で埋め、以前の取り決めを無視することでその統治を始める。彼女が選んだ人物にも、彼女が行った変革にも、貴族や庶民の多くは好意を寄せない。
サーセイは、今やトメンとマージェリー・タイレルの結婚によって縁戚となった、強力な同盟者のタイレル家が、王国を支配しようとしていると疑い始める。サーセイは、息子の嫁マージェリー、〈王の盾〉の騎士のロラス・タイレルなど、キングズランディングのタイレル家を影響力と権威のある地位から除く計画を始める。ジェイミーはすでに家族から心が離れ始めているが、これによってさらにサーセイから遠ざかり、彼女を疑心暗鬼の中に置き去りにする。災いをもたらしかねないもうひとつの決断は、王室の負債の支払いを拒否したことであり、七神正教の教団やブレーヴォスの〈鉄の銀行〉など、強力な組織を怒らせることになる。この結果、教団はトメン王への祝福を拒否する。負債を解消するために教団が私軍を持つことを許したことで、教団はますますサーセイに従わなくなる。ブレーヴォスの〈鉄の銀行〉は七王国中で新たな融資をすべて拒否し、旧来の負債を取り立て、経済の混乱を引き起こす。
サーセイは不倫と反逆の罪をでっち上げてマージェリーを告発する。だが愛人がサーセイとの不貞とその命による殺人を白状する。サーセイは逮捕され、ベイラー大聖堂での裁判を待つために塔の独房に繋がれる。大臣たちは彼女を見捨て、政府の支配権を握る。死罪にあたる罪で告発されたため、唯一の望みは、〈王の盾〉の擁護者が決闘裁判で戦うことになる。サーセイは助けを求める手紙をジェイミーに送るが、ジェイミーは手紙を焼き捨てる。死刑には当たらないことを承知の上で、サーセイは従兄弟のランセル・ラニスターらとの不貞の罪だけは認める。他の罪の裁判の前に、〈正教〉は保釈と引きかえにキングズランディングを歩く贖罪の苦行を課す。体毛はすべて剃りあげられ、裸で群衆の前を歩かされる。苦行を終える間際、サーセイは泣き崩れる。そして、〈王の盾〉の新たな一員であり、残る罪の裁判において擁護者となるサー・ロバート・ストロングによって〈赤の王城〉に運び込まれる。苦行の後、叔父ケヴァン・ラニスターはサーセイが従順になったと信じる。
サーセイ・ラニスターは『ゲーム・オブ・スローンズ』においてレナ・ヘディが演じる。

### ジェイミー・ラニスター
Jaime Lannister
視点人物であり、サーセイの双子の弟で、タイウィンとジョアンナの息子である。サーセイと同様に、ジェイミーは尊大で不道徳で衝動的であり、驚くほどの美貌である。サーセイとは若いころから近親相姦関係にある。父や姉とは違い、小人の弟ティリオンには敬意と優しさをもって接する。彼は若くして騎士となり、サーセイと一緒に居るために、キャスタリーロックの相続権を手放し、15歳にして史上最年少で〈王の盾〉に選ばれる。だがこれは狂王エイリスがタイウィンから世継ぎを奪おうとする企みである。タイウィンは怒り、〈王の手〉を辞職し、サーセイを連れてキャスタリーロックに戻る。姉が去り、狂気と残酷さに取りつかれた王を守る職務に就いて、ジェイミーは次第にその任務の魅力から覚めていく。〈ロバートの反乱〉の最後に、タイウィンがエイリス王をだましてキングズランディングにその軍勢を入れ、街を略奪し始めた時、エイリス王は敵に奪われる前に街を焼きつくす命令を下し、ジェイミーには父タイウィンを殺すよう命じる。ジェイミーは民衆と父を救うために王を殺すが、その善行は人々には知られず、〈王殺し〉の蔑称と、邪悪で名誉を持たない男としての悪評のみが残る。ジェイミーの回顧によれば、自分が最良の行為をするほど、人々に罵倒されることが多い。
シリーズの冒頭で、ジェイミーはサーセイとの近親相姦の秘密を守るために、7歳のブラン・スタークをウィンターフェルの高い窓から投げ落す。 ロブ・スタークに捕えられ、〈五王の戦い〉のほとんどをリヴァーランのタリー家の城に囚われて過ごす。 サンサとアリアを解放し、スターク家とタリー家に対しては今後決して武器を取らないと言う条件で、キャトリンによって解放される。キングズランディングに戻る旅の途中で、利き腕を、父にかつて仕えた傭兵ヴァーゴ・ホウトによって切り落とされる。頼りとする剣の腕を失い、名誉を重んじるブライエニーを観察することで、ジェイミーは自らの人生を振り返り始め、名誉ある人間になろうとする。自らの不貞の子であるジョフリー・バラシオンが暗殺された後、犯人とされた弟ティリオンを脱獄させ、その最初の妻は売春婦ではなく真にティリオンを愛していたと告白する。ティリオンからサーセイには他にも愛人がいたことを聞いて動揺する。スターク家の娘を救いラニスター家から守るようにブライエニーを送り出す。キングズランディングを離れ、キャトリンへの誓いを守って、武器を取らずにタリー家を降伏させる。 サー・イリーン・ペインと訓練をし、左腕で剣を使うことを学ぼうとするが、なかなか上達しない。サーセイが不貞と大逆の罪で牢に入れられた時、ジェイミーに愛していると書き寄こし、キングズランディングに戻ることを請う。だがジェイミーはサーセイの手紙を焼き捨て、サーセイを運命にゆだねる。ブライエニーがジェイミーを訪ねて来る。ブライエニーは、サンサがサンダー・クレゲインに捕えられ、ジェイミーが一人で来ないとサンサは死ぬことになると嘘をつく。ジェイミーはブライエニーと共に立ち去る。
ジェイミー・ラニスターは『ゲーム・オブ・スローンズ』において、ニコライ・コスター＝ワルドーが演じる。

### ケヴァン・ラニスター
Kevan Lannister
ケヴァンはタイウィンの弟であり、最も信頼される指揮官であり、頼りになる誠実な男として知られている。ケヴァンは若くして兄が優れていることを認め、兄の望みを実現することを、すすんで自らの義務としたが、これは永遠に兄の影の中に生きることを意味する。タイウィンが考えたことのないことは、ケヴァンも考えたことがないとまで言われている。ジョフリー王の下で法務大臣となり、タイウィンの死後、サーセイは〈王の手〉の地位をケヴァンに与えようとする。しかしケヴァンはサーセイの指導力を信頼せず、サーセイがキャスタリーロックに帰って、彼自身を摂政としない限り、〈王の手〉の職務は受けないと拒否する。サーセイが指導者としても母親としても落第であると責める。信仰に目覚めた息子ランセルとも疎遠になる。サーセイとジェイミーの間の近親相姦とサーセイの子らの本当の父親を疑う。 西部に戻り、サーセイはケヴァンにふさわしい地位をラニスター家の格下の人間たちに与える。サーセイが牢に入った後、〈小評議会〉はケヴァンを摂政に任命する。ケヴァンは受諾し、タイレル家とラニスター家の間で国家を再建し、サーセイが引き起こした問題を解決しようとする。だがその努力によってエイゴン・ターガリエンの王座奪還が難しくなるため、ヴァリスによって石弓で胸を射られることになる。ティリオンの犯行であるように見せかけ、サーセイをさらに混乱させるためである。瀕死のケヴァンは短刀を持つ子供たちに取り囲まれ、ヴァリスはとどめをさすように命じる。ケヴァンは『ゲーム・オブ・スローンズ』においてイアン・ゲルダーが演じる。

### ランセル・ラニスター
Lancel Lannister
ランセルはサー・ケヴァンの長男である。キングズランディングにおいて、ランセルはロバート王の従士として仕える。彼は、灰色の髪と、一筋の口髭と、エメラルド色の瞳を持ち、若い頃のジェイミーそっくりの男として描かれている。ランセルは従兄のジェイミーを崇拝するあまり、〈王殺し〉になれるように、サーセイのロバート王を殺す企みの一翼を担う。ロバートの死後、ランセルは騎士に叙される。ジェイミーが戦争に出かけている間、ジェイミーに似ているというだけで、サーセイはランセルを愛人にする。〈ブラックウォーターの戦い〉の間、サーセイがジョフリーを戦いの外に連れ出すことを命令するまで、ジョフリーを護衛する。ランセルは戦いで重傷を負い、サーセイの行動が士気に悪影響を与えたと後になじる。ランセルは長く死の淵をさまよい、傷から完全には回復しない。回復する間、ランセルは精神的な目覚めを体験し、ほとんどの時間を聖堂で過ごし、贖罪を願う。その行動は父を大いに怒らせる。ランセルはラニスター家とフレイ家の協定どおりにフレイ家の娘と結婚し、タリー公となる。妻の淫行の噂が広がるが、ランセルは気にもしない。〈七神正教〉に属する騎士団である、〈戦士の子ら〉の復活の知らせがランセルに届いた時、領土と妻を捨て、〈戦士の子ら〉に参加するためにキングズランディングに向かう。『ゲーム・オブ・スローンズ』ではユージン・サイモンが演じる。

### ティリオン・ラニスター
Tyrion Lannister

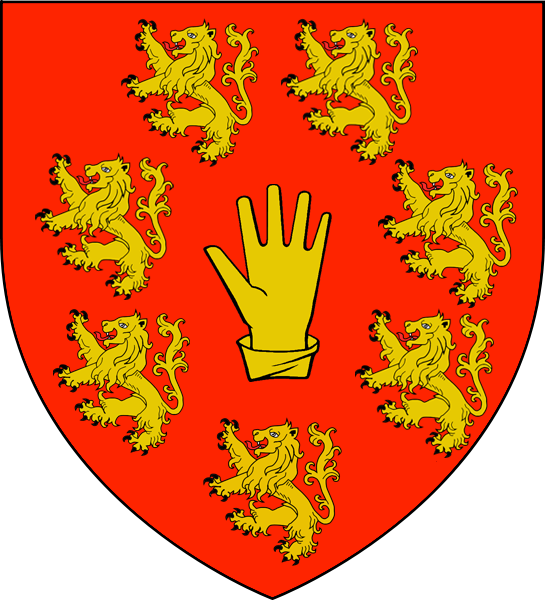
ティリオン・ラニスターの盾形の紋章

視点人物であり、ティリオン・ラニスターはタイウィンの第三子である。嘲りを込めて“小鬼”や“半人前”などとあだ名される、極めて高い知性の小人である。父の政治的策略の才を受け継いでいるが、その醜さ、舌鋒の鋭さ、売春婦好きのため、そして出産が母親の死を招いたゆえに、父タイウィンから憎まれている。姉サーセイにも憎まれているが、兄ジェイミーには優しく扱われる。敵に対しては残酷な手段をとることもできるが、見捨てられたものや不当に扱われた者達には同情心をもつ。若いころ、乱暴しようとした男たちから若い農民の娘を救い、結婚したことがある。だがタイウィンがこれを知った時、ジェイミーから娘が売春婦であったと嘘をつかせ、兵たちとティリオンに輪姦させ捨てさせる。この出来事はティリオンのトラウマとなっている。
ティリオンは、王室のウィンターフェルへの運命的な旅に参加し、その後〈壁〉を訪れる。この間、ジョン・スノウとティリオンは意外にも友人となり、見捨てられた者同士として、共有する人生の一面を分かち合う。ティリオンが南に戻る途中、キャトリンは息子のブラン・スタークの殺害を試みたとしてティリオンを逮捕し、亡くなったジョン・アリンと、未亡人で彼女の妹のライサの本拠である高巣城に連れて行く。ここでライサは、ティリオンをブラン殺害未遂の罪だけでなく、亡き夫ジョン・アリン殺害の罪で裁判にかける。傭兵ブロン が擁護者となり、決闘裁判で勝利したため、ティリオンは処刑をまぬがれる。高巣城を出た後、彼は鋼と栄光を約束して、獰猛で粗暴なアリンの谷間の〈山の民〉を雇う。
タイウィンは、ティリオンを〈王の手〉の一時的な代理としてキングズランディングに送る。ティリオンは愛人のシェイを伴うが、苦心してその存在を隠す。ティリオンはサーセイとのほろ苦い権力闘争を始め、常に彼女の先手を打つ。〈炎素〉で充たした船と巨大な鎖を用意し、これはやがて〈ブラックウォーターの戦い〉でスタニス・バラシオンの艦隊を壊滅させ、大勝利をもたらすことになる。スタニスの兵たちが戦略的に重要な門を壊そうとした時、ティリオンだけが状況の深刻さを理解し、城壁の外に突撃して門を守ろうとする。自分に合った大きさの戦闘斧をもって馬に乗り、兵士たちを率いて戦う。戦闘の間に、〈王の盾〉の騎士により殺されそうになり、従者のポドリック・ペインに救われるが、顔に傷を負い鼻のほとんどを失う。
傷から回復するが、父タイウィンに権力を奪われ、〈山の民〉の軍勢も都から追い払われている。サンサ・スタークとの政略結婚を強制されるが、気乗りしない花嫁を憐れみ、床入りを強制しようとはしない。二人はジョフリー王の殺人の件で、無実でありながら告発される。サンサは逃亡し、ティリオンだけが裁判にかけられる。通常の裁判では勝てないことを知り、グレガー・クレゲインに対して決闘裁判を戦うようブロンに依頼するが断られる。悪名高い熟練の剣士であるプリンス・オベリン・マーテルがティリオンの擁護者として名乗りを上げる。だがグレガー・クレゲインはオベリンを殺し、ティリオンは死刑を宣告される。しかし、ティリオンは兄ジェイミーとヴァリスによって密かに牢から解放される。ジェイミーは、かつて父タイウィンに命令され、ティリオンがかつて結婚した娘が売春婦であると嘘をついたことを告白する。城を出る前に、ティリオンは秘密のトンネルを通って父の部屋を訪れ、かつて愛したが裏切られた売春婦のシェイと父を殺す。
ティリオンは密かにペントスに運ばれる。イリリオ・モパティスの依頼でエイゴン・ターガリエンおよびジョン・コニントンと共にミーリーンに旅をして、デナーリス・ターガリエンの七王国侵攻を手助けしようとする。だが売春宿を訪れた時、ジョラー・モーモントに見つかり捕われる。追放されていたジョラーはティリオンをデナーリスのもとに連れて行き、許しを請おうとする。旅の間、ティリオンはペニーと言う名の小人の娘と知り合い友達となる。三人は奴隷商人に捕まり売られ、ミーリーンの外のキャンプにたどり着く。疫病がはやり、三人は混乱に乗じて逃げ出す。ティリオンは傭兵軍である〈次子〉(〈次男軍団〉)に加わり、その代償として、キャスタリーロックの富を軍団に差し出すことを約束する。軍団はデナーリスと戦う契約を結んでいるが、デナーリスの側に再び寝返らせようとする。
ティリオンは『ゲーム・オブ・スローンズ』でピーター・ディンクレイジが演じる。

### ティリオン・ラニスターの家来と親しい者たち
- シェイ
- ブロン
- ポドリック・ペイン

### ラニスター家の旗主および家来
- エイモリー・ローチ
- グレガー・クレゲイン
- サンダー・クレゲイン
- イリーン・ペイン